# Palazzo Apostolico
Il Palazzo Apostolico, chiamato anche Palazzo Vaticano, Palazzo Papale, Palazzo Sacro e anche Palazzo del Vaticano, è la residenza del Vescovo di Roma, e quindi del Pontefice. Prima dell'Unità d'Italia e la conquista sabauda di Roma, nel 1870, ve n'erano molteplici sparsi per Roma, come il Palazzo del Laterano o il Palazzo del Quirinale.

## Storia

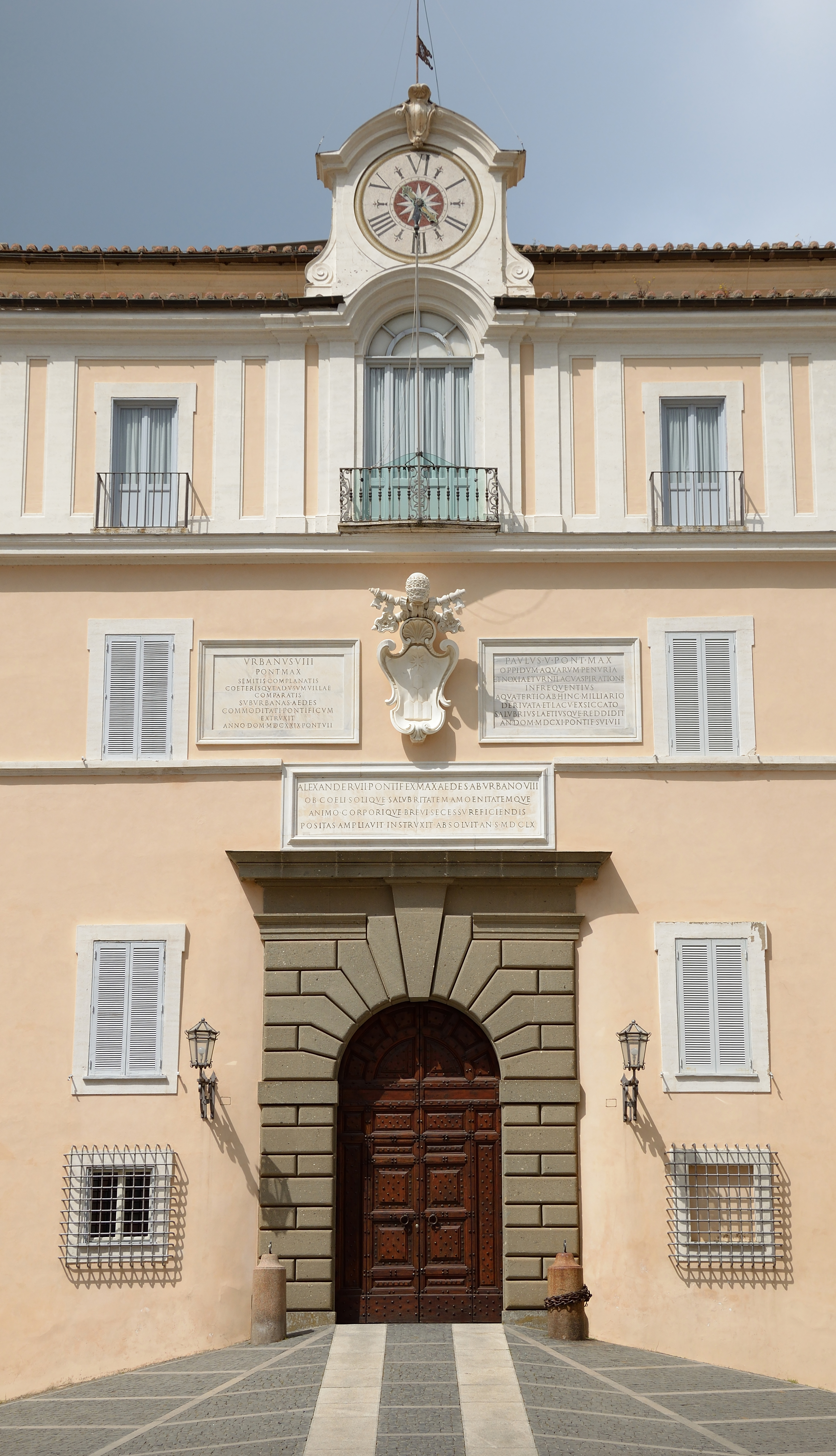
Palazzo Pontificio a Castel Gandolfo, residenza estiva papale

Con la denominazione Palazzo Apostolico si indica la residenza del Pontefice, quindi Vescovo di Roma. Prima dell'Unità d'Italia e della Breccia di Porta Pia, nel 1870, a Roma vi erano diversi palazzi apostolici oltre a quello attuale in Vaticano, come il Palazzo del Quirinale, poi residenza del re d'Italia e oggi del Presidente della Repubblica, Palazzo del Laterano, Palazzo Venezia, come residenza di papa Paolo II , Palazzo Colonna, come dimora di papa Martino V, Palazzo Pontificio a Castel Gandolfo, oggi residenza estiva pontificia, Palazzo dei Papi, ad Avignone, come residenza papale durante la cattività avignonese.

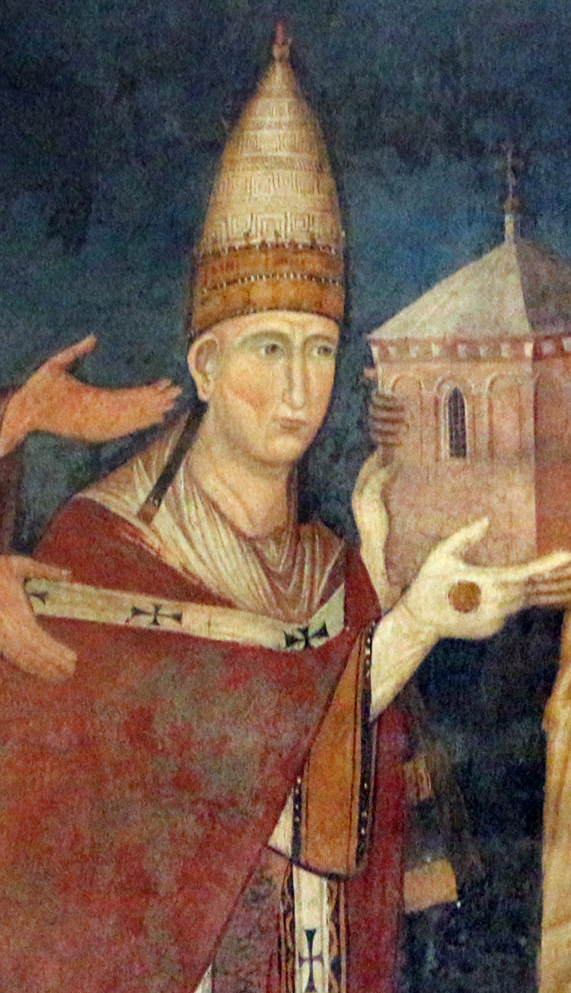
Dipinto di papa Niccolò III

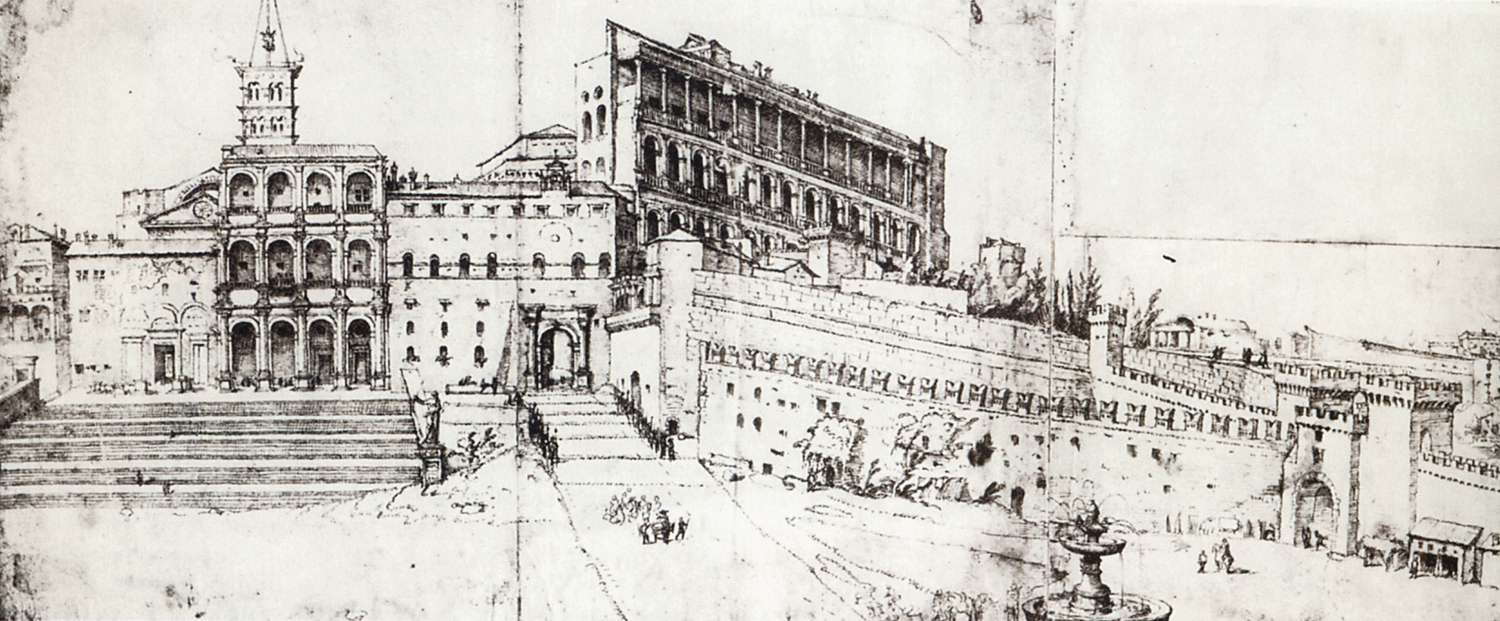
Palazzo Apostolico accanto all'antica basilica di San Pietro, XVI secolo

Le prime notizie che si hanno riguardanti un palazzo papale presso San Pietro, risalgono all'età di Costantino con papa Liberio, anche se il primo pontefice a occuparsi di una possibile costruzione di un edificio, sempre presso l'antica basilica, fu papa Simmaco nel V secolo, il quale vi celebrava concili e concistori. Probabilmente Pelagio II vi dava ricovero a poveri e anziani della città . Con la caduta dell'Impero romano e le invasioni barbariche, il palazzo ospitò forse Carlo Magno e nello stesso periodo il pontefice Leone III vi eresse nuovi edifici, mentre Leone IV cinse con mura i palazzi già esistenti sul colle Vaticano, da cui prende il nome la Città del Vaticano . Alcuni interventi che si possono vedere ancora oggi, furono opera di papa Eugenio III mentre si attribuiscono a Innocenzo III e Niccolò III l'edificazione di luoghi che avrebbero dovuto ospitare i pontefici in modo permanente . Durante il pontificato di Niccolò III (1277 - 1280), venne costruito un palazzo medievale accanto all'antica Basilica di San Pietro; consisteva in un edificio quadrato a due piani con attorno un cortile, il Cortile di Pappagalli. Tuttavia, questo edificio, simile a un castello, non era ancora la residenza principale papale . 

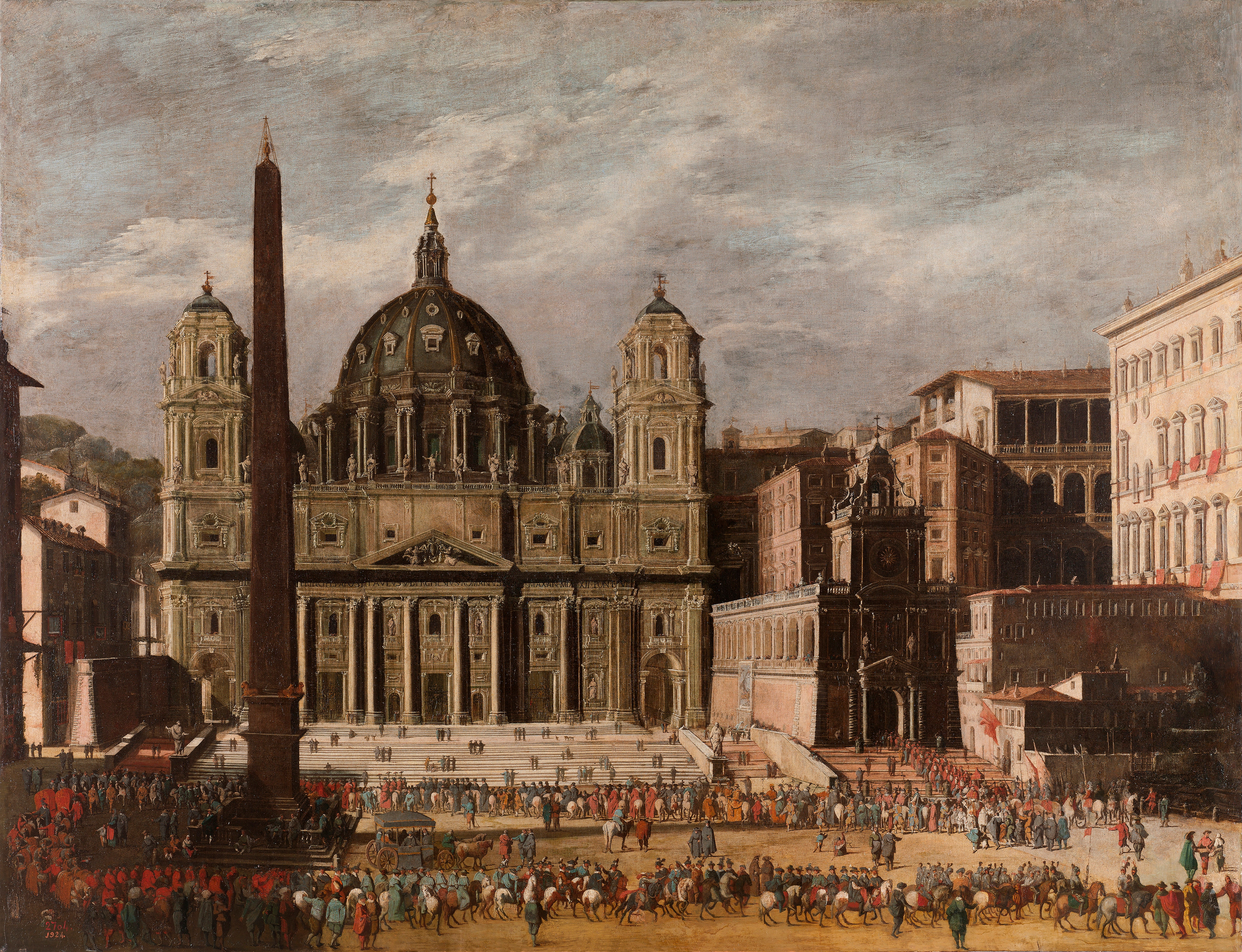
Veduta del Vaticano con la nuova Basilica Vaticana e il complesso del Palazzo Apostolico, circa 1630

Dall'inizio del IV secolo i papi risiedevano, come vescovi di Roma, in un antico palazzo romano adiacente alla Basilica di San Giovanni in Laterano, che diventerà poi l'attuale Palazzo del Laterano. Dopo la cattività vignonese e il pontificato di Gregorio XI, papa Urbano VI prese residenza nel palazzo adiacente alla Basilica di San Pietro. Allora inoltre vi era un passaggio tra il palazzo vaticano e il Castel Sant'Angelo; a usarlo fu Clemente VII durante il Sacco di Roma nel 1527. Intorno al 1450, Niccolò V fece costruire una struttura circolare a difesa del palazzo papale, detto Torrione di Niccolò V, che oggi ospita la sede della Banca Vaticana che ha il nome di Istituto per le Opere di Religione. Nel XVI secolo, papa Sisto V commissionò il nuovo Palazzo Apostolico : il 30 aprile 1589 iniziarono i lavori per la versione attuale della residenza apostolica. I suoi successori, i papi Urbano VII, Innocenzo XI e Clemente VIII, portarono a termine i lavori .

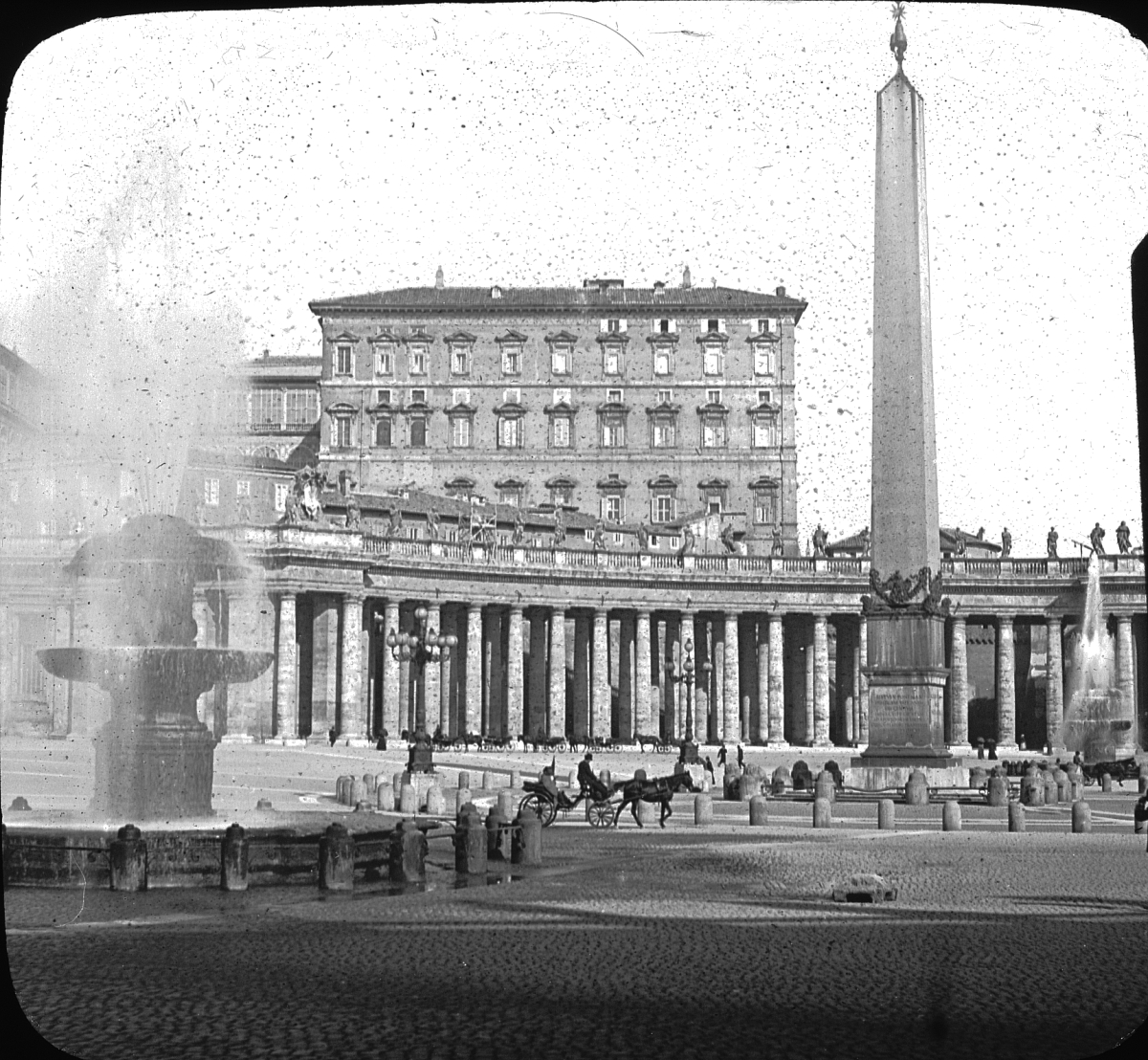
Foto di Piazza San Pietro tra la fine del XIX e l'inizio del XX secolo

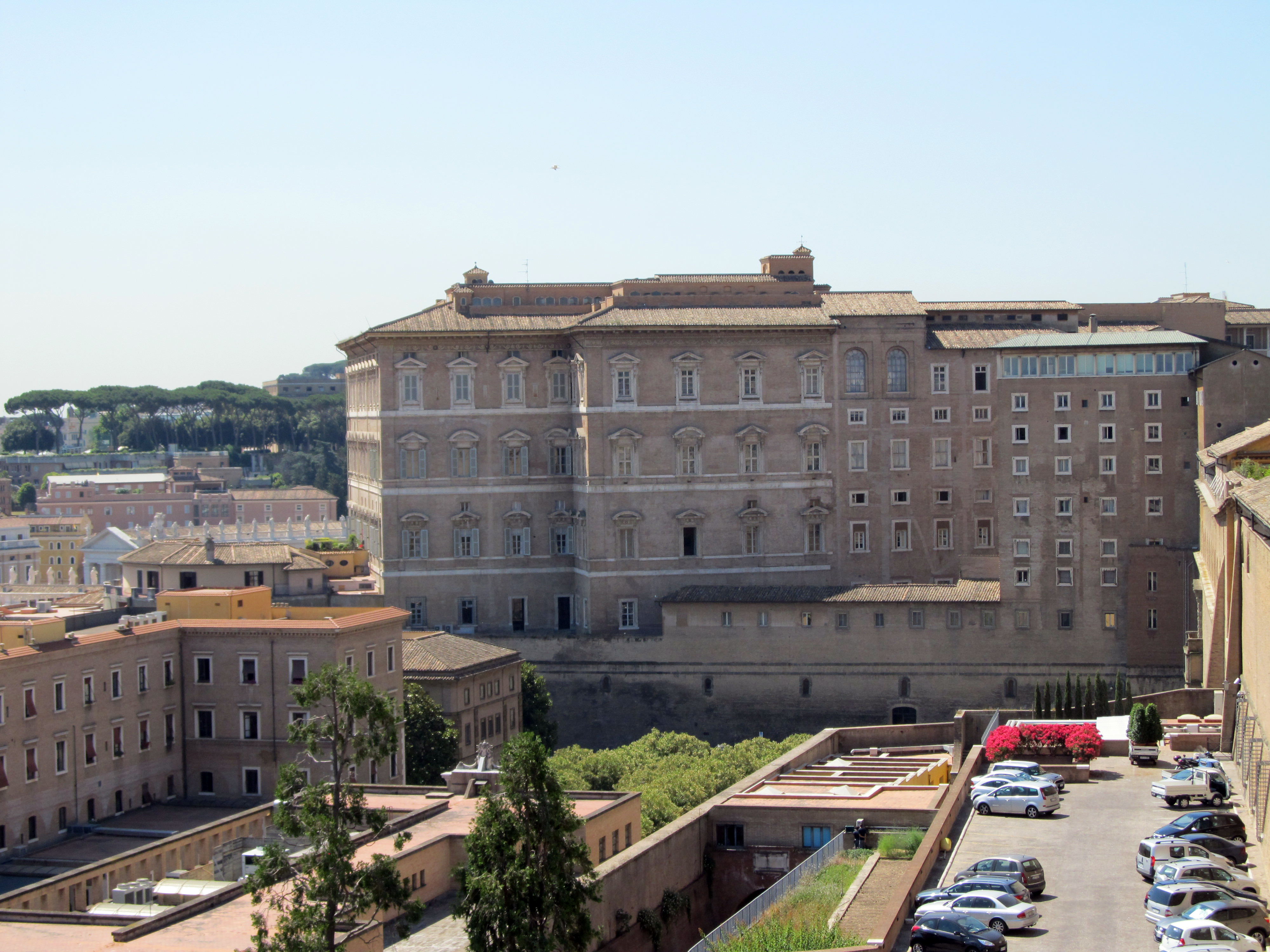
Lato est del Palazzo Apostolico

Il Palazzo Apostolico è un edificio complesso che comprende diversi appartamenti papali, i Musei Vaticani, alcuni uffici governativi della Chiesa cattolica, la Biblioteca Vaticana e un certo numero di cappelle private e pubbliche, tra gli altri edifici. Ci sono oltre 1000 stanze che ospitano uffici di diverse funzioni, compresi uffici amministrativi che non sono necessariamente correlati ai doveri del Papa. Alcune delle rinomate stanze all'interno del Palazzo Apostolico includono la Cappella Sistina e le Stanze di Raffaello . Al secondo piano del Palazzo, vi è un appartamento dedicato alle udienze private del Papa con i capi di Stato.

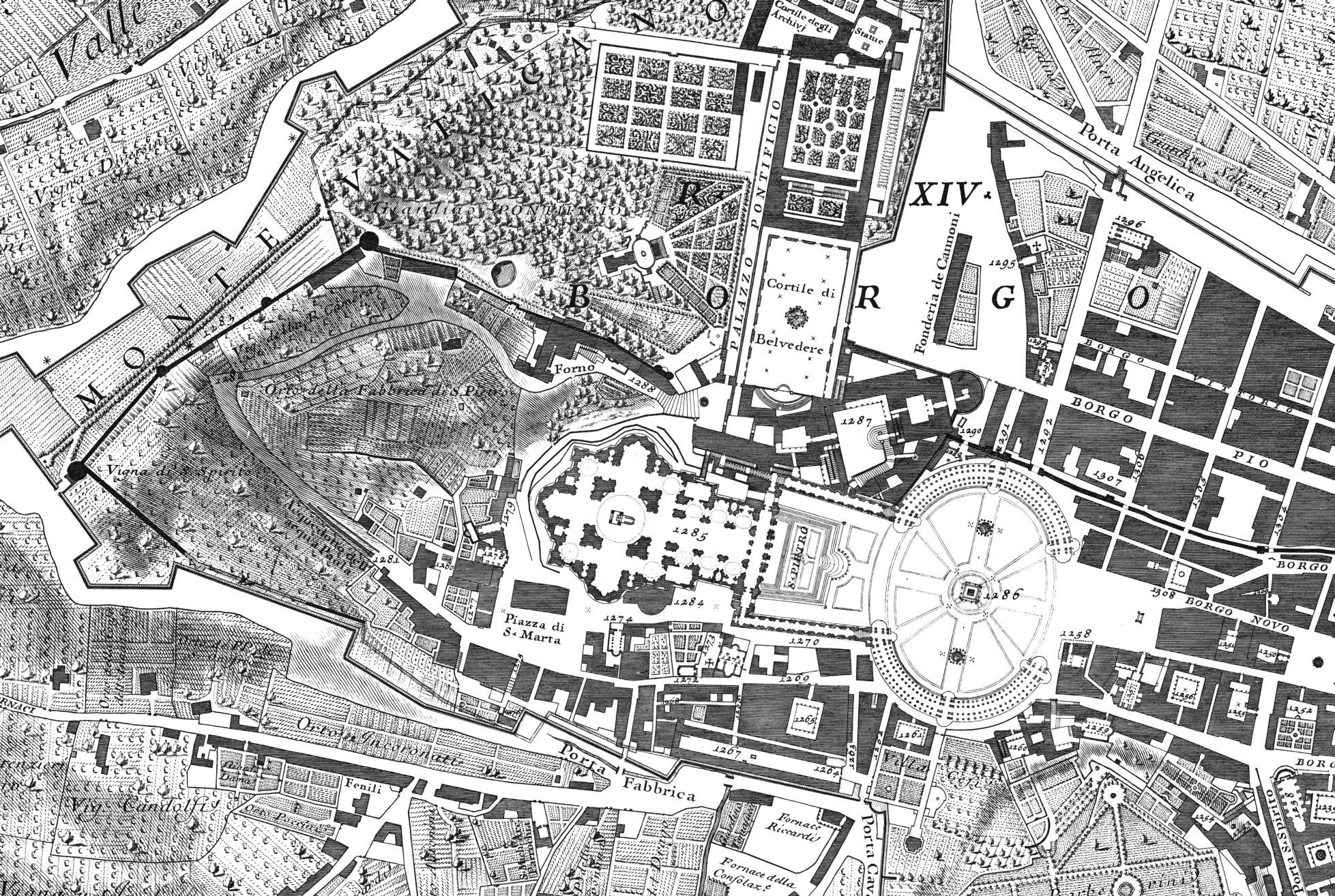
L'area del Palazzo apostolico nella I^ metà del XVIII secolo (pianta di G. B. Nolli)
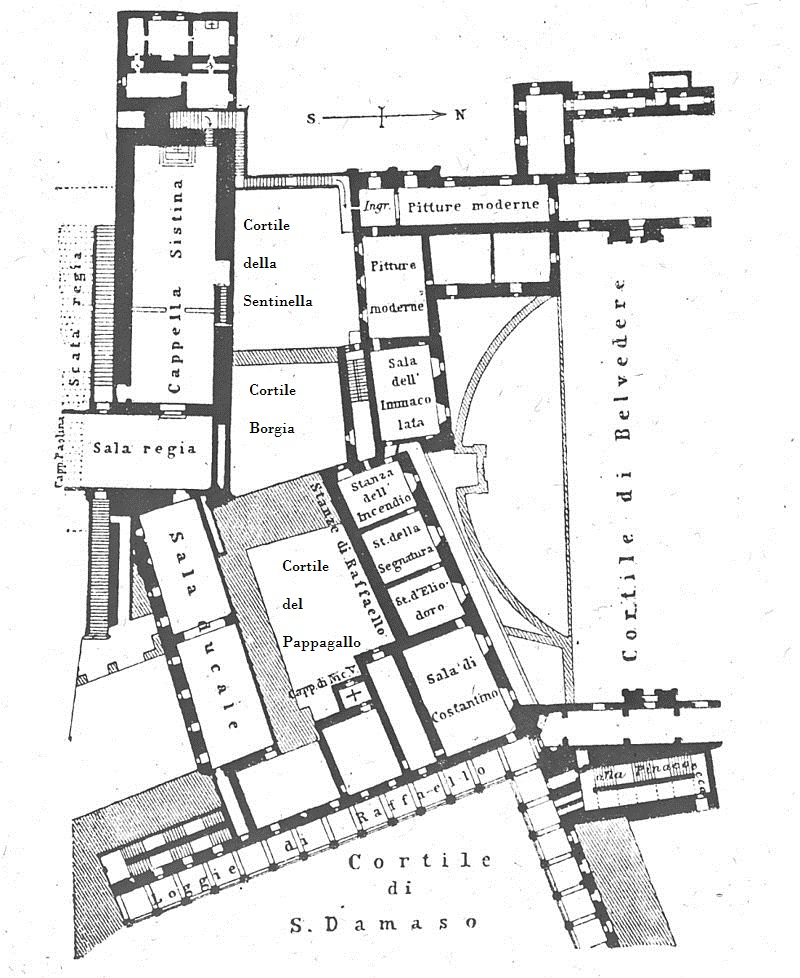
Pianta del Palazzo Apostolico (XV sec.)
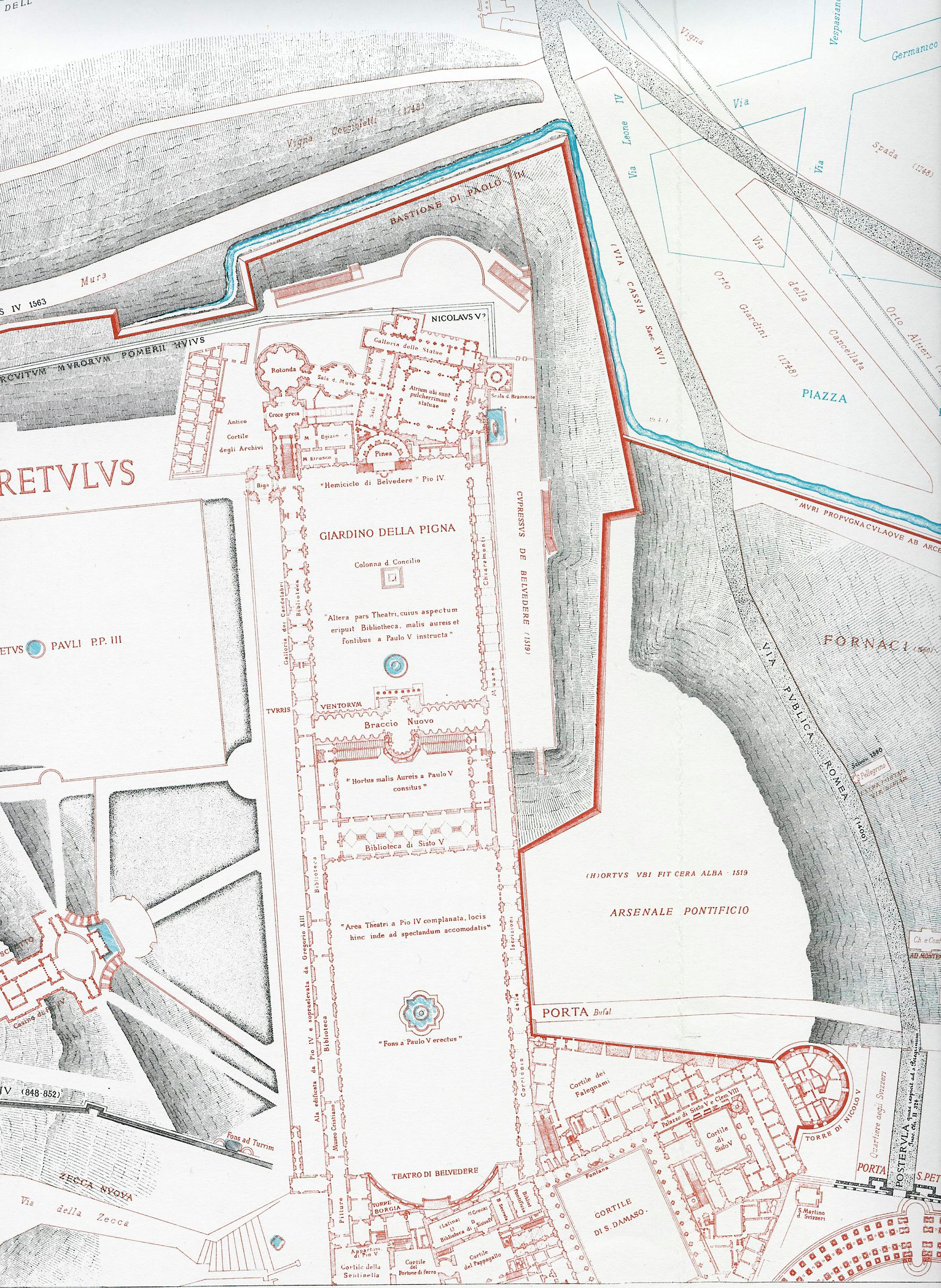
Pianta del Palazzo Apostolico (1893-1901)

## Cappelle apostoliche

### Cappella Paolina

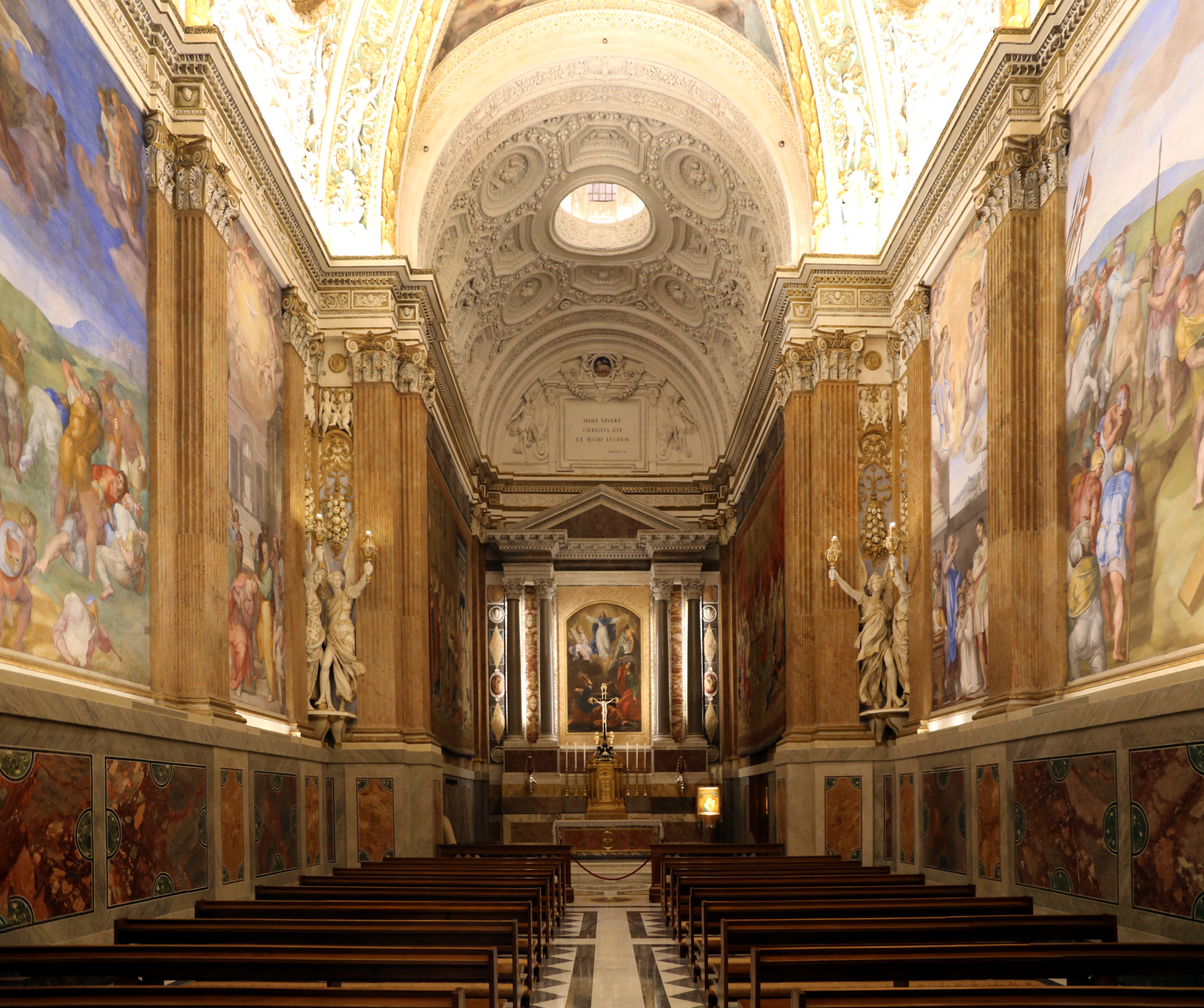
Veduta della Cappella Paolina

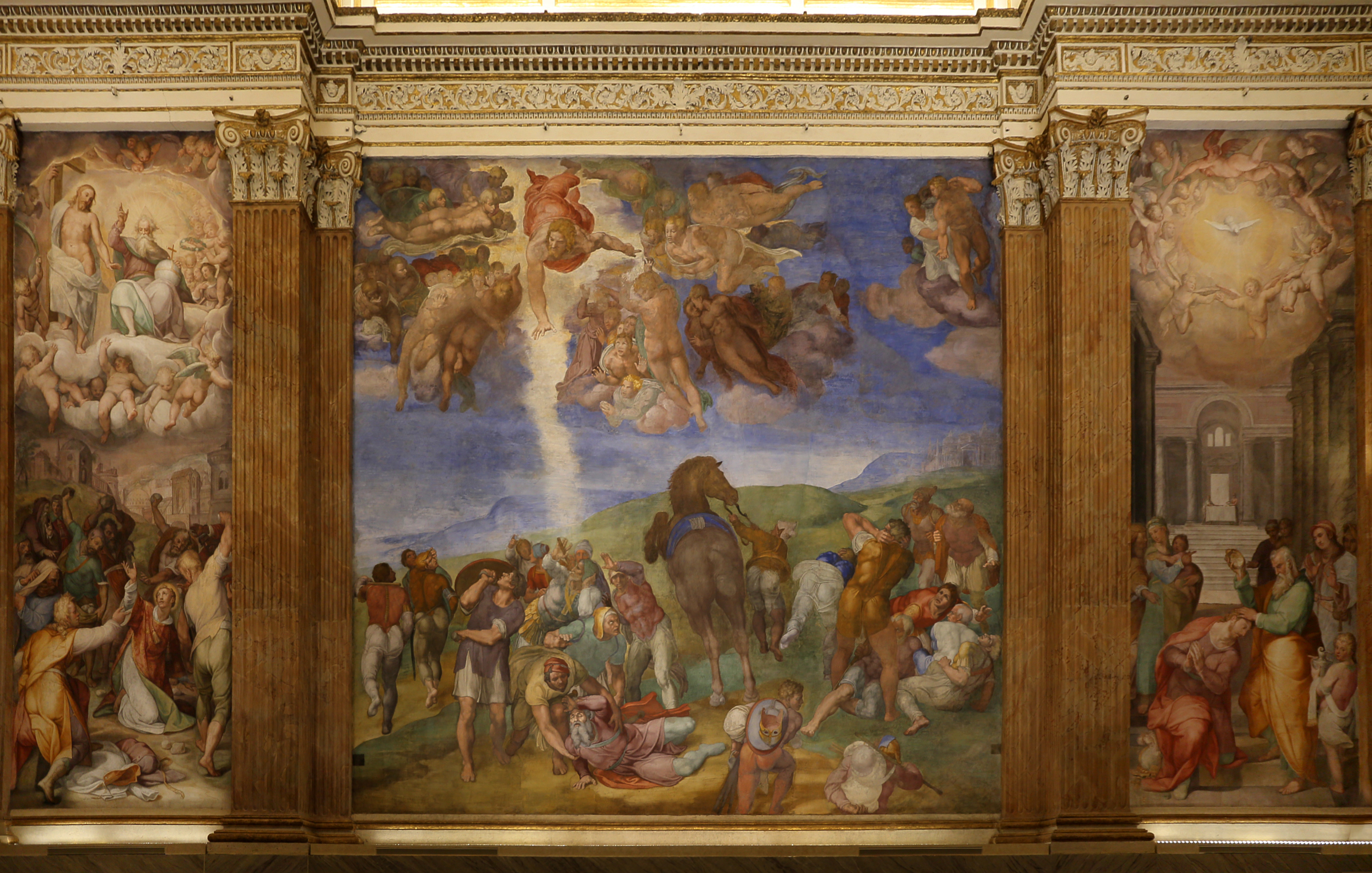
La Conversione di Saulo (Michelangelo) nella Cappella

La realizzazione della Cappella Paolina si deve a papa Paolo III, eletto nel 1534; lo scopo era quello di edificare una cappella, da affiancarsi a quella costruita dal pontefice Sisto IV, per custodire il Santissimo Sacramento . Il progetto venne affidato da Antonio da Sangallo il Giovane, che Paolo III aveva nominato architetto di tutte le fabbriche pontificie nel 1536 . La costruzione della Paolina iniziò nel 1537 per poi terminare tre anni più tardi, nel 1540 quando, il 25 gennaio, memoria liturgica della Conversione di san Paolo, la cappella venne solennemente consacrata dal pontefice e dedicata a san Paolo apostolo . Appena concluso il Giudizio universale nella Cappella Sistina, Paolo III incaricò Michelangelo, ormai ultrasessantenne, di decorare la cappella con affreschi e storie dei primi apostoli; l'artista lavorò all'opera lentamente, per quanto gli era possibile tra acciacchi e impedimenti, mentre contemporaneamente lavorava alla tomba di Giulio II, terminata nel 1545 . Michelangelo dipinse per la Paolina due affreschi: il primo raffigurante la Conversione di Saulo, realizzato tra il 1542 e il 1545, mentre il secondo la Crocifissione di Pietro, realizzato tra il 1546 e il 1550 .

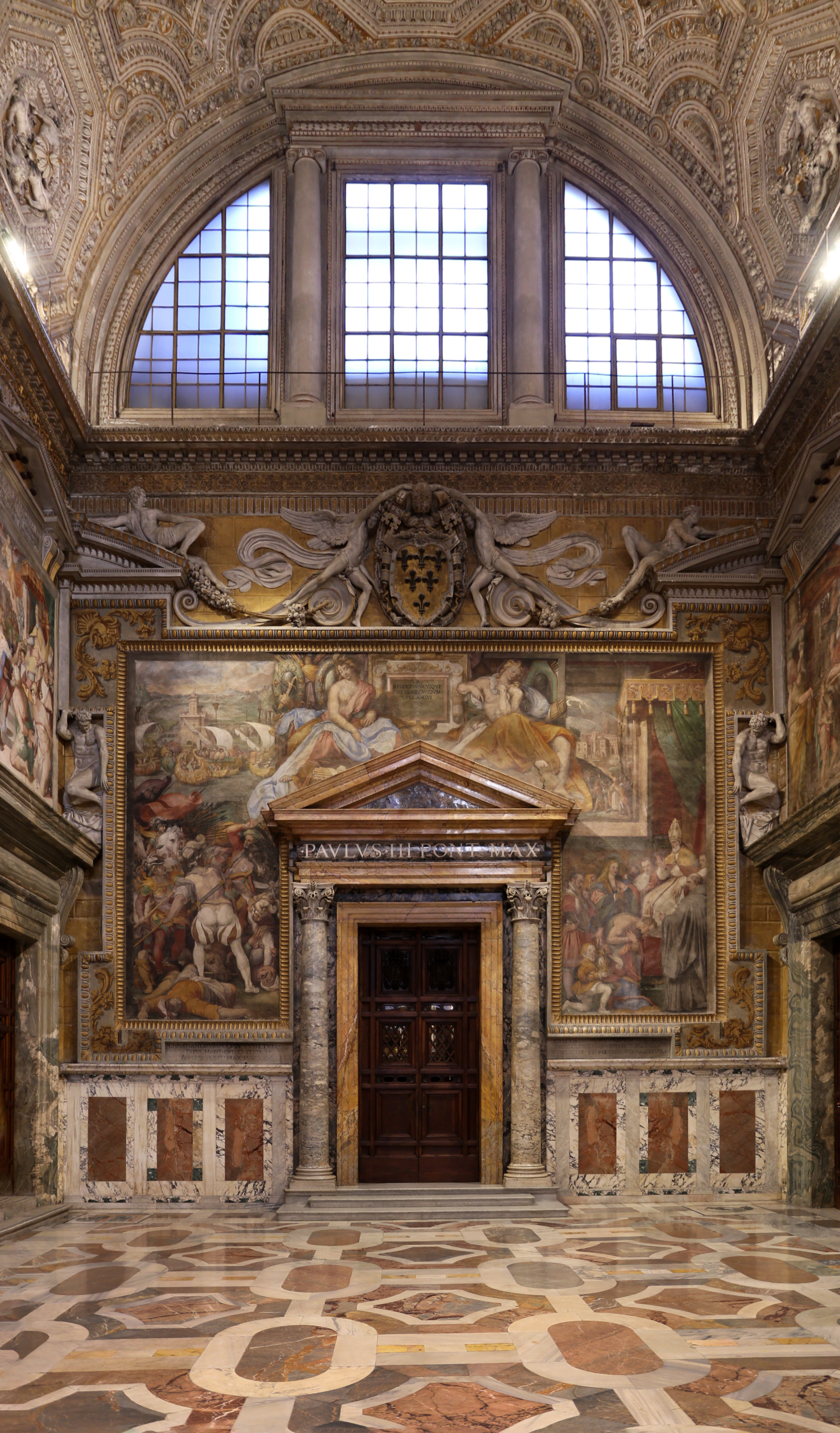
Il lato meridionale della Sala Regia che porta nella Cappella Paolina

La decorazione venne poi completata durante il pontificato di Gregorio XIII, da Lorenzo Sabbatini e da Federico Zuccari che realizzarono altri episodi salienti della vita dei santi Pietro e Paolo. In quell'epoca vennero anche approntati decori in stucco dorati e policromi della volta, simili a quelli contemporanei dispiegati nella Galleria delle Carte Geografiche . Con i pontificati successivi, in particolare durante quello di Alessandro VIII e poi di Benedetto XIV, si ebbero interventi relativi alla parete di controfacciata e alla sistemazione dell'area presbiterale . Durante il papato di Benedetto XIV, venne compiuta una pulitura generale dei dipinti e degli stucchi, per opera di Domenico Spolia. Con Pio IX (1855-1856) si fece un'ulteriore pulitura degli affreschi e la realizzazione dell'affresco in controfacciata di Annibale Angelini. Sotto il pontificato di Leone XIII, si fece il rifacimento degli affreschi dell'abside e restauro della volta, mentre con Pio XI ci fu il restauro degli affreschi di Michelangelo sotto la direzione di Biagio Biagetti . L'ultimo intervento di rilievo è stato quello realizzato sotto papa Paolo VI, nel 1974, in preparazione del Giubileo del 1975, sotto la direzione di Luigi e Giovanni Carbonara, che hanno supervisionato un radicale riordino dello spazio presbiterale in adesione alle abitudini liturgiche divenute comuni negli anni seguenti il Concilio Vaticano II, mediante la sostituzione dell'altare rivolto al tabernacolo con un nuovo altare staccato dalla parete, di forma ovale, sul quale celebrare guardando i fedeli. Venne inoltre eliminata la balaustra in legno per la comunione e collocato al suo posto un ambone in marmo scolpito. Il pavimento fu ricoperto da una moquette rossa, e così le pareti laterali fino all'altezza degli affreschi .

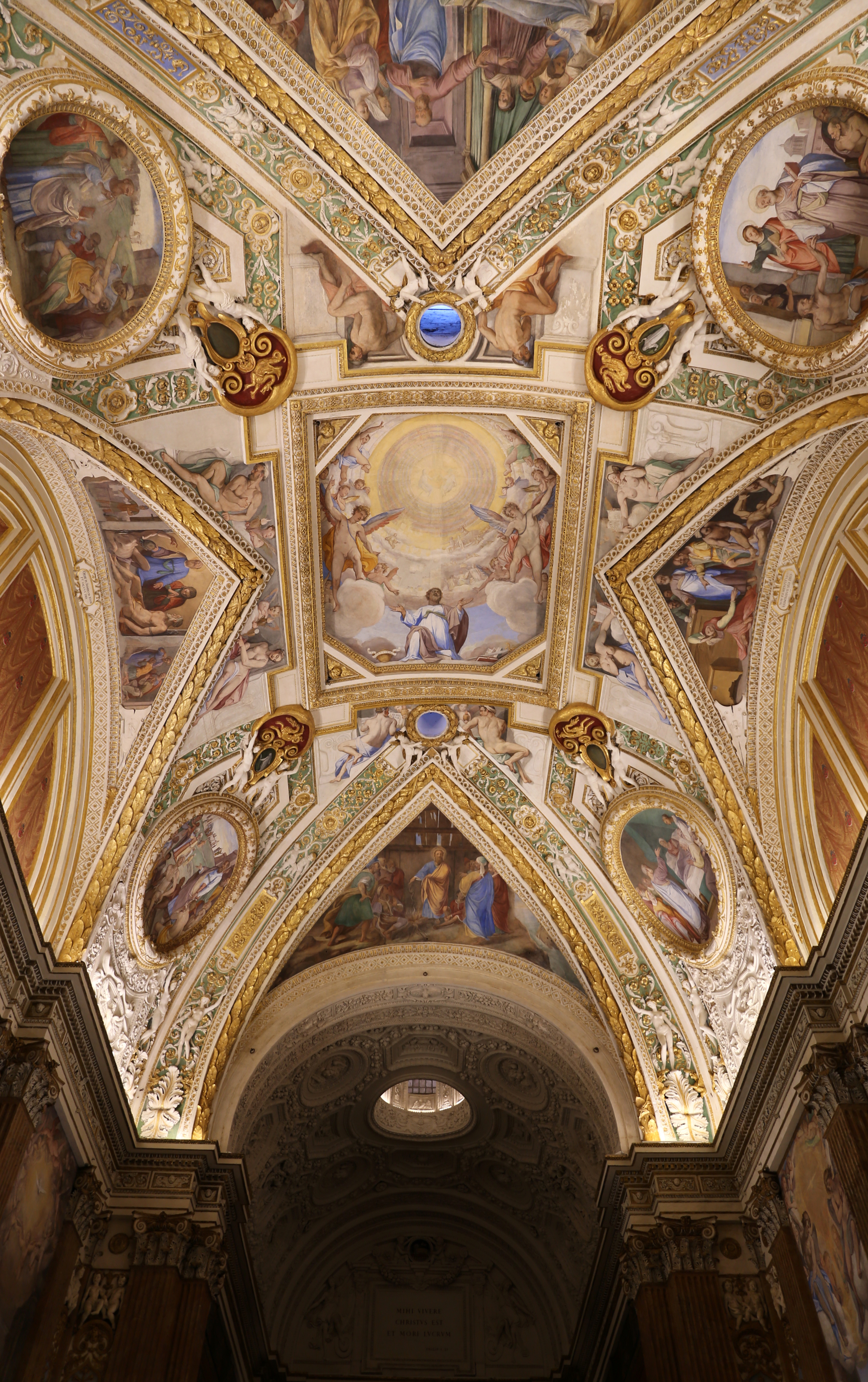
La volta della Cappella Paolina

Un altro restauro ci fu nel 2002, diretto da Arnold Nesselrath, finanziato dai Patrons of the Arts e condotto dal Laboratorio Restauro Dipinti dei Musei Vaticani, sotto la supervisione di Maurizio De Luca; l'intervento ha interessato il recupero delle cromie originarie degli stucchi e degli affreschi, in particolare dei due dipinti di Michelangelo, dei quali si sono occupati direttamente De Luca (Crocifissione di Pietro) e Maria Ludmila Pustka (Conversione di Saulo), con la rimozione dovute a manomissioni successive . Durante i lavori è stato rimosso il rifacimento risalente al pontificato di Paolo VI. Si è provveduto, con l'approvazione di papa Benedetto XVI che ha visitato il cantiere il 25 febbraio 2009, a ricomporre il vecchio altare marmoreo, staccandolo però dalla parete di fondo così da rendere possibile la celebrazione eucaristica sia "versus populum" sia "versus crucem"; è stato tolto l'ambone e rimessa al suo posto la balaustra. Rimossa la moquette che copriva sia la parte inferiore delle pareti, sia il pavimento, queste ultime sono state restituite al loro aspetto originale . Infine sono stati restituiti il pavimento marmoreo dell'epoca di Gregorio XVI e la zoccolatura delle pareti in finto marmo, realizzata sotto Pio IX, ed è stato realizzato un sofisticato e complesso impianto di illuminazione a LED con luce bianca con corpi illuminanti non visibili dal piano della cappella con l'eccezione di quelli relativi agli otto angeli dadofori .

### Cappella Sistina

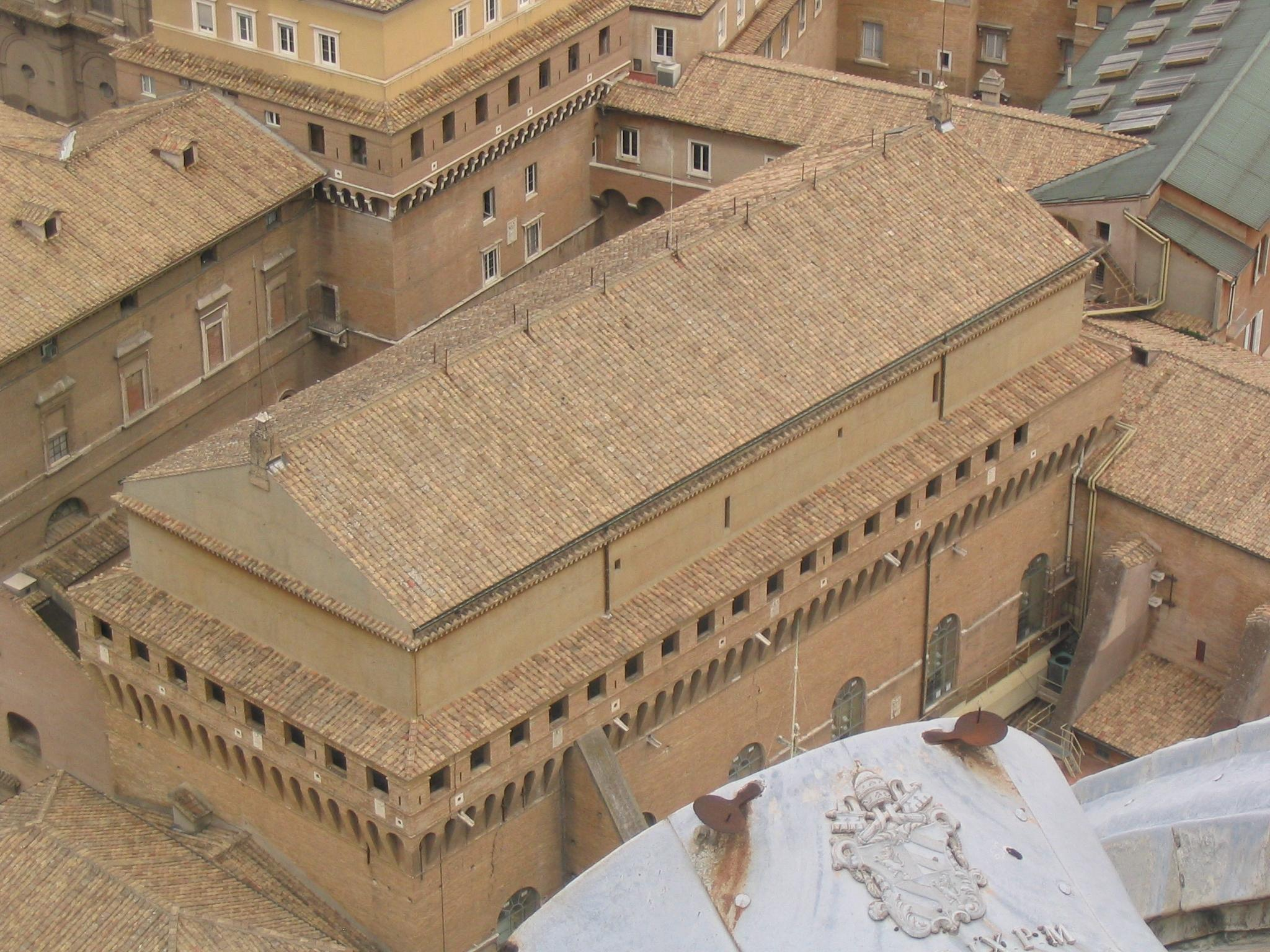
L'esterno della Cappella Sistina

Le prime notizia della Cappella si ha nel 1368 per poi essere decorata l'anno successivo da Giottino e da Giovanni da Milano . Dopo la fine della cattività avignonese e il progetto di riqualificazione urbana iniziata a partire da papa Martino V, il pontefice Sisto IV iniziò un'opera di ricostruzione e decorazione della Cappella del Palazzo Apostolico, che prese poi il suo nome, appunto Sistina. Il progetto prese vita nel 1473 su disegno di Baccio Pontelli, e si attuò nel 1477 quando vennero abbattuti i resti ormai fatiscenti dell'ambiente precedente, sfruttandone le fondazioni e la base dei muri sani per la nuova cappella. Pare che le pareti medievali venissero conservate fino all'altezza della prima cornice, giustificando le irregolarità in pianta ; i lati maggiori infatti convergono verso quello di fondo, il quale a sua volta non è perfettamente parallelo a quello dell'altare. Tutto l'edificio venne comunque rivestito di una cortina laterizia e rinforzato da un basamento a scarpa; furono realizzate nuove volte sia nella copertura, sia negli ambienti dei maestri di cerimonia al di sotto della cappella . Le funzioni della cappella non mutarono rispetto alla precedente e a quella analoga nel Palazzo dei Papi di Avignone, come sede delle più solenni cerimonie del calendario liturgico svolte dalla corte papale. Tale necessità richiedeva una cornice particolarmente fastosa, che mostrasse inequivocabilmente la Maiestas papalis ai partecipanti ammessi al cerimoniale, che erano essenzialmente il collegio dei cardinali, i generali degli ordini monastici, i diplomatici accreditati, i membri di grado più alto nella compagine statale pontificia, il senatore e i conservatori della città di Roma, i patriarchi, i vescovi e i principi o le personalità eminenti in visita. A costoro si aggiungeva una folla di altri personaggi ammessa ad assistere alle funzioni oltre la transenna marmorea che separa tutt'oggi la cappella papale vera e propria (con l'altare).

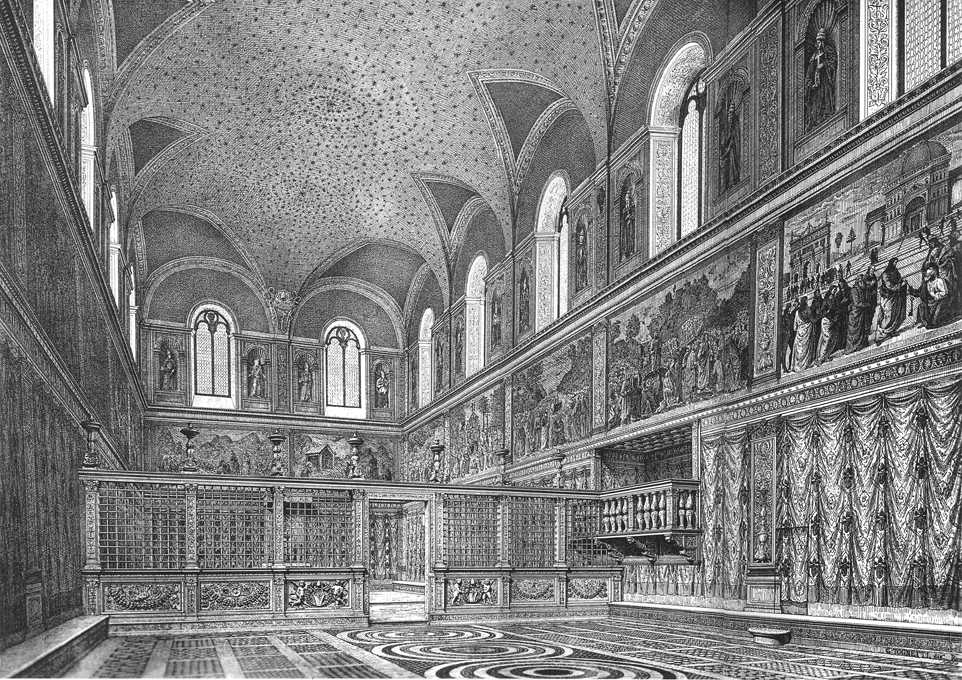
Una ricostruzione della Sistina prima degli interventi effettuati da Michelangelo, stampa del XIX secolo

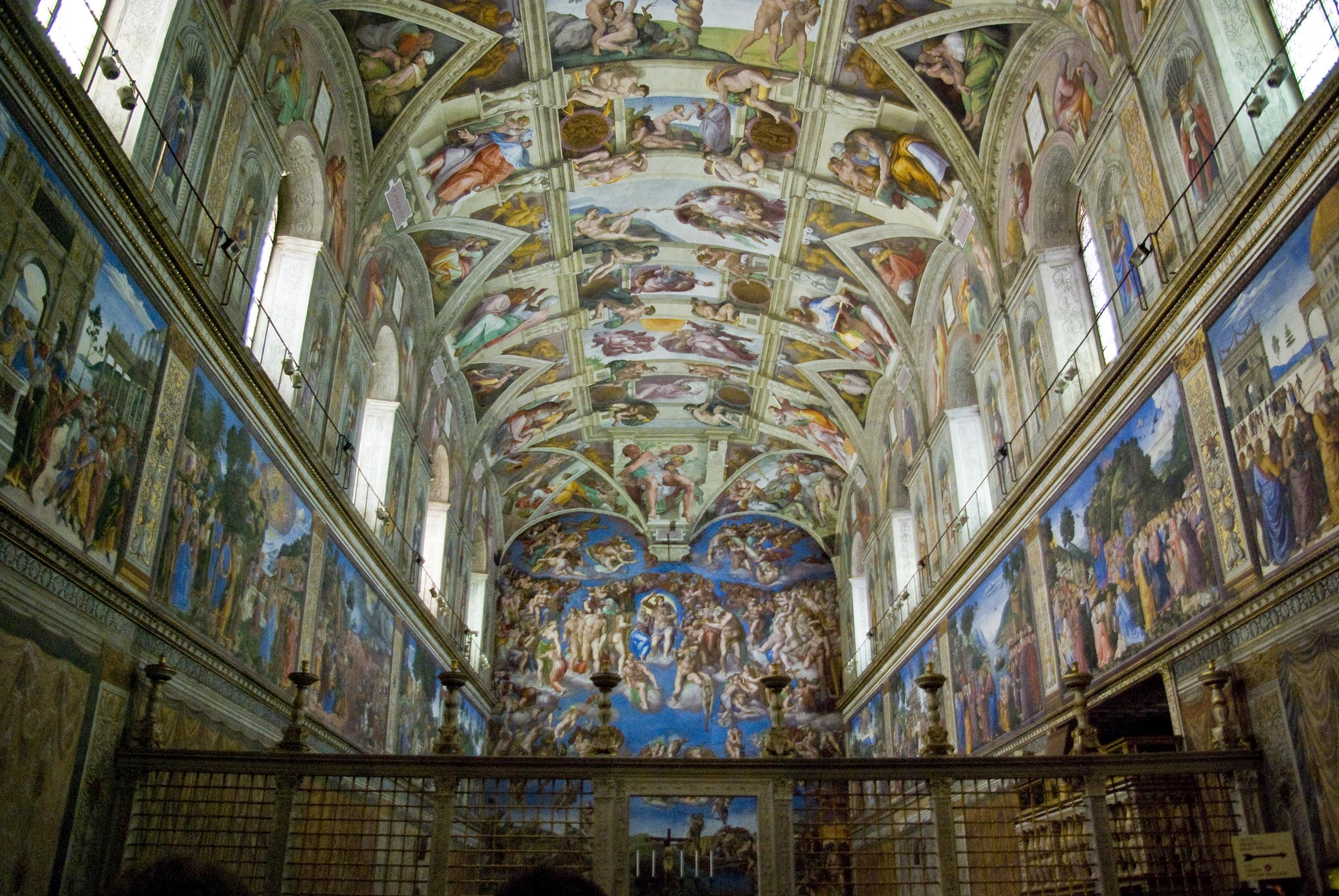
I vari affreschi della Cappella

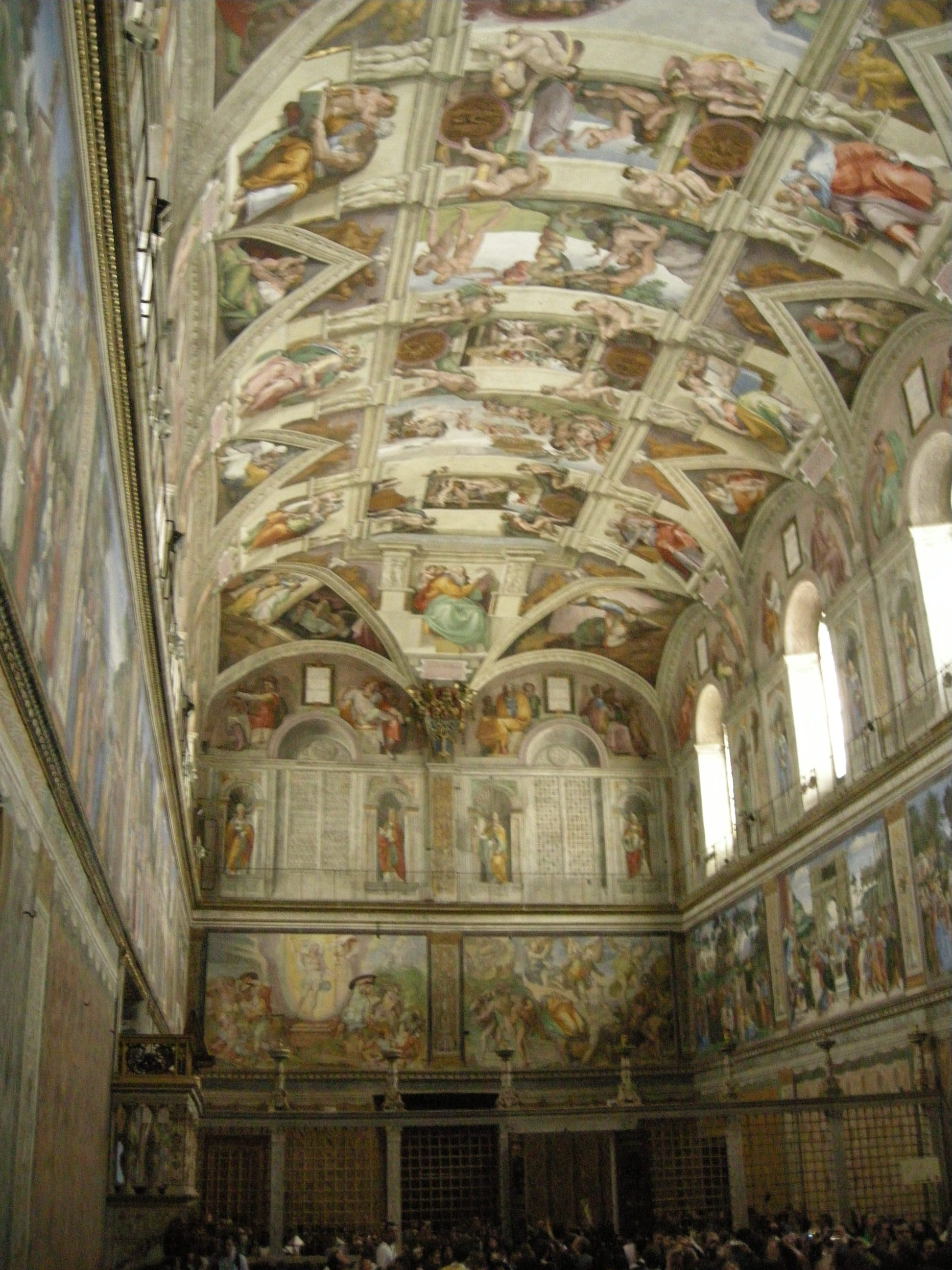
Lato opposto all'altare

La costruzione venne avviata nel 1477 con la supervisione ai lavori di Giovannino de' Dolci. Nell'estate del 1481 doveva essere già conclusa, poiché è già documentato lo svolgimento della decorazione ad affresco delle pareti . L'aspetto dall'esterno doveva essere grandioso, paragonabile solo con edifici di età imperiale. La consacrazione della cappella risale alla prima messa del 15 agosto 1483, quando venne dedicata all'Assunzione della Vergine Maria. Papa Giulio II, nato della Rovere fece restaurare la volta con catene, sia sopra la volta principale sia negli ambienti inferiori, rendendola di nuovo agibile solo dopo la metà di ottobre. La lunga crepa, che si è scoperto partire dall'angolo nord-est, venne tamponata con l'inserimento di nuovi mattoni, forse nell'estate del 1504 . La decorazione della volta di Piermatteo d'Amelia risultò così danneggiata irreparabilmente. L'idea di far rifare la decorazione della volta a Michelangelo Buonarroti venne a Giulio II nell'aprile del 1506, come testimonia una lettera inviata allo stesso Michelangelo dal capomastro fiorentino Piero Rosselli, il quale aveva ascoltato la notizia dalla voce del papa stesso. La precipitosa fuga da Roma di Michelangelo, per via degli intrighi che avevano bloccato il suo grandioso progetto della "Sepoltura" del papa, sospese il progetto fino alla riappacificazione col papa, che avvenne nel 1507. Nel 1508 quindi l'artista tornò a Roma e sottoscrisse il contratto; il lavoro venne completato entro il 31 ottobre 1512. La decorazione della volta incontrò numerose difficoltà, tutte brillantemente superate dall'artista e dai suoi collaboratori. Per essere in grado di raggiungere il soffitto, Michelangelo necessitava di una struttura di supporto; la prima idea fu del Bramante, che volle costruire per lui una speciale impalcatura, sospesa in aria per mezzo di funi. Ma Michelangelo temeva che questa soluzione avrebbe lasciato dei buchi nel soffitto, una volta completato il lavoro, così costruì un'impalcatura da sé, una semplice piattaforma in legno su sostegni ricavati da fori nei muri posti nella parte alta vicino alle finestre. Questa impalcatura era organizzata in gradoni in modo da permettere un lavoro agevole in ogni parte della volta. Il primo strato di intonaco steso sulla volta cominciò ad ammuffire perché era troppo bagnato. Michelangelo dovette rimuoverlo e ricominciare da capo, ma provò una nuova miscela creata da uno dei suoi assistenti, Jacopo Torni. Questa non solo resistette alla muffa, ma entrò anche nella tradizione costruttiva italiana. Inizialmente Michelangelo era stato incaricato di dipingere solo dodici figure, gli Apostoli, ma quando il lavoro fu finito ve ne erano presenti più di trecento. Dell'impresa restano numerosi disegni, che rappresentano un documento molto prezioso.

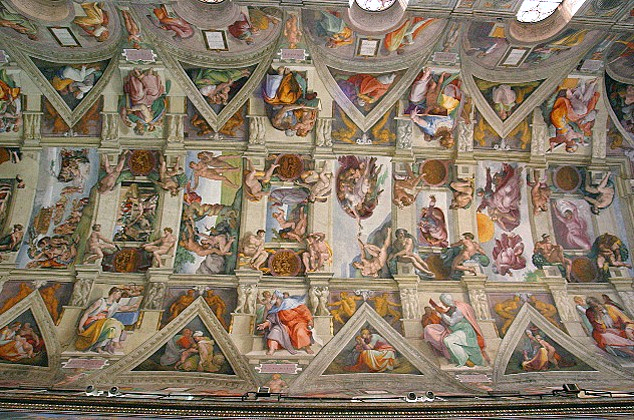
La volta della Cappella Sistina

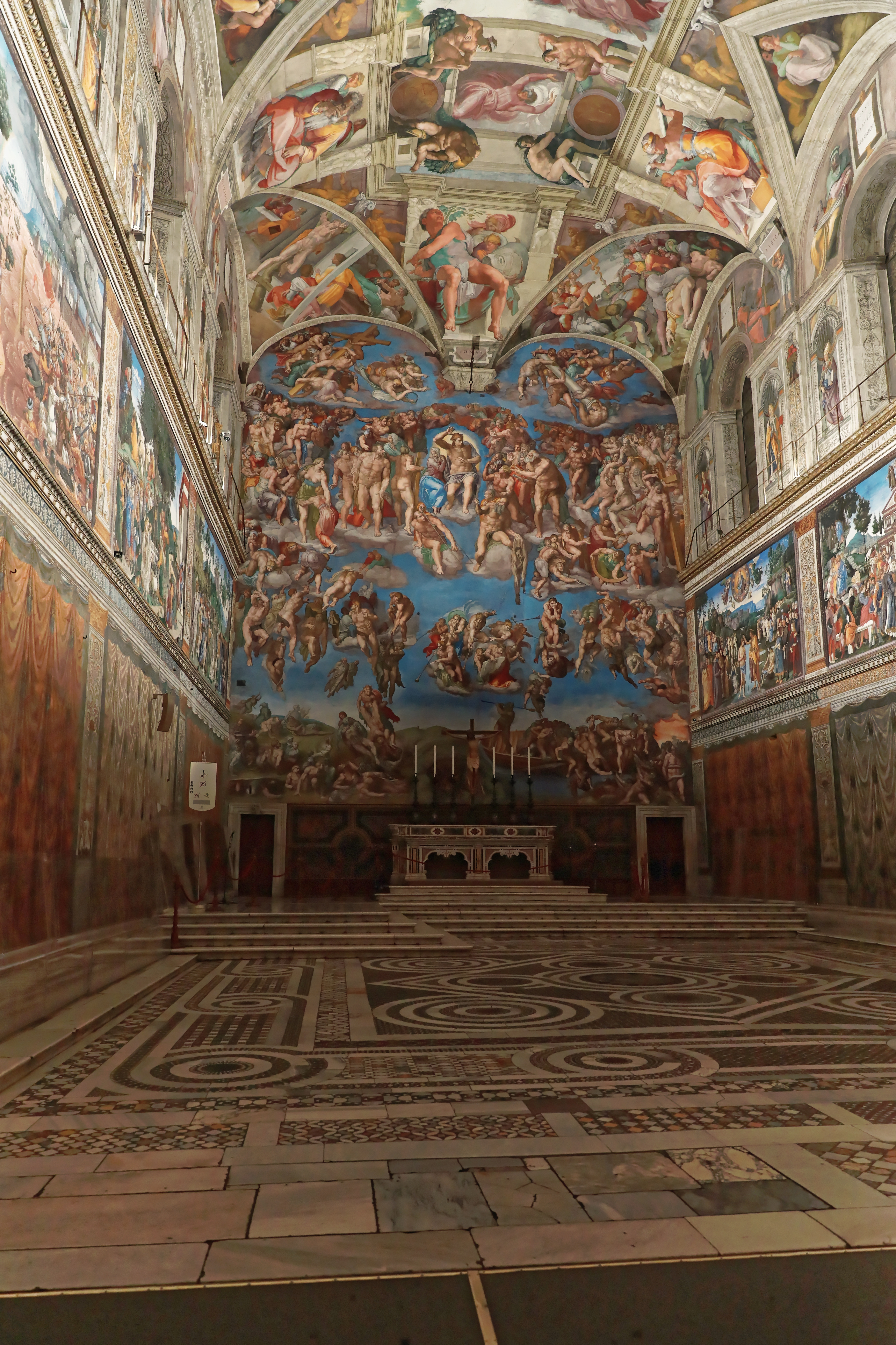
Veduta della volta e del Giudizio

In seguito anche Leone X desiderò legare il proprio nome all'ineguagliabile prestigio della Sistina, fino ad allora patrocinata da pontefici della famiglia Della Rovere: decise allora di donare una serie di preziosi arazzi intessuti a Bruxelles su disegno di Raffaello Sanzio alla fine del 1514. Gli arazzi, intessuti nella bottega di Pieter van Aelst, mostrano le Storie dei santi Pietro e Paolo, i cui soggetti avevano precise corrispondenze con i riquadri affrescati nel registro mediano . Questi arazzi, che ricoprivano la zona destinata al papa e ai religiosi separata dalla transenna marmorea, erano utilizzati nelle solenni festività e si leggevano, come le storie soprastanti, dalla parete dell'altare . Attraverso la celebrazione dei primi due "architetti della Chiesa", Pietro e Paolo apostoli rispettivamente verso gli Ebrei e verso i "Gentili", si riaffermava il collegamento col pontefice regnante, loro erede . Quando i primi sette arazzi arrivarono dalla Fiandra e furono collocati il 26 dicembre 1519 il cerimoniere Paris de Grassis annotò: «tota cappella stupefacta est in aspectu illorum» . L'ultima grande decorazione della cappella fu voluta da Clemente VII, che commissionò, ancora a Michelangelo, l'enorme affresco del Giudizio universale (1536-1541), in gran parte dipinto al tempo di Paolo III Farnese, che rappresentò anche il primo intervento "distruttivo" nella storia della Cappella, stravolgendo l'originale impostazione spaziale e iconografica, che si era delineata nei precedenti apporti fino ad allora sostanzialmente coordinati . La prima menzione dell'intenzione del pontefice si ha in una lettera di Sebastiano del Piombo a Michelangelo, datata 17 luglio 1533, che lo invitata a tornare a Roma. Nonostante le iniziali resistenze di Michelangelo, nel 1533 esse furono vinte, e nel 1534 lasciò definitivamente Firenze, anche per l'insofferenza verso il nuovo duca Alessandro, nonché la sua crescente disaffezione verso le opere fiorentine che ormai si trascinavano sempre più stancamente.

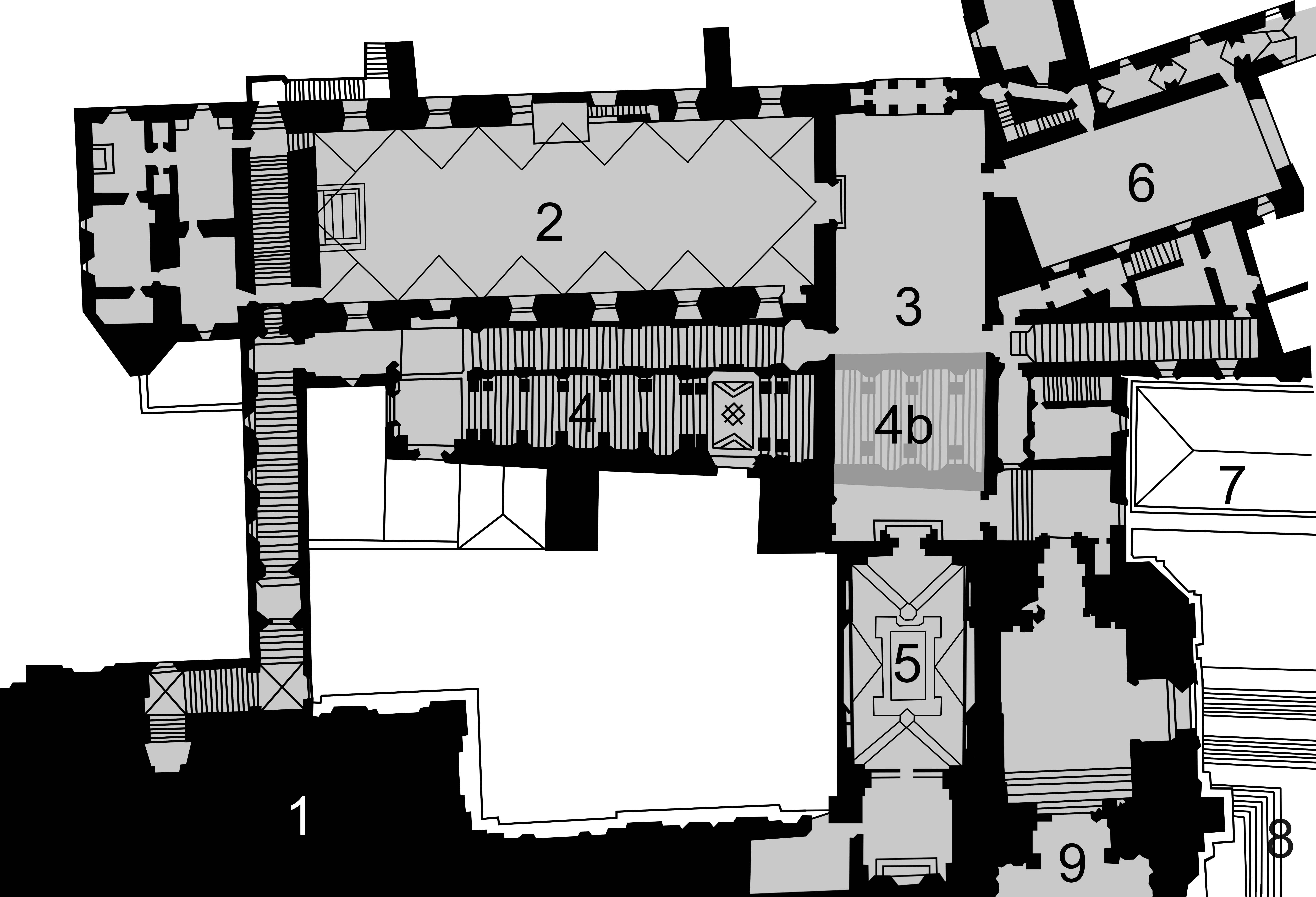
1 San Pietro, 2 Cappella Sistina, 3 Sala Regia, 4 Scala Regia, 5 Cappella Paolina, 6 Sala Ducale, 7 Colonnato, 8 Piazza San Pietro

Il Giudizio Universale fu oggetto di una pesante disputa tra il cardinale Carafa e Michelangelo: l'artista venne accusato di immoralità e intollerabile oscenità, poiché aveva dipinto delle figure nude, con i genitali in evidenza, all'interno della più importante chiesa della cristianità, perciò una campagna di censura (nota come "campagna delle foglie di fico") venne organizzata dal Carafa e monsignor Sernini (ambasciatore di Mantova) per rimuovere gli affreschi. Giorgio Vasari racconta che, quando il maestro di cerimonie del papa, Biagio da Cesena, accusò il lavoro di Michelangelo apostrofandolo come più adatto a un bagno termale che a una cappella, Michelangelo raffigurò i suoi tratti nella figura di Minosse, giudice degli inferi; quando Biagio da Cesena si lamentò di questo con il papa, il pontefice rispose che la sua giurisdizione non si applicava all'inferno, e così il ritratto rimase. Secondo altri studiosi , invece, il personaggio raffigurato in forme caricaturali nel Minosse sarebbe Pierluigi Farnese, figlio di papa Paolo III, noto a Roma per essere un sodomita violento e per aver abusato sessualmente di un giovane ecclesiastico causandone la morte. In coincidenza con la morte di Michelangelo, venne emessa una legge per coprire i genitali ("Pictura in Cappella Ap.ca copriantur"). Così Daniele da Volterra, un apprendista di Michelangelo, dipinse tutta una serie di panneggi e perizomi detti "braghe", che gli valsero il soprannome di "Braghettone".

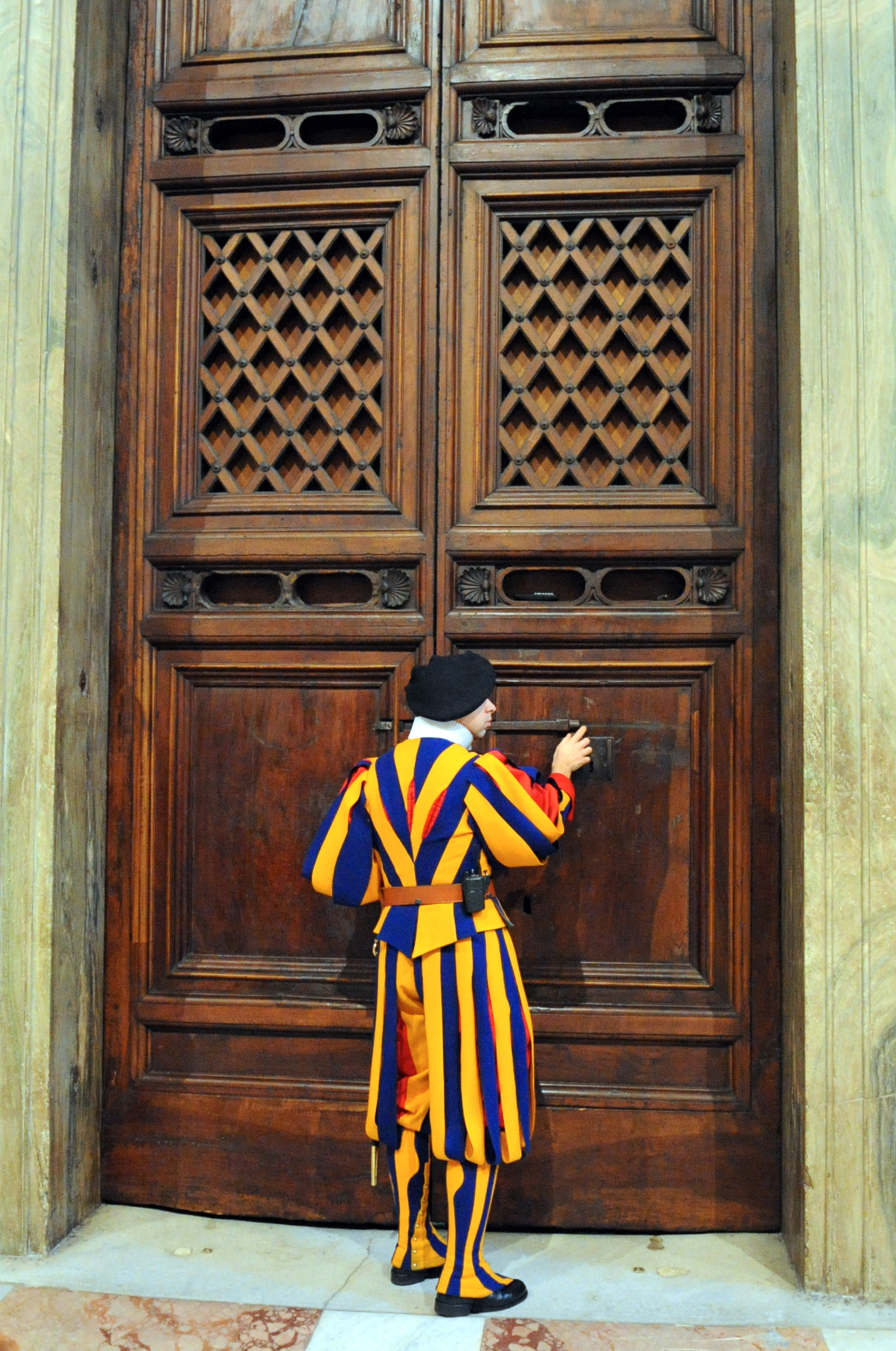
Porta della Cappella Sistina

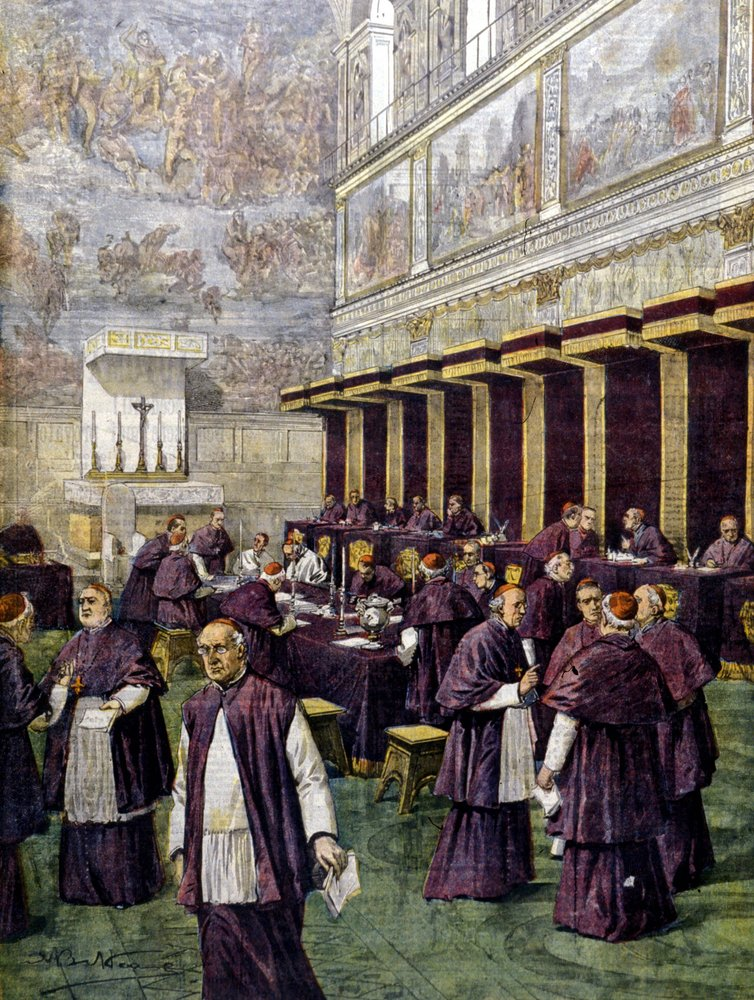
Stampa che ritrae il conclave del 1903, tenuto nella Cappella

Quando il Mahatma Gandhi visitò nel 1931 la Cappella Sistina, la sua attenzione fu colpita, più che dagli affreschi di Michelangelo, dal Crocifisso dell'altare della cappella. Intorno a quel Crocifisso – che rappresenta un Gesù magrissimo, dimesso e sofferente, ben diverso dal Gesù corpulento e forte del Giudizio Universale – Gandhi indugiò per parecchi minuti, esclamando infine: «Non si può fare a meno di commuoversi fino alle lacrime» . Gli affreschi che Michelangelo ha realizzato nella Cappella Sistina, e in particolare quelli della volta e delle lunette che l'accompagnano sono stati sottoposti nel corso dei secoli a un certo numero di restauri, i più recenti dei quali si sono svolti tra il 1980 e il 1994. Questi ultimi hanno provocato stupore presso gli studiosi e gli amanti dell'arte  poiché sono stati portati alla luce colori e particolari che la patina scura aveva nascosto per secoli. Particolarmente controversa fu la scelta da adottare per la rimozione o meno delle "braghe" di Daniele da Volterra. Si scelse di rimuovere la maggior parte dei perizomi tranne quelli nelle figure principali, ormai entrati nell'immaginario collettivo, come quello della figura di Daniele; comunque, una copia fedele e senza censure dell'originale, di Marcello Venusti, è oggi a Napoli al Museo di Capodimonte. Nella Cappella Sistina avviene il conclave che porta all'elezione del Pontefice.

### Cappella Niccolina

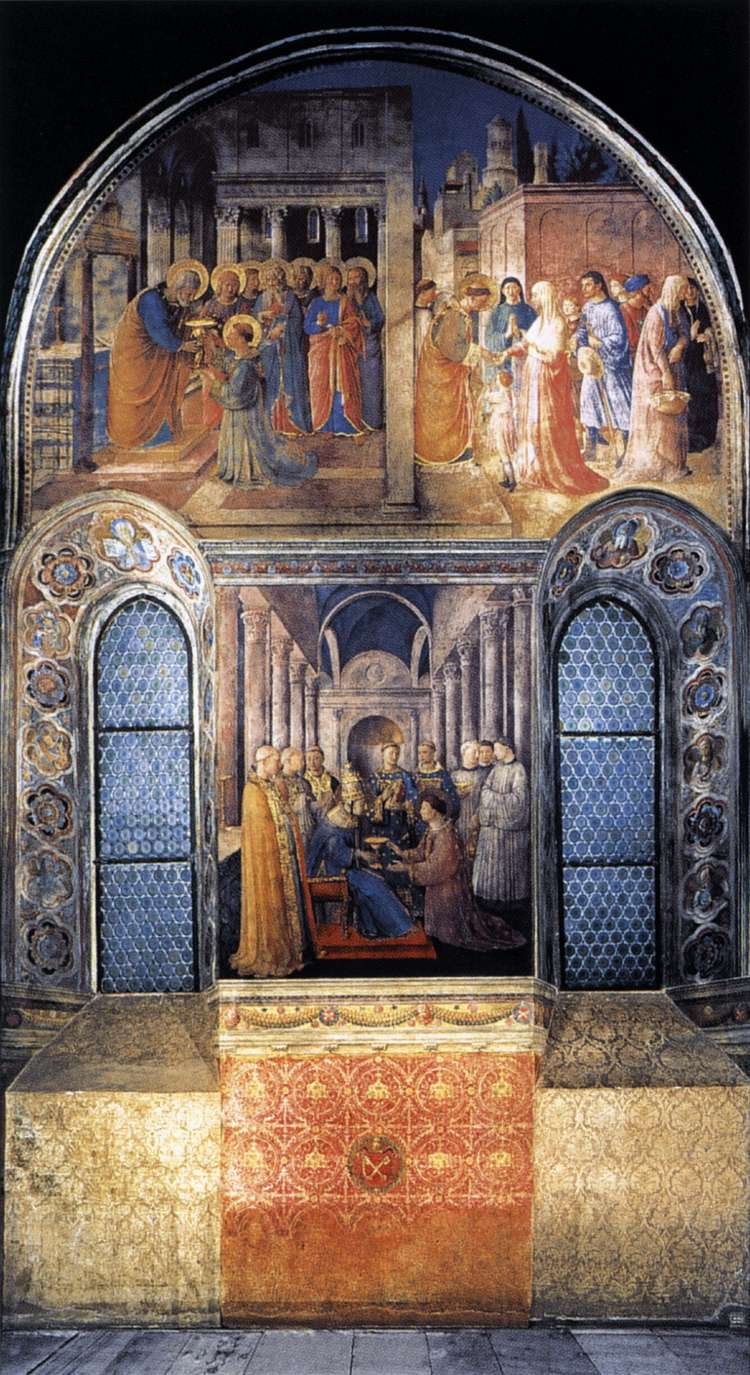
Parte sinistra della Cappella

Situata nel cuore del Palazzo Apostolico, vicino alle Logge di Raffaello e dagli spazi dove si sarebbe sviluppato in seguito l'Appartamento di Giulio II e Leone X, la Cappella Niccolina deve il suo nome a papa Niccolò V che ne ordinò la costruzione in corrispondenza degli ultimi due piani della torre fatta costruire da Innocenzo III (1198-1216). Con l'elezione al soglio pontificio di Niccolò V (6 marzo 1447) sono registrati tre ordini di pagamento (datati dal 9 maggio al 1º giugno 1447) relativi agli affreschi della cappella privata del papa, forse iniziati già sotto Eugenio IV. Nell'estate del 1447 l'Angelico e i suoi collaboratori ricevettero una dispensa per recarsi temporaneamente a lavorare a Orvieto, nella Cappella di San Brizio, dove lasciarono due affreschi in altrettanti spicchi della volta, per fare ritorno a Roma a metà settembre. Entro la fine del 1448 la decorazione della cappella doveva essere terminata e il 1º gennaio 1449 l'Angelico ricevette la commissione di un nuovo lavoro, la decorazione del perduto studio-biblioteca di Niccolò V, che forse era attiguo alla cappella e che era probabilmente opera meno estesa e impegnativa, terminata entro il ritorno dell'artista a Firenze, nei primi mesi del 1450.

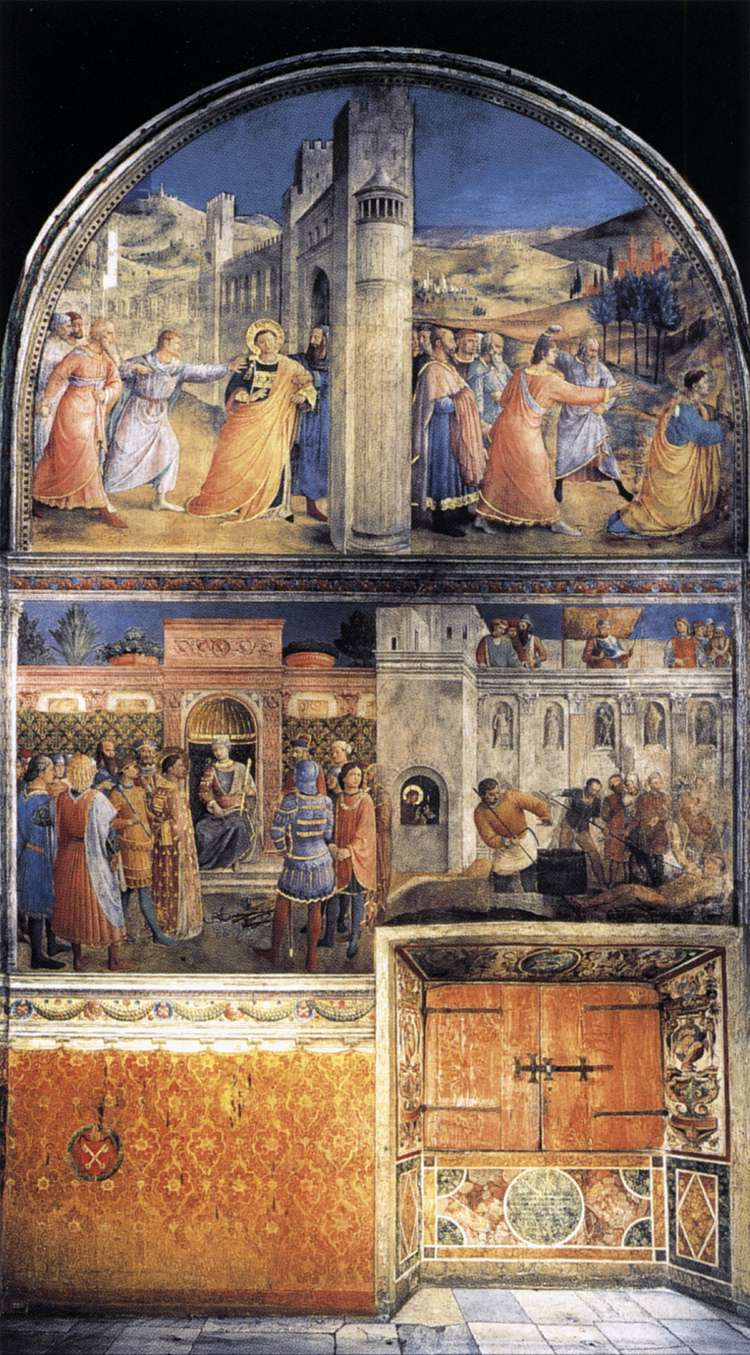
Parte destra della Cappella

La cappella Niccolina è a pianta rettangolare e consta di tre pareti, decorate ciascuna nel registro superiore da un grande lunettone con un affresco unico composto da due Storie di santo Stefano; il registro mediano è invece composto da due scene separate per parete con Storie di san Lorenzo, tranne la parete sinistra, con le finestre, che contiene una sola storia; il registro inferiore, dove si aprono alcune porte, è infine decorato da una finta tappezzeria verde, oggi in larga parte ridipinta successivamente con una predominanza di colori rosso e oro. Le pareti sono di dimensioni uguali, ma l'arcone di entrata e quello che incornicia la parete centrale hanno uno spessore voltato a botte che dà origine alla forma rettangolare del pavimento; qui si trovano affrescati a grandezza naturale otto Padri della Chiesa sotto nicchioni architettonici dipinti (Tommaso d'Aquino, Ambrogio, Agostino e Bonaventura/Girolamo), mentre nel sottarco sotto l'altare si trovano i santi Atanasio, Leone Magno, Gregorio Magno e Giovanni Crisostomo. Negli sguanci delle finestre sono inseriti rosoni e medaglioni con santi, di mano di aiuti. Nella volta infine si trovano i quattro Evangelisti, seduti su nubi su sfondo azzurro stellato. Il Vasari descrive anche come sull'altare si trovasse una pala con la Deposizione, ma non si hanno tracce di quest'opera oltre la sua menzione .

### Cappella Redemptoris Mater

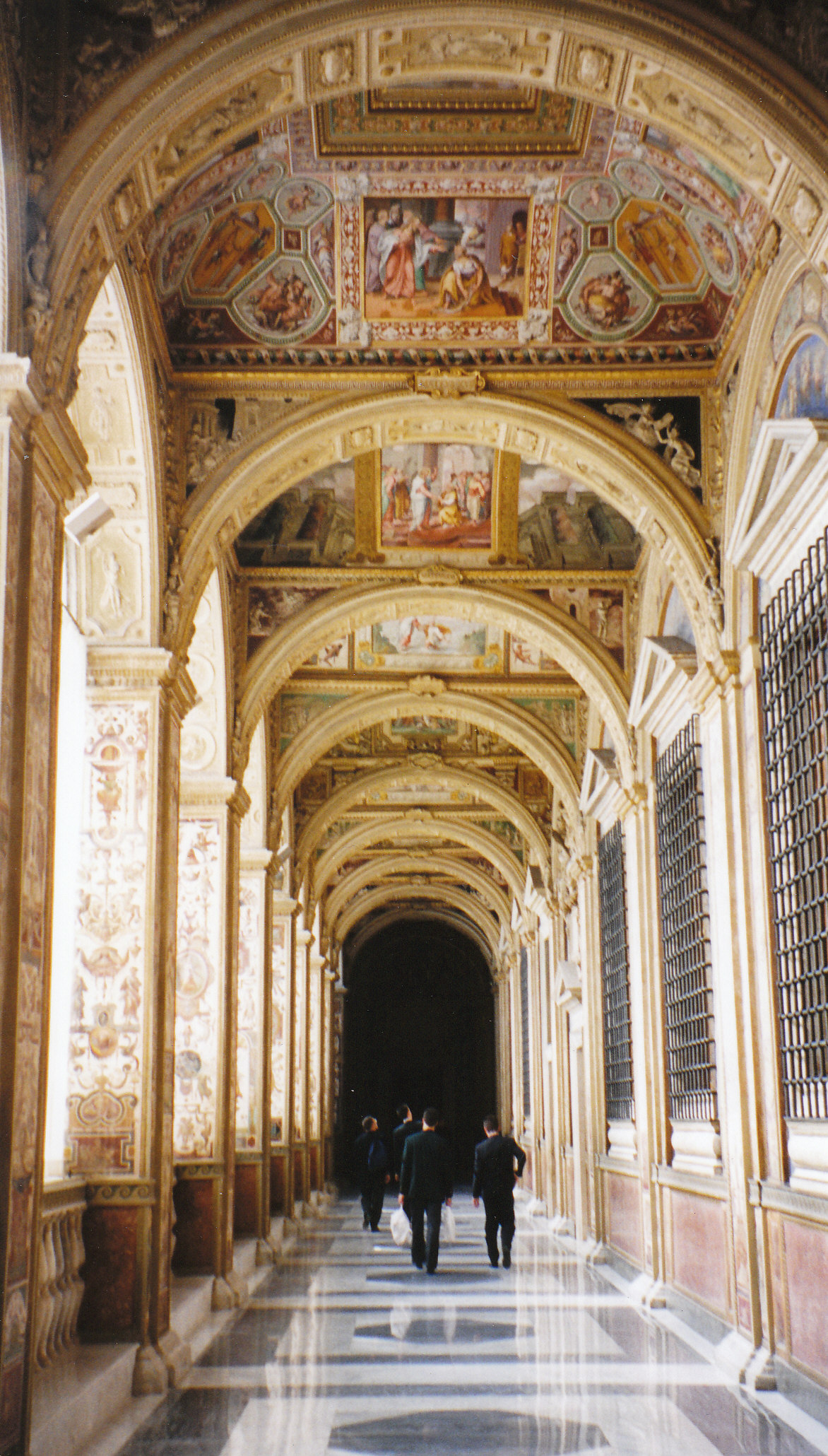
La Loggia del 2º piano che porta alla Cappella Redemptoris Mater

Situato al secondo piano dell'Apostolico, la Cappella ha il suo ingresso proprio dietro il grande orologio del cortile di San Damaso. Inizialmente era nota con il nome di cappella Matilda per poi essere re-intitolata da papa Giovanni Paolo II, in occasione dell'Anno Mariano 1987-1988 e della pubblicazione della sua lettera enciclica Redemptoris Mater il 25 marzo 1987. Il 10 novembre 1996, al termine delle celebrazioni per il cinquantesimo anniversario della sua ordinazione sacerdotale, Giovanni Paolo II annunciò che il denaro offerto dai cardinali per l'anniversario sarebbe stato utilizzato per ridecorare la cappella. Il 14 novembre 1999 presiedette la dedicazione della rinnovata cappella. Il lavoro decorativo fu realizzato dal Laboratorio di Arte Spirituale del Centro Studi e Ricerche Ezio Aletti, guidato dal padre gesuita Marko Ivan Rupnik. La decorazione è interamente realizzata con mosaici. Durante la celebrazione della dedicazione, il papa sottolineò la dimensione ecumenica che voleva dare a questa cappella: "Sono lieto di consacrare l'altare e di inaugurare la cappella rinnovata, nei cui mosaici rivive la ricchezza della tradizione orientale riletta con la consapevolezza di chi conosce anche quella occidentale. Qui l'Oriente e l'Occidente, lungi dal contrapporsi tra loro, si scambiano i doni nell'intento di esprimere meglio le insondabili ricchezze di Cristo". Ogni muro ha un tema. Sopra l'altare è rappresentata la Gerusalemme celeste, sul lato sinistro, l'Incarnazione del Verbo, sul lato destro, l'Ascensione e la Pentecoste e, sopra la cattedra, la Parusia.

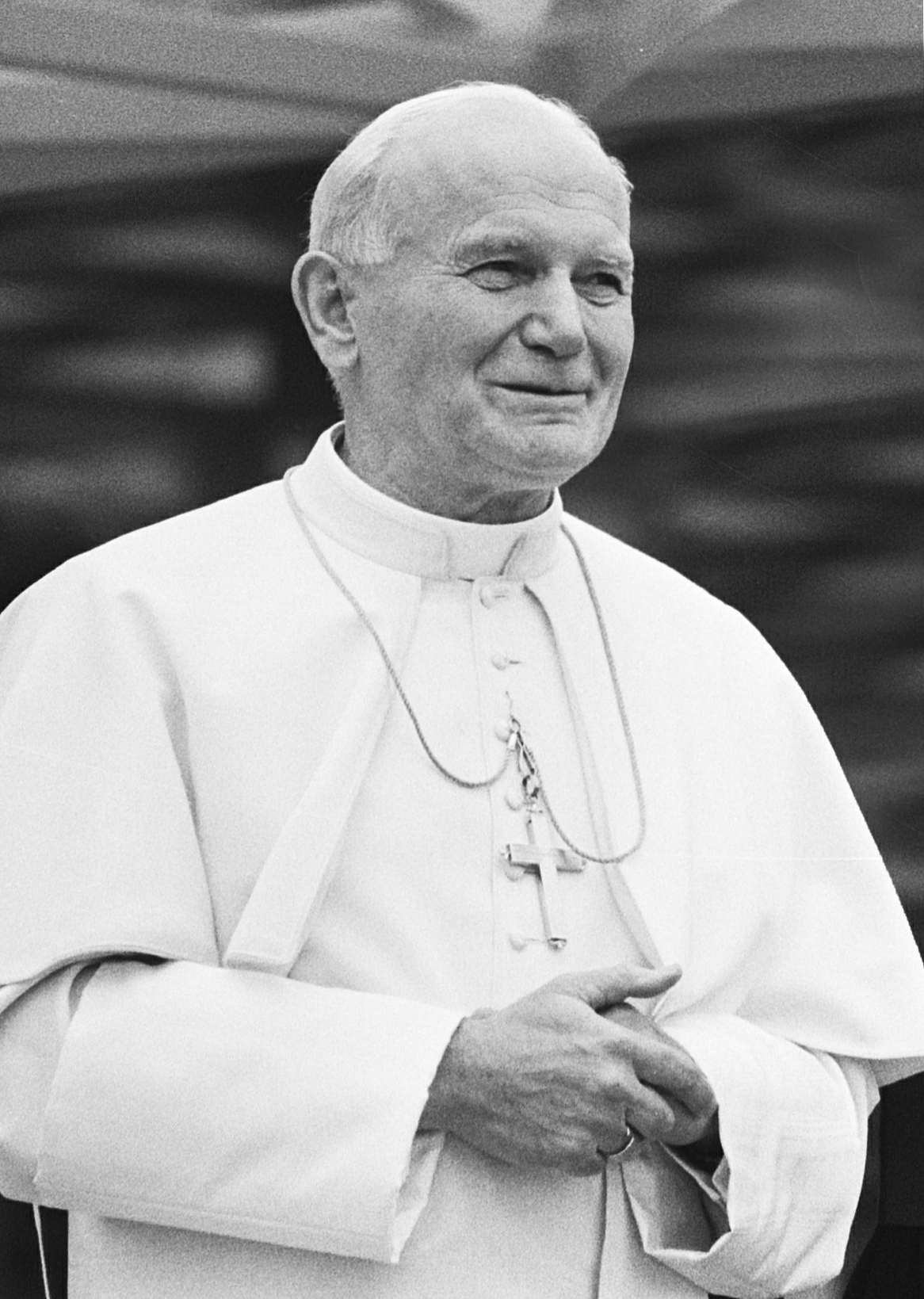
Papa Giovanni Paolo II

Papa Giovanni Paolo II considerava la cappella un simbolo ecumenico per le varie Chiese orientali e occidentali che si uniscono nel papato. Notò che la cappella ha un particolare valore ecumenico e funge da importante presenza della tradizione orientale nella Città del Vaticano . L'autore del programma iconografico dei mosaici della cappella è il professor Oleg Ul'janov . Ogni anno, fino al 2013, gli esercizi spirituali della Curia romana venivano predicati in questa cappella alla presenza del papa. È anche in questa cappella che il papa a volte prega con rappresentanti di altre confessioni cristiane, come il primate della Comunione anglicana Rowan Williams, il 23 novembre 2006, o il Catholicos armeno di Cilicia Aram I, il 24 novembre 2008.

### Cappella di Urbano VIII

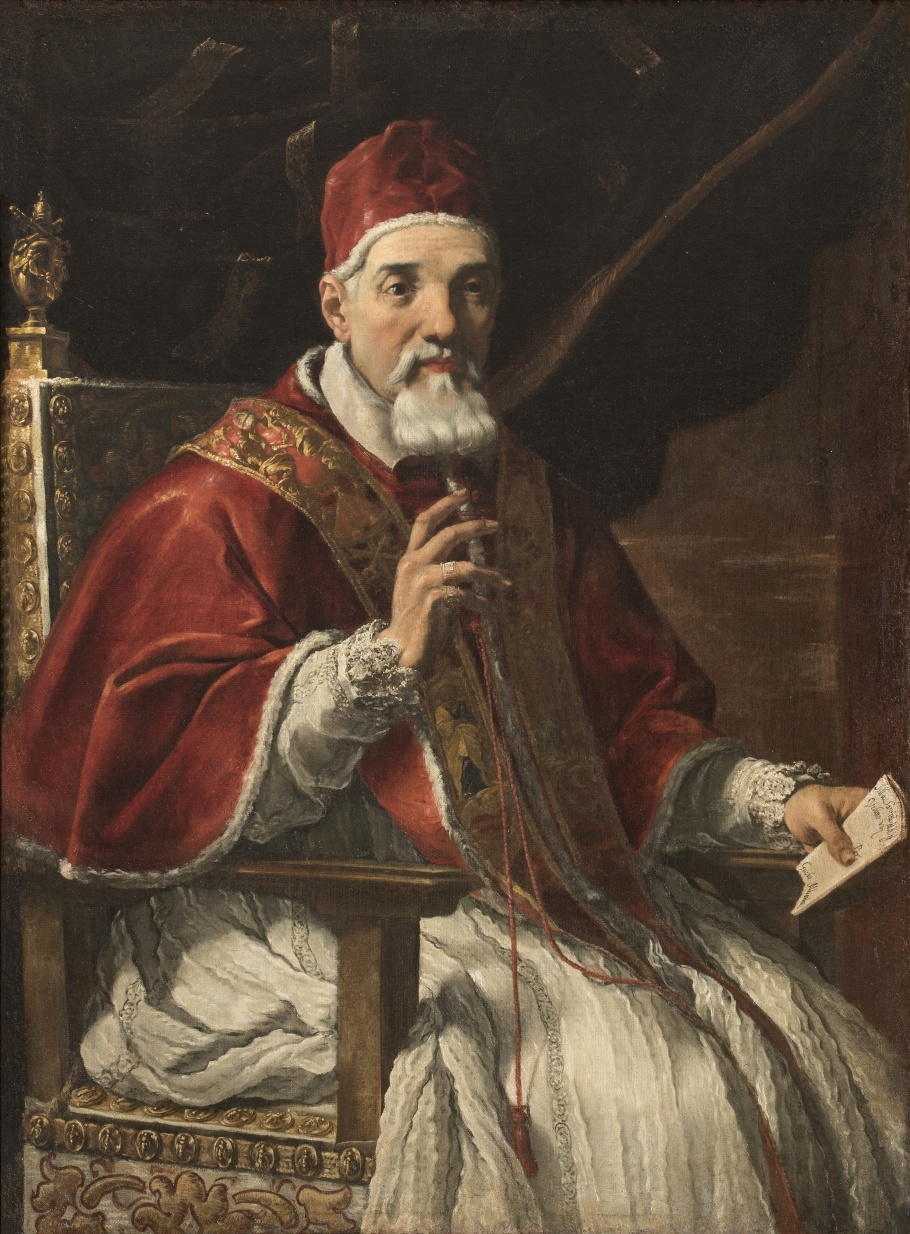
Papa Urbano VIII, 1623-1644, di Guido Ubaldo Abbatini, conservato nella Gallerie nazionali d'arte antica

La cappella nasce nel 1631 quando gli architetti pontifici, su richiesta di papa Urbano VIII Barberini, destinarono a funzioni liturgiche una cameretta di 5 metri per 4,40, coprendola di una volta lunettata e decorandola con ricchi ornati di stucco dorato. Posta nell'angolo sud-ovest della Torre Borgia, contigua alla Stanza dell'Incendio di Borgo, il piccolo ambiente diveniva la cappella privata "dell'appartamento vecchio" corrispondente alle Stanze decorate da Raffaello e utilizzate dai pontefici per quasi tutto il Cinquecento come dimora pontificia. Gli affreschi raffigurano Storie della Passione di Cristo. Nelle lunette compaiono la Flagellazione, l'Incoronazione di spine, l'Incontro di Cristo con la Veronica, mentre sulla volta, il riquadro centrale con Cristo nell'orto è circondato da angioletti con strumenti della Passione. La decorazione pittorica fu affidata al pittore fiorentino Alessandro Vaiani che iniziò il lavoro poco prima di morire, probabilmente assistito dalla figlia Anna Maria.

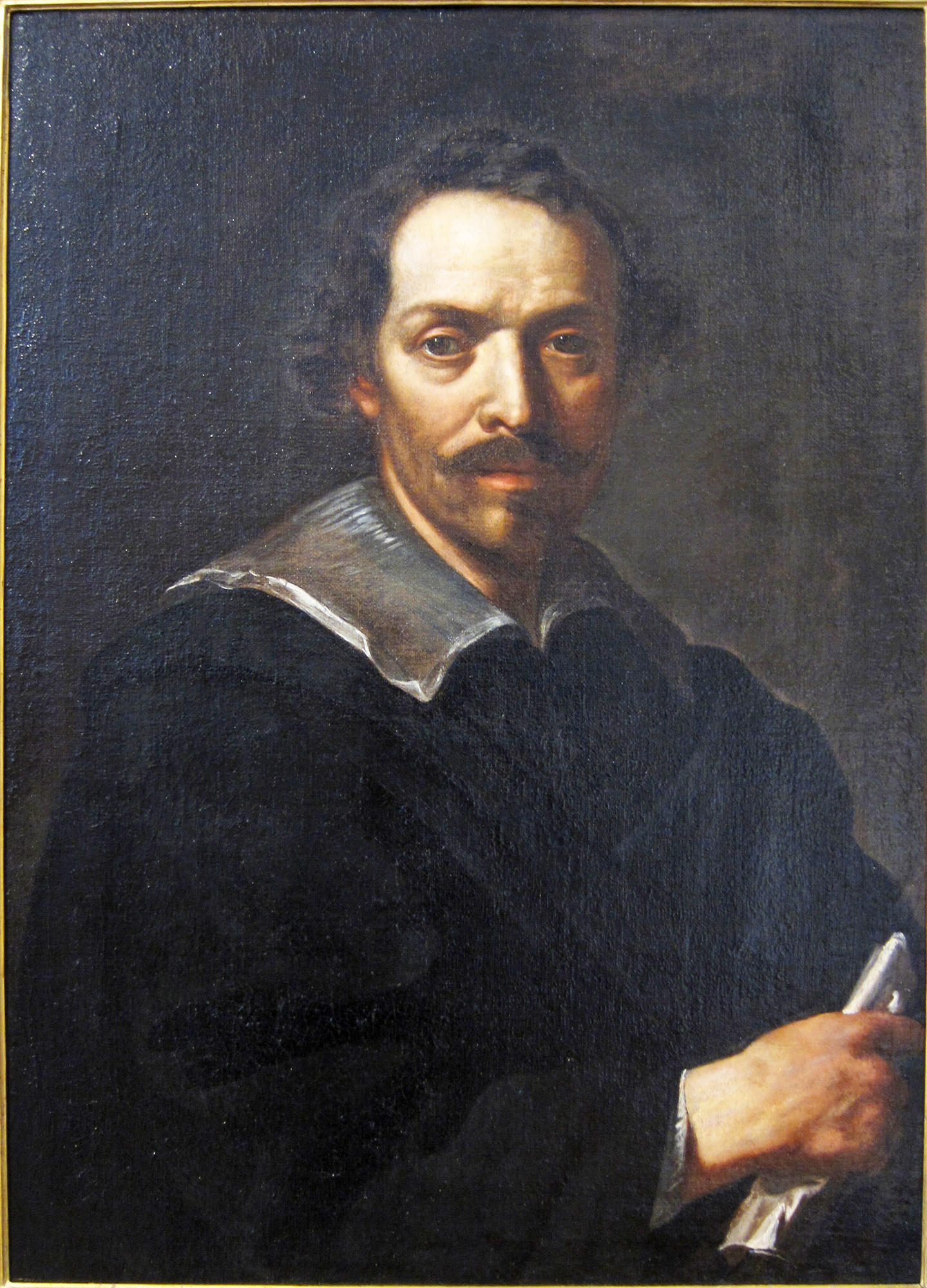
Autoritratto di Pietro da Cortona

La pala d'altare ad affresco raffigurante una Pietà con la Madonna, San Giovanni, Santa Maria Maddalena e Nicodemo fu, invece, realizzata qualche anno dopo, nel 1635, da Pietro da Cortona. Non si sa quale fosse l'aspetto originario delle pareti oggi decorate da corami (provenienti dal Palazzo Apostolico Vaticano e montati in cappella probabilmente nella seconda metà dell'Ottocento). Prezioso elemento decorativo di dimore ricche e nobili, i corami erano una sorta di antiche carte da parati in cuoio costituite da pelli di capra, montone o vitello appositamente trattate con elementi vegetali e in seguito rivestite da una lamina d'argento o di stagno. Il singolare aspetto dorato che caratterizza tali manufatti si otteneva stendendo sull'intera superficie vernici a base di olio di lino e resine miste ad aloe o zafferano, dal colore giallognolo, che sfruttava in trasparenza la luminosità della lamina metallica, simulando così l'effetto dell'oro Cappella di Urbano VIII .

### Cappella privata del Papa

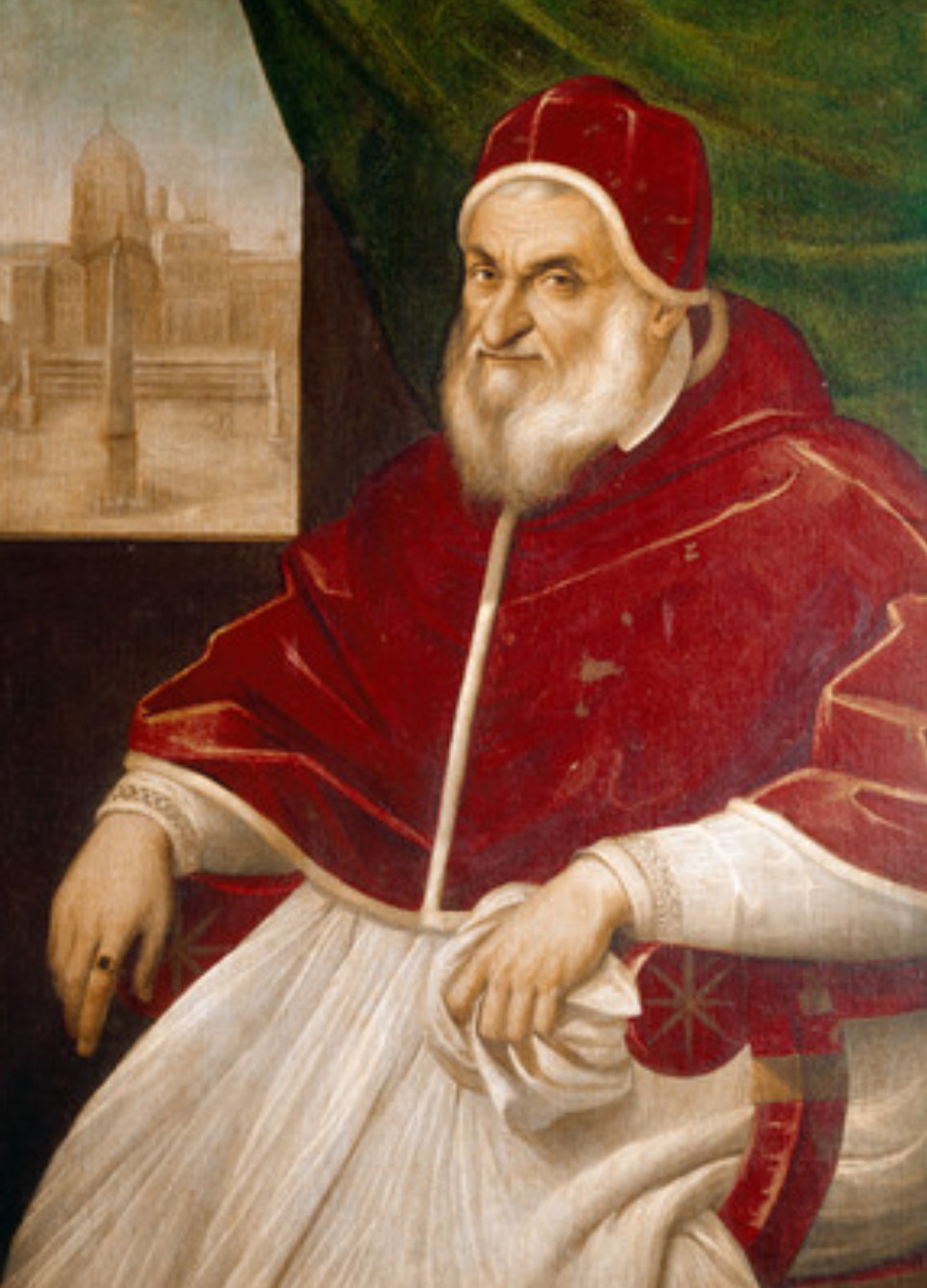
Papa Sisto V, XVI secolo, di Pietro Fachetti, oggi ai Musei Vaticani

La Cappella privata del Papa fa parte delle stanze che fanno parte dell'appartamento papale del Palazzo Apostolico. Papa Sisto V (1585-90) ordinò la costruzione di quello che divenne il nucleo funzionale del Palazzo, a est del Cortile San Damaso e che sbircia oltre il colonnato sul lato nord-ovest di Piazza San Pietro. È un enorme isolato di quattro piani attorno al suo piccolo cortile (Cortile di Sisto V), con un'ala lungo il lato nord del Cortile San Damaso. I papi recenti hanno l'abitudine di recitare l'Angelus la domenica da una finestra che si affaccia sulla Piazza. I papi dopo Sisto, con l'eccezione di Francesco, avevano questa parte del palazzo come residenza privata. Fino a papa Pio X, gli appartamenti papali occupavano il terzo piano. Il piano superiore ospitava i servi, una tradizione in Italia (come in altri paesi europei) perché soffre di temperature più estreme rispetto a quelle più in basso. Tuttavia, Pio X spostò i suoi alloggi all'ultimo piano.

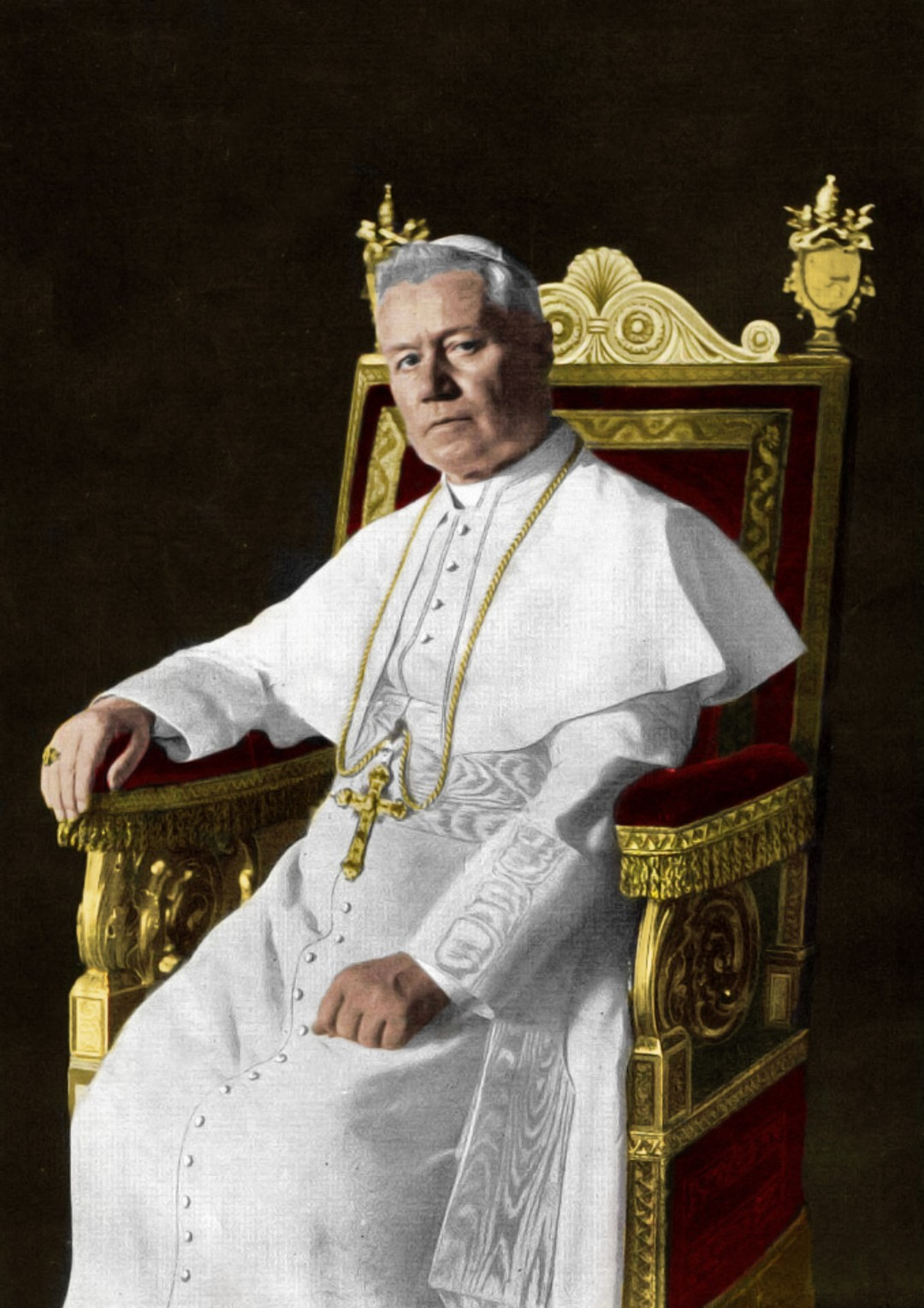
Papa Pio X (1903 - 1914)

Ciò comportò l'allestimento di una nuova cappella in cui il papa poteva celebrare la messa da solo, la Cappella Privata del Papa, e la conversione della Sala Matilde negli ex appartamenti nella Cappella Matilde (ora Cappella Redemptoris Mater) come cappella in cui il papa poteva comodamente dire una messa "privata" quando desiderava celebrare con ospiti invitati. Questo fu solo l'ultimo cambiamento in una serie storica di cappelle papali private nel Palazzo, poiché i papi cambiarono le loro suite residenziali e le loro preferenze per dove potevano dire una messa puramente privata. Al tempo di Pio XII, l'arredamento era piuttosto Luigi XIV, con carta da parati rossa floccata sulle pareti e pavimento in marmo rosso. L'arredamento era dorato, così come il frontale dell'altare in metallo cesellato e arricciato. L'altare aveva un baldacchino di stoffa e un comune crocifisso con un corpo d'avorio come pala d'altare. Il soffitto mostrava l'araldica del pontefice regnante. A parte quest'ultimo, apparentemente Pio XII fece lasciare la cappella invariata al suo insediamento perché gli piaceva molto. Tuttavia papa Paolo VI ordinò uno sventramento completo e un riadattamento dopo il Concilio Vaticano II, e la cappella ora non assomiglia per nulla alla sua precedente recensione. L'architetto supervisore era Dandolo Bellini, che assunse un gruppo di importanti artisti religiosi moderni italiani. Se papa Giovanni Paolo II apriva le porte delle celebrazioni ai suoi visitatori, in particolare ai vescovi in visita ad limina, papa Benedetto XVI tornò alla pratica precedente che non ammetteva visitatori. Quanto a papa Francesco, che aveva scelto di non vivere nel Palazzo Apostolico, diceva messa nella cappella Santo Spirito della sua residenza, la Domus Sanctae Marthae (fino al 2020 le celebrazioni sono state aperte ai visitatori).

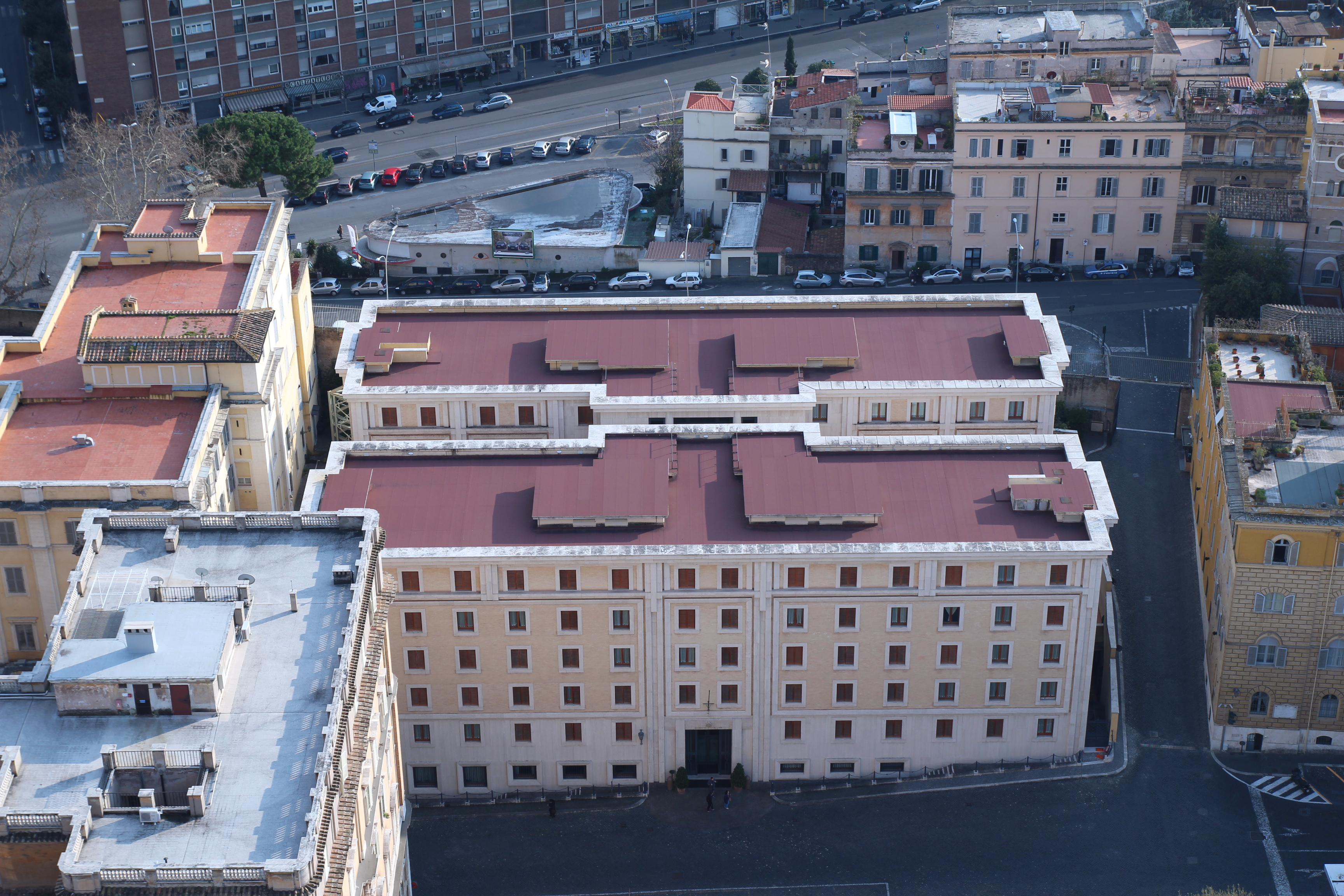
Domus Sanctae Marthae, casa di papa Francesco dal 2013 al 2025.

## Sale pontificie

### Portone di Bronzo

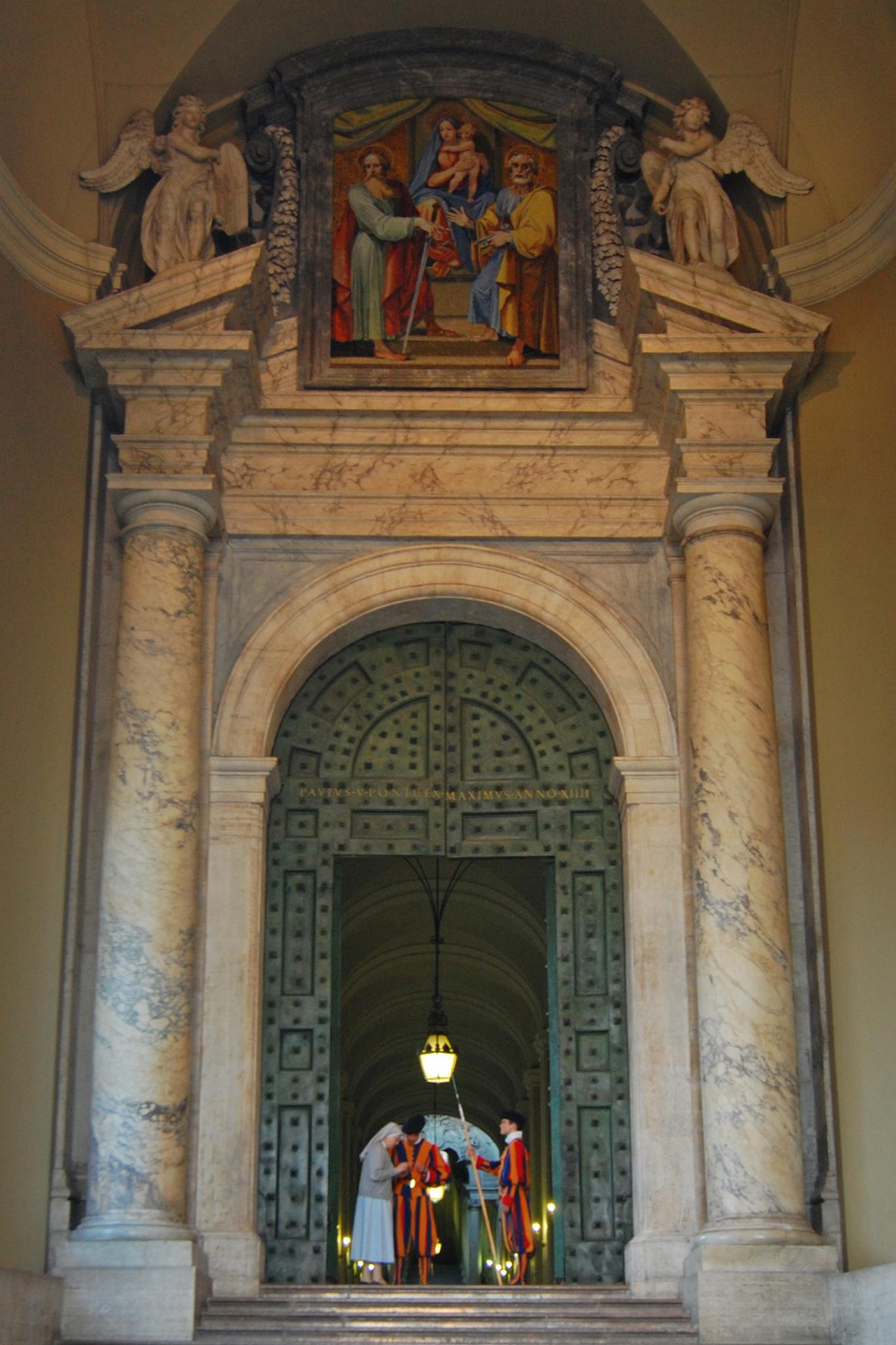
Il Portone di Bronzo

Il portone di bronzo costituisce l'entrata principale al Palazzo Apostolico dal 1663: si trova alla fine dell'edificio a un solo piano, a destra se si guarda la Basilica Vaticana, che collega San Pietro al Colonnato del Bernini. È sorvegliato da un picchetto della Guardia svizzera pontificia. Il corridoio che si trova una volta entrati porta alla Scala Regia, la quale a sua volta conduce alle Sale Regia e Ducale. Tale scala, che costituisce l'ingresso alla Basilica, è adornata da due statue equestri, una ritraente Costantino I mentre l'altra Carlo Magno. È da notare che l'antico e attuale accesso al complesso vaticano, corrispondente al Portone di bronzo, pur dopo la realizzazione del colonnato, non venne interrotto ma rimase in asse con la stessa Scala Regia e il cinquecentesco percorso rettilineo di Borgo Nuovo proveniente da Ponte Sant'Angelo .

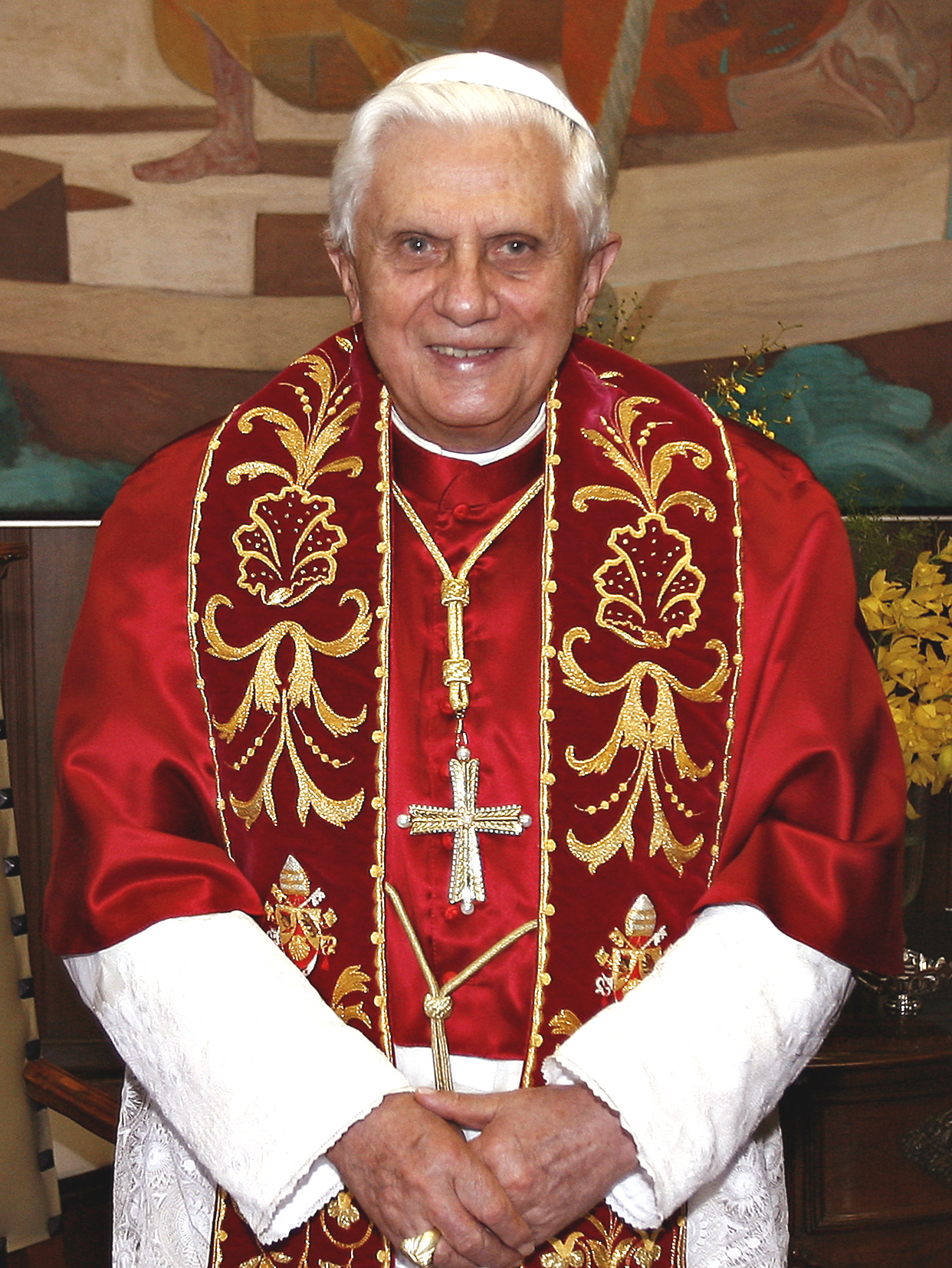
Papa Benedetto XVI (2005-2013)

Venerdì 12 ottobre 2007, papa Benedetto XVI emanò una lettera riguardo all'inaugurazione del portone bronzeo a seguito di una ristrutturazione:

### Scala Regia

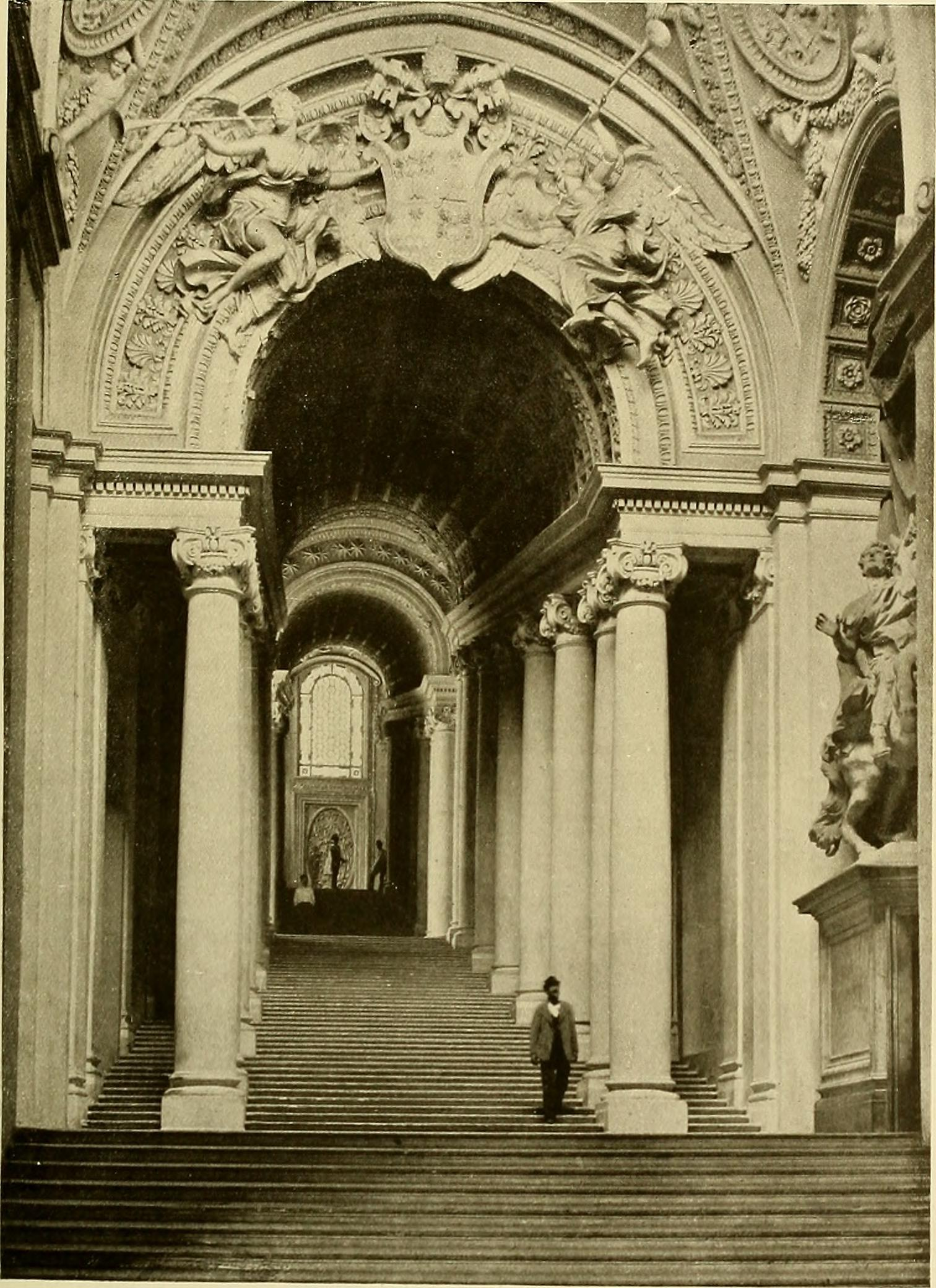
Fotografia della Scala Regia

La Scala Regia è la rampa che collega la Basilica di San Pietro al Palazzo Apostolico; venne progettata da Antonio da Sangallo il Giovane nella prima metà del XIV secolo, successivamente modificata grandemente dal Bernini, a partire dal 1663. È caratterizzata dalla presenza di muri laterali convergenti e da un colonnato voltato a botte che mediante un effetto ottico particolare la fa sembrare molto più lunga di quello che è in realtà. La profondità prospettica, abbinata al graduale aumento della fonte luminosa, crea un effetto scenografico molto particolare che offre la sensazione di ascendere a un luogo spirituale più che materiale. L'ingresso della rampa è adornato in alto dallo stemma di papa Alessandro VII, in mezzo a due angeli, mentre alla base c'è una grande statua equestre di Costantino, scolpita dal Bernini nel 1670.

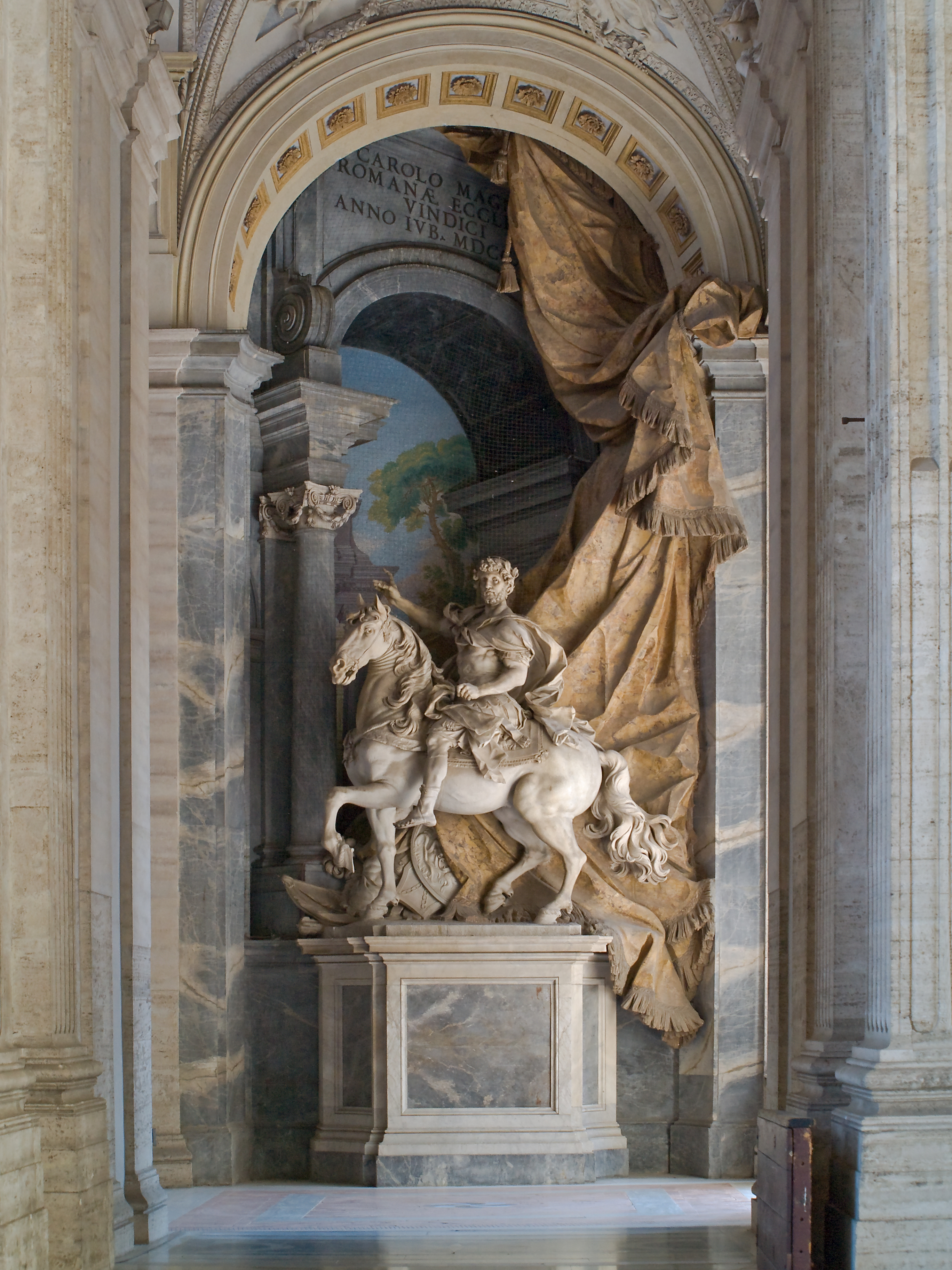
Statua equestre di Carlo Magno del Cornacchini, sulla Scala Regia

Costantino a cavallo viene scolpito nella pietra nel momento in cui ebbe la visione della croce, durante la prima della battaglia di Ponte Milvio. A livello simmetrico a Costantino a cavallo, del Bernini, vi è una statua sempre equestre di Carlo Magno realizzata dal Cornacchini, terminata nel 1725. La Scala Regia di fatto è l'ingresso ufficiale al Palazzo Apostolico e vi si accede attraverso il grande portone di bronzo situato sul lato nord di Piazza San Pietro. Salendo le rampe si arriva nella grande Sala Regia, collegata sia alla Cappella Sistina sia alla cappella parva del pontefice, la Cappella Paolina.

### Sala Regia

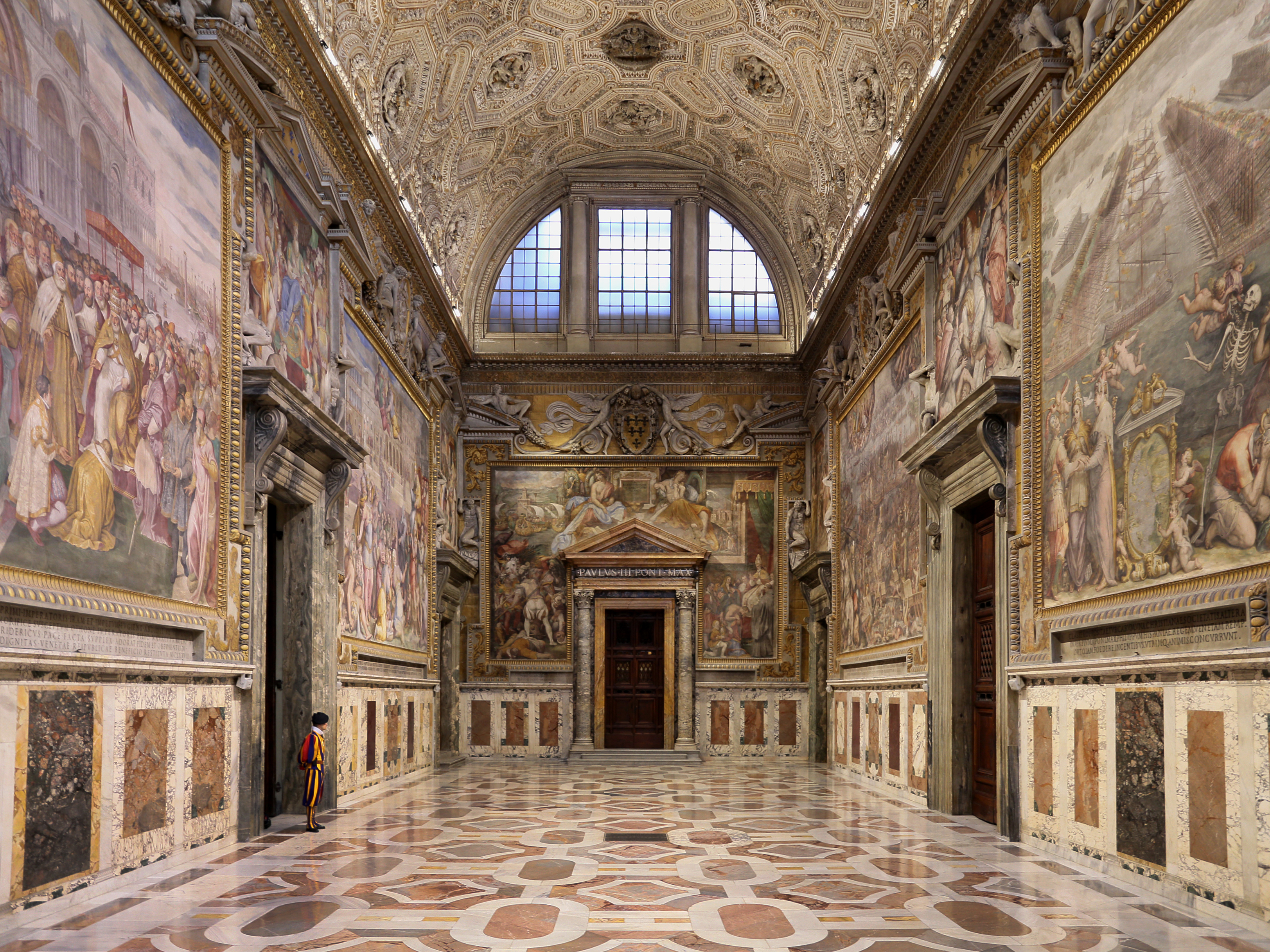
La Sala Regia del Palazzo

La Sala Regia, a cui si accede tramite la Scala Regia, venne progettata da Antonio da Sangallo il Giovane tra il 1540 e il 1573; il nome si deve probabilmente alla funzione dell'ambiente, ovvero quella di ricevere i sovrani durante le visite ufficiali. La prima testimonianza di una aula prima o maiorem risale ai tempi di papa Niccolò III . Oggi la Sala Regia ospita gli incontri ufficiali tra il Pontefice in carica e il Corpo Diplomatico accreditato presso la Santa Sede. Dalla Sala Regia si arriva direttamente all'Aula delle Benedizioni ma anche alla Sala Ducale e alle due cappelle Paolina e Sistina. Numerosi furono gli artisti che decorarono la sala, come Perin del Vaga che lavorò agli stucchi della volta e alle preziose vetrate che finirono distrutte nel Settecento. Suoi sono anche gli stucchi che incastonano gli ignudi realizzati da Daniele da Volterra. Le pareti e la volta sono ricoperti interamente di affreschi e stucchi. Uno dei lavori più noti riguarda la raffigurazione della battaglia di Lepanto: fu voluta da papa Pio V, santo, che la commissionò al Vasari e si trova sulla parete ovest della Sala, nello spazio che c'è tra la porta che si apre sulla Cappella Sistina e la porta che conduce direttamente alla Scala Regia. Tra gli altri artisti che misero mano alle opere della Regia vi sono anche Francesco Salviati e Lorenzo Sabatini, Livio Agresti e Giovan Battista Fiorini, Taddeo Zuccari e Federico Zuccari ma anche Orazio Samacchini, Giovanni Maria Zoppelli e Raffaellino da Reggio. Qui riportata una lettera che Giorgio Vasari scrisse a Vincenzo Borghini, spedalingo dello Spedale degli Innocenti, il 5 febbraio del 1573 :

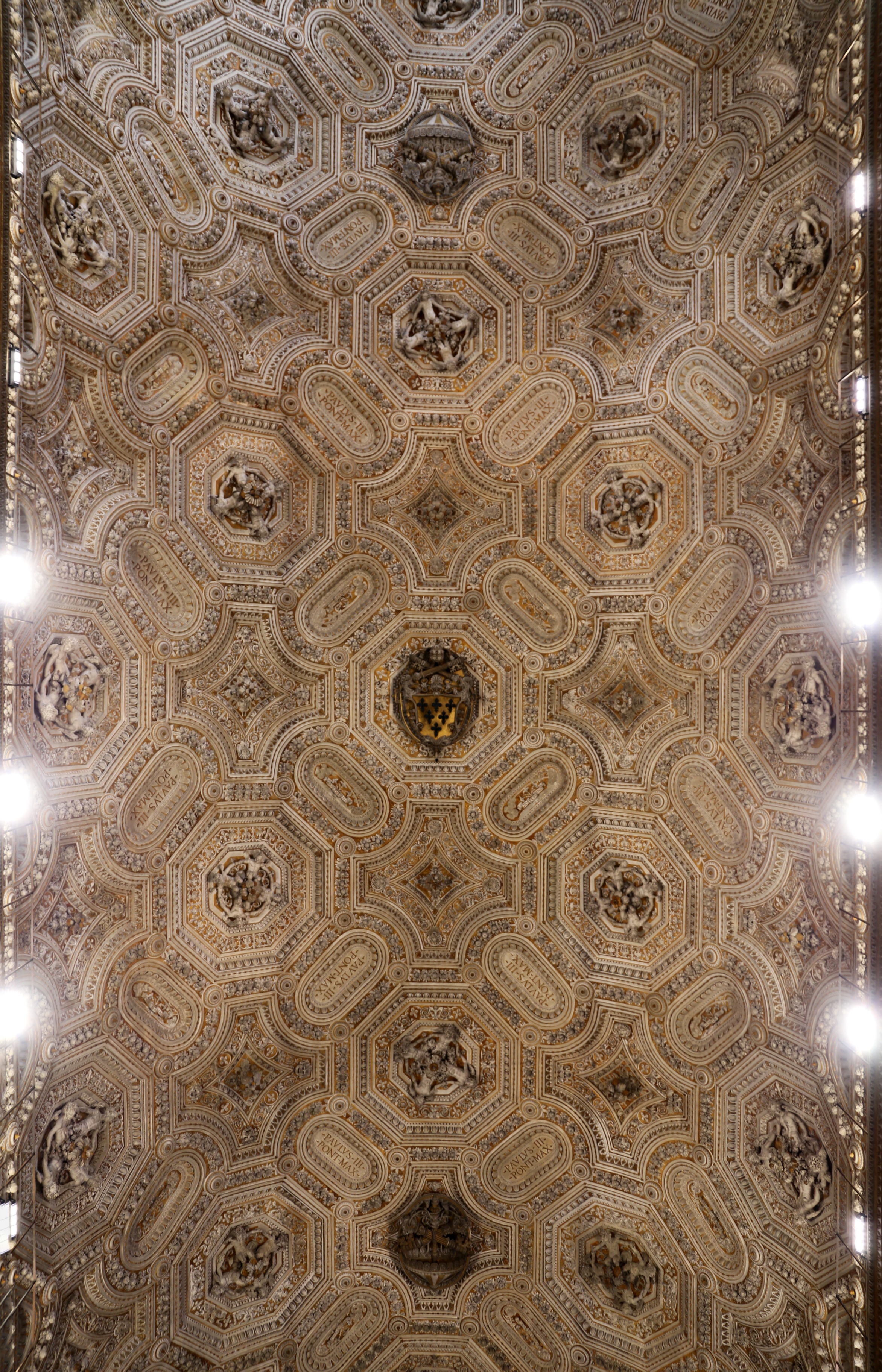
La volta della Sala Regia opera di Perin del Vaga (1501 - 1547)

### Sala Ducale

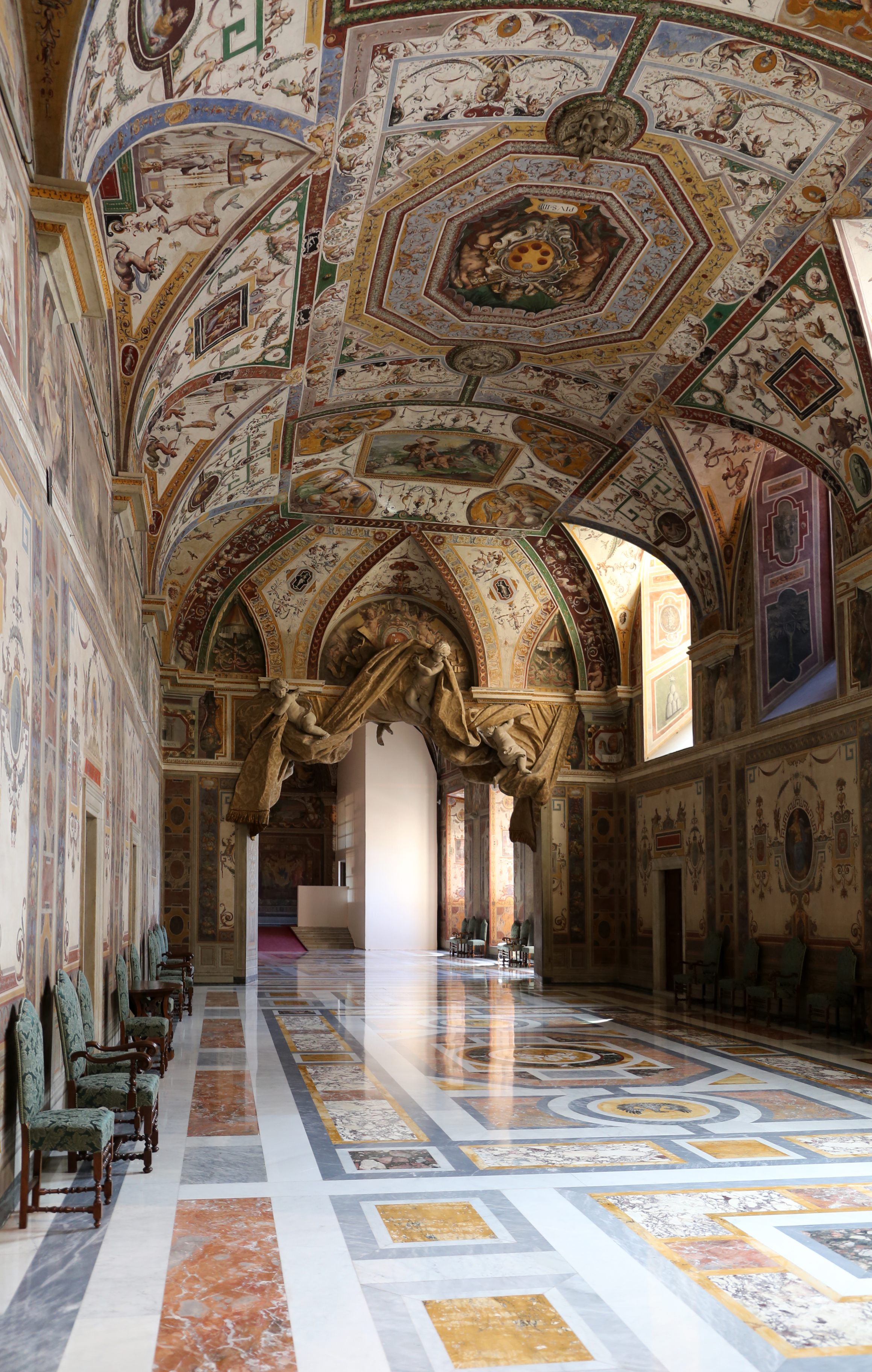
La Sala Ducale del Palazzo

Originariamente la Sala era divisa in due stanze separate, che vennero poi unite dal Bernini che nascose abilmente un grande arco di dimensioni gigantesche tra le due stanze, con un grandioso soffitto a forma di drappeggio sorretto da cherubini vorticosi. La volta è decorata con immagini di Raffaello da Reggio e Lorenzo Sabatini, con pannelli di Marco Pino. Le pareti sono decorate con paesaggi di Paul Brill. Alcune delle lunette e delle pareti sono state decorate con affreschi più moderni. Lo stemma sulle pareti è quello di papa Pio IV, nato Medici, che aveva decorato parte della cappella. Il suo stemma raffigura le "monete" medicee, simbolo della famiglia di banchieri di Firenze.

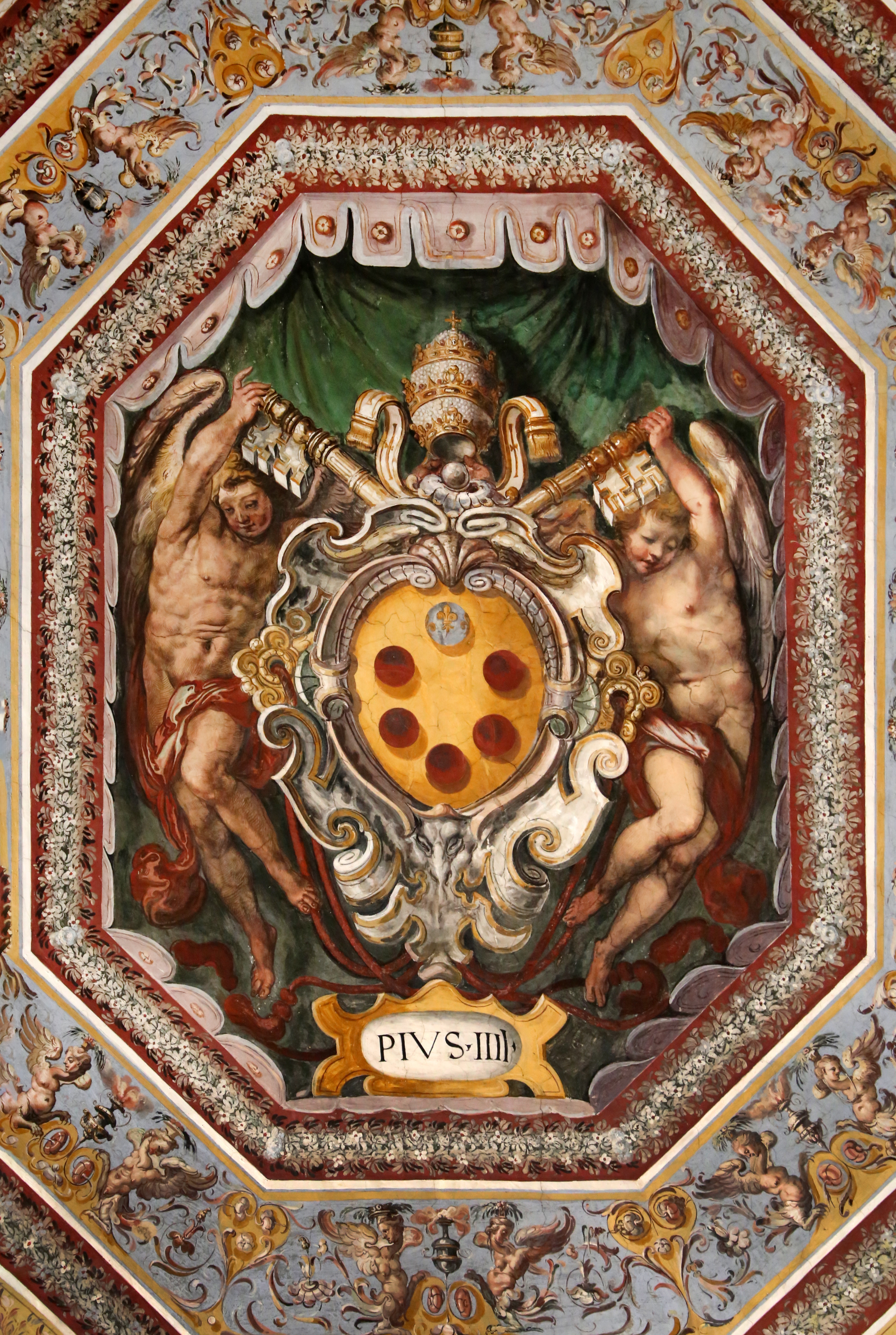
Stemma mediceo nel soffitto della Sala ducale del Palazzo

La Sala Ducale svolgeva un ruolo importante nelle solenni liturgie papali: storicamente, secondo un protocollo consolidato, i papi iniziavano la loro processione qui, in piviale e tiara, salendo sulla sedia gestatoria e procedendo con la corte papale verso la Basilica Vaticana per la messa solenne. Questo era un evento raro che di solito accadeva solo poche volte all'anno, poiché vi erano liturgie comunemente celebrate nella Cappella Sistina. Tutto questo finì con le modifiche apportato all'inizio del 1968, quando la corte papale (Aula Pontificia) fu riorganizzata e rinominata "Casa Pontificia" .

### Logge di Raffaello

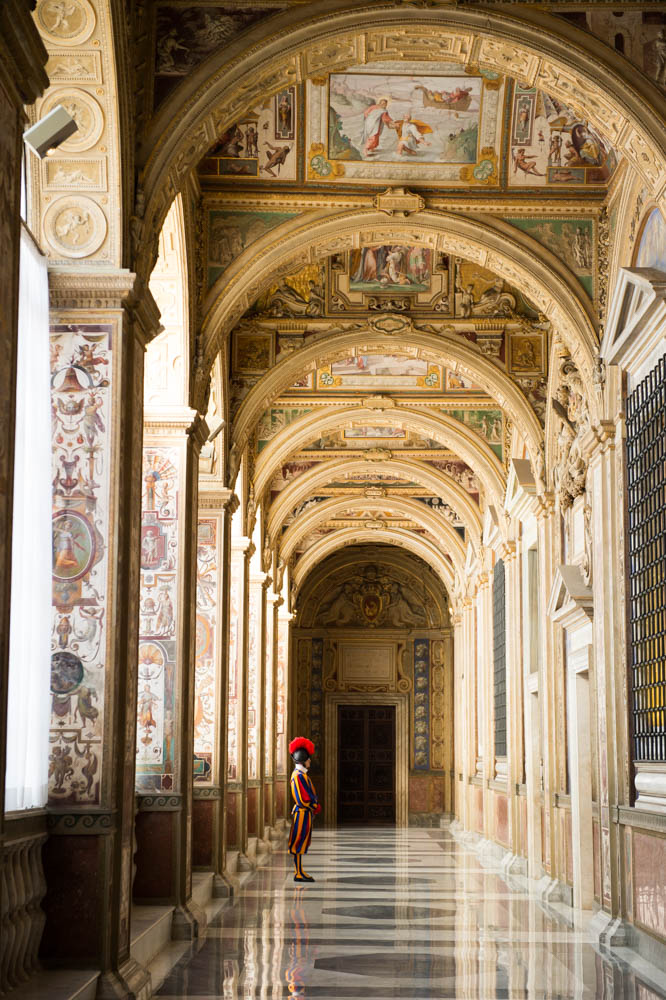
Le Logge di Raffello al terzo piano

Il complesso delle Logge di Raffaello comprende tre ambienti su diversi piani del Palazzo Apostolico, affrescate su disegno di Raffaello dalla sua bottega. Le finestre si affacciano sul Cortile di San Damaso. Le Logge vennero progettate da Bramante come prospetto per l'antico palazzo di Niccolò III, su desiderio di Giulio II. I lavori proseguirono poi sotto il pontificato di Leone X, con la soprintendenza di Raffaello dopo la morte dell'architetto. La decorazione, a stucco e a fresco, venne affidata a Raffaello e alla sua bottega, in quel periodo attiva anche nelle Stanze Vaticane. La prima loggia a venire decorata fu, tra il 1518 e il 1519, quella al secondo piano, poiché confinante con l'appartamento papale. Si tratta di una lunga galleria (65 metri, per una larghezza di circa 4), in cui lavorarono i vari allievi del Sanzio, talvolta su disegno del maestro, che a quell'epoca era impegnatissimo col cantiere della Basilica Vaticana e altre vaste imprese. La Loggia confina, sul lato opposto a quello del cortile, con la Sala di Costantino e la Sala dei Palafrenieri.

La Loggetta del cardinal Bibbiena

Il secondo ambiente a venire decorato, negli stessi anni, è la cosiddetta Prima Loggia, al piano nobile, dove però gli affreschi raffaelleschi, tra l'altro pare interamente della bottega e di scarsa qualità, già molto compromessi vennero sostituiti da una nuova decorazione nella seconda metà dell'Ottocento. L'ultima loggia, al terzo piano, fu decorata dopo il 1550 da Giovanni da Udine, allievo di Raffaello; è affiancata da un ambiente più piccolo, la cosiddetta Loggetta del cardinal Bibbiena, affacciata sul Cortile del Maresciallo e vicina agli appartamenti del cardinale Bernardo Dovizi da Bibbiena. In questo ambiente, databile al 1519, vi sono ancora raffinate grottesche della scuola di Raffaello .

### Sale delle udienze
Queste sono le varie sale delle udienze impiegate dal Pontefice, in ordine di collocazione, fecenti parte dell'Appartamento nobile o Anticamera pontificia, alla Seconda Loggia del Palazzo Apostolico:
- Sala Clementina
- Sala del Concistoro
- Sala dei Sediari
- Sala di Sant'Ambrogio (Sala degli Svizzeri)
- Sala delle statue (Sala d'angolo)
- Sala dei Papi (Sala degli Arazzi)
- Sala dei Dipinti (Sala di Urbano VIII)
- Sala degli Evangelisti (Sala del Trono)
- Stanza del Salvatore (Stanza degli Ambasciatori)
- Sala della Madonna (Sala dei Papi)
- Sala di Santa Caterina (Sala di San Giovanni)
- Sala dei Santi Pietro e Paolo (Sala del Trono Piccola)
- Biblioteca privata papale

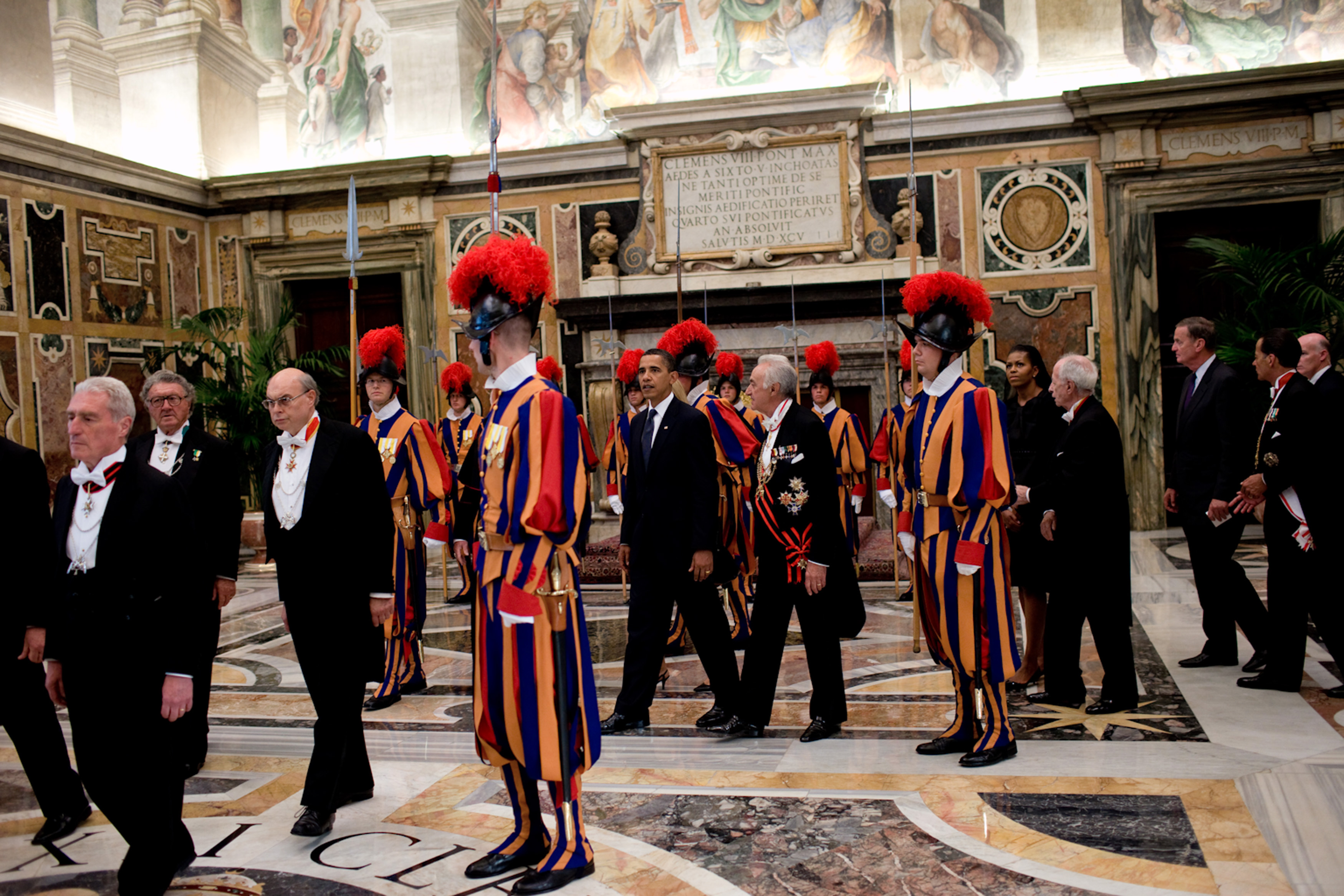
Barack Obama che attraverso la Sala Clementina dopo un incontro con papa Benedetto XVI, nel 2009

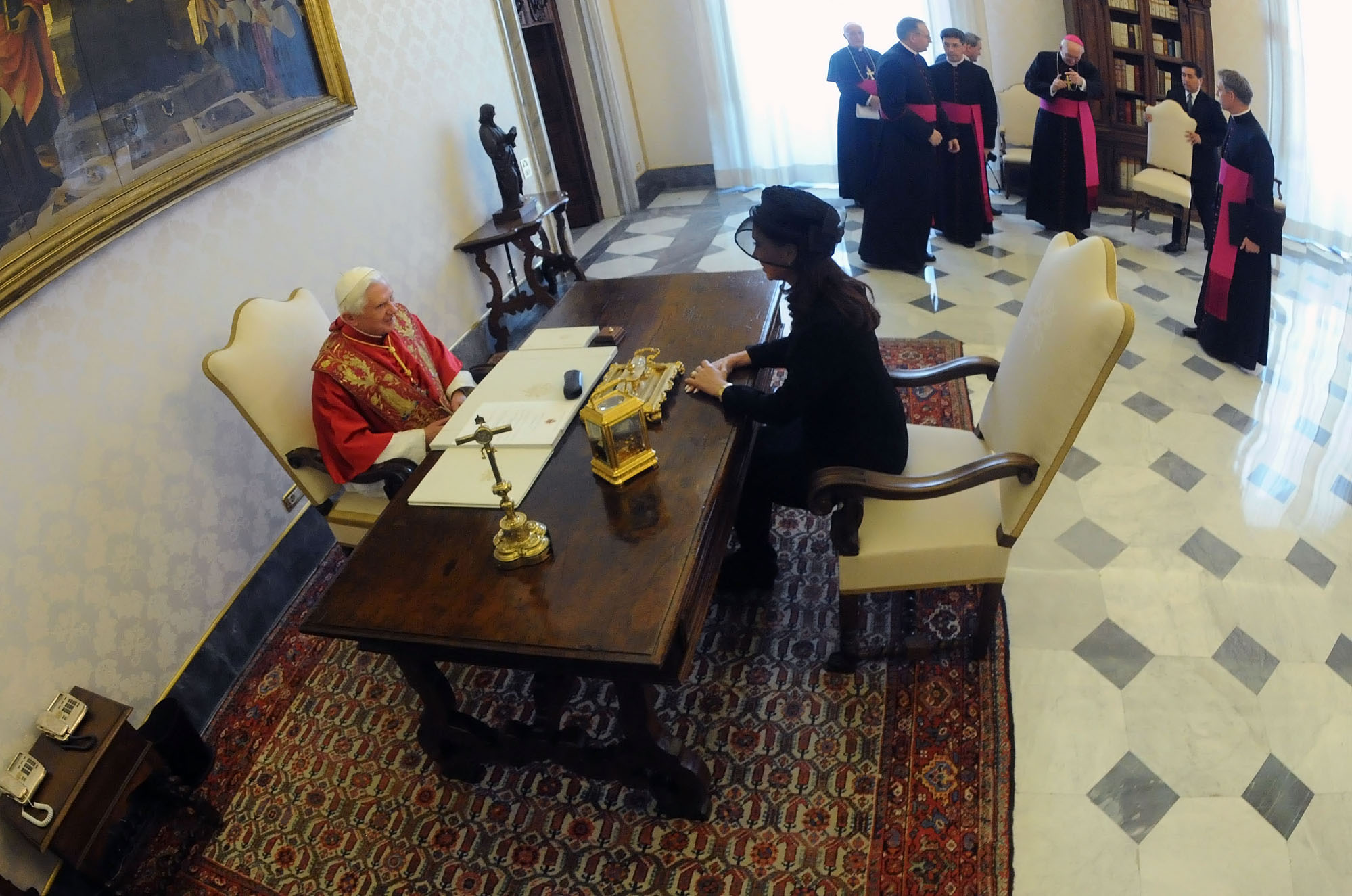
Papa Benedetto XVI assieme al Presidente della Repubblica d'Argentina nella Biblioteca privata

La sala più grande è la Sala Clementina, a due piani, costruita e intitolata intorno al 1598 da papa Clemente VIII. Quando vengono ricevuti ospiti di alto rango, sono i primi a essere condotti in Sala Clementina dalle logge. Quindi si fanno strada attraverso tutte le seguenti sale di ricevimento per essere finalmente ricevuti dal Papa nella biblioteca privata cerimoniale papale. La Sala dei Dipinti, già Sala di Urbano VIII, dà accesso all'omonima cappella, istituita sotto Urbano VIII. Questa cappella ha finestre sul Cortile di Sisto V ed è dominata da un dipinto della Natività del 1637 del Romanelli. La Cappella è usata raramente ma tradizionalmente, ogni anno, il giorno della festa di Sant'Agnese, il papa benediceva gli agnelli la cui lana veniva poi usata per confezionare i palli .

#### Sala Clementina
La Sala Clementina è una delle sale del Palazzo Apostolico che venne costruita nel XVI secolo per volere di papa Clemente VIII in onore di papa Clemente I, il terzo successore di San Pietro. La Sala Clementina è ricoperta da affreschi rinascimentali e varie opere d'arte di notevole importanza. La sala è usata dal Pontefice come sala per le udienze a delegazioni di particolare importanza, come il Corpo diplomatico accreditato presso la Santa Sede, il collegio dei cardinali, le varie conferenze episcopali. Nella Sala Clementina veniva inoltre esposto, dopo la morte, il corpo del papa affinché i membri della Famiglia pontificia e della curia romana potessero rendergli omaggio prima della traslazione nella Basilica di San Pietro .

#### Sala del Concistoro
La Sala del Concistoro è una grande sala situata nella terza loggia del Palazzo Apostolico; la sala si trova nell'ala residenziale della residenza vaticana, aggiunta da papa Sisto V. Fu decorato su commissione di papa Clemente VIII, il cui stemma è presente sul soffitto dell'ambiente. Ne Le vite de' più eccellenti pittori, scultori e architettori, Giorgio Vasari descrive Giovan Francesco Penni come l'autore di gran parte dei disegni per gli arazzi di Raffaello nella Sala del Concistoro; il tema degli arazzi è la vita di Cristo. Il soffitto intagliato e dorato contiene affreschi di Cherubino Alberti e Paul Bril. Nel febbraio 2013, durante una cerimonia nella Sala del Concistoro per annunciare la data della canonizzazione di tre martiri, papa Benedetto XVI comunicò la sua rinuncia all'ufficio di romano pontefice.

### Appartamenti papali

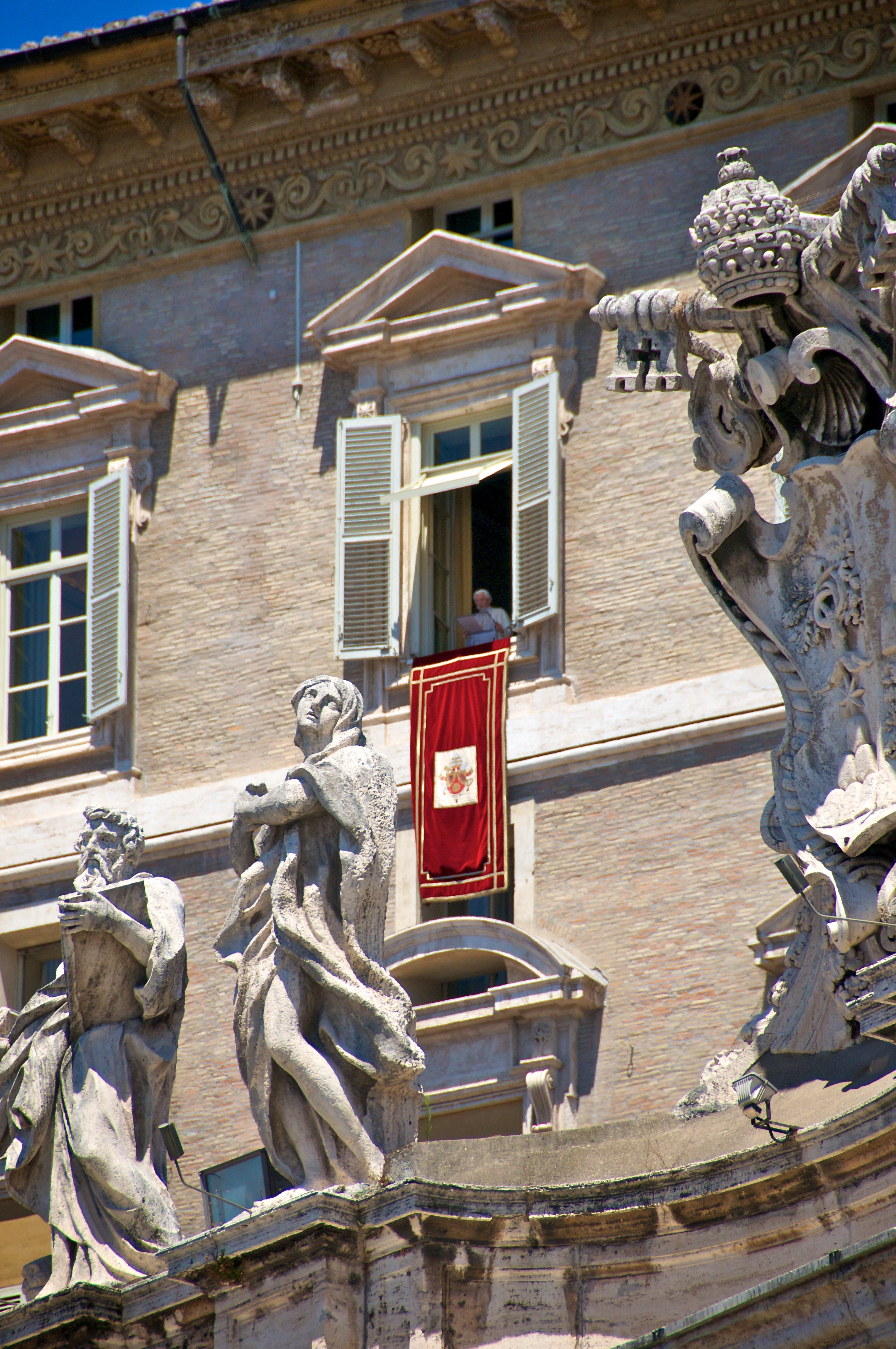
Papa Benedetto XVI affacciato a una finestra degli appartamenti per pronunciare l'Angelus

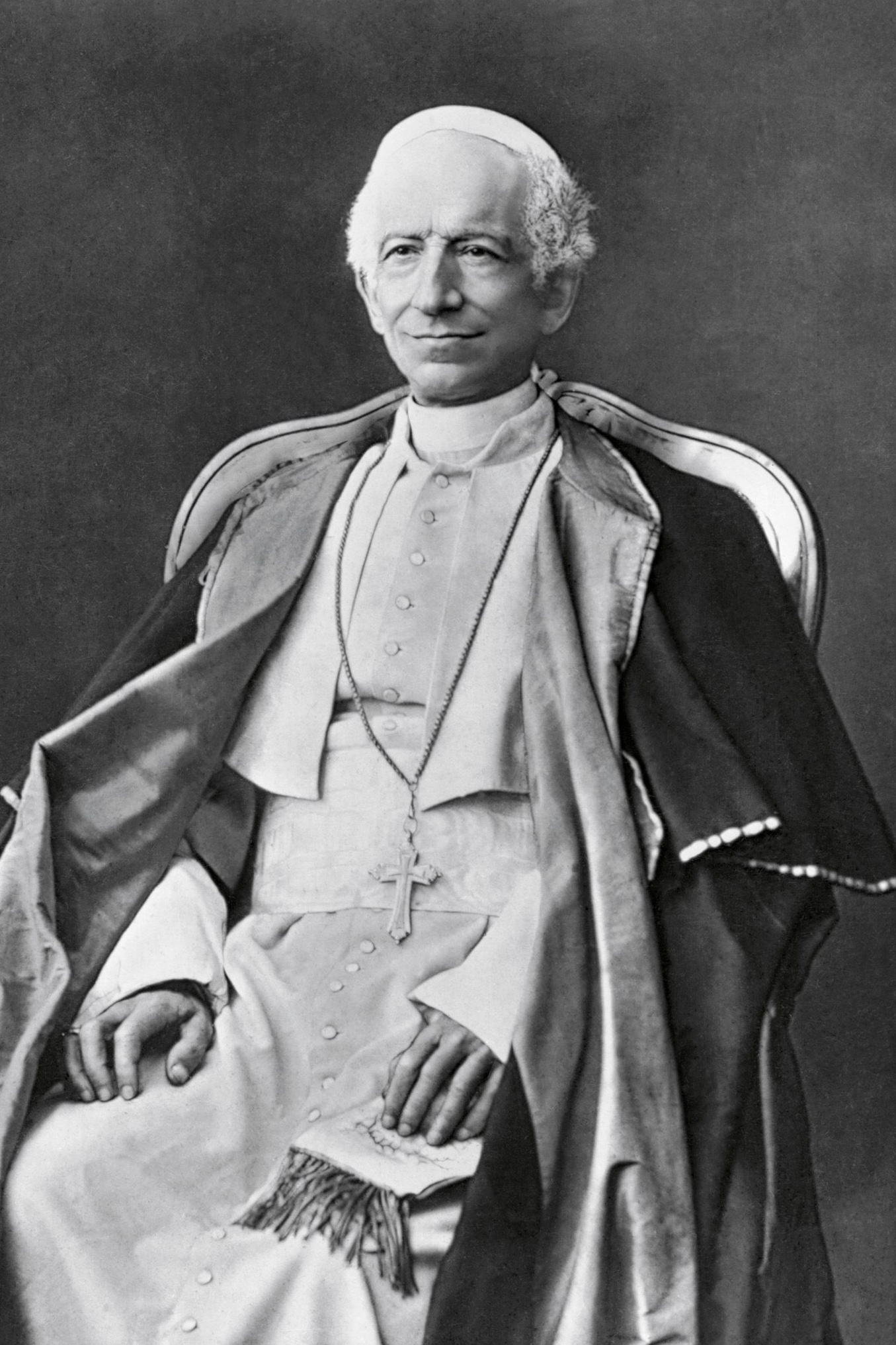
Papa Leone XIII (1878 - 1903)

L'Appartamento Papale è il cuore del Palazzo Apostolico. Nel 1903 papa Pio X decise di trasferire la residenza papale al terzo piano. L'ex appartamento papale al primo piano è stato successivamente occupato dal Cardinale Segretario di Stato, che è l'uomo più importante della Curia romana dopo il papa. L'ex camera da letto papale all'angolo, dove morì papa Leone XIII nel 1903, è stata lasciata allo stato originale. L'ingresso principale all'appartamento papale è dalle logge in cima alla Scala Nobile. C'è anche un ascensore dal cortile. Sopra l'appartamento papale ci sono alcuni piccoli appartamenti per i segretari papali e le suore di casa. L'appartamento papale fu fatto ridecorare da papa Paolo VI nel 1964, con la decorazione e i mobili in stile barocco che lasciano il posto a interni sobri e moderni. L'ex appartamento papale al primo piano, dove oggi risiede il Cardinale Segretario di Stato è ancora arredata in stile barocco. L'appartamento papale è composto da dieci stanze, tra cui un vestibolo, una sala di ricevimento, una biblioteca privata più piccola, il soggiorno e la sala da pranzo, gli ambienti di lavoro del Papa e del suo segretario privato, la camera da letto del papa e la cappella privata papale . Abitualmente il Pontefice vive negli appartamenti papali con l'eccezione del periodo estivo, poiché si trasferisce nelle sue residenze di Castel Gandolfo, ovvero le Ville pontificie. 
Nell’ultimo secolo, i papi Pio XI, Giovanni XXIII, Giovanni Paolo I e Giovanni Paolo II morirono negli appartamenti vaticani; Pio XII e Paolo VI invece morirono a Castel Gandolfo, mentre Benedetto XVI morì da papa emerito nel Monastero Mater Ecclesiae, in Vaticano. Papa Francesco, dopo la sua elezione, decise di non soggiornare né negli appartamenti papali del Palazzo Apostolico né nella dimora di Castel Gandolfo in favore di un apposito appartamento nella Domus Sanctae Marthae, dove morì; utilizzava i locali del Palazzo Apostolico unicamente per le udienze ufficiali . Papa Leone XIV prenderà residenza negli appartamenti papali dopo il completamento di alcuni lavori di ristrutturazione.

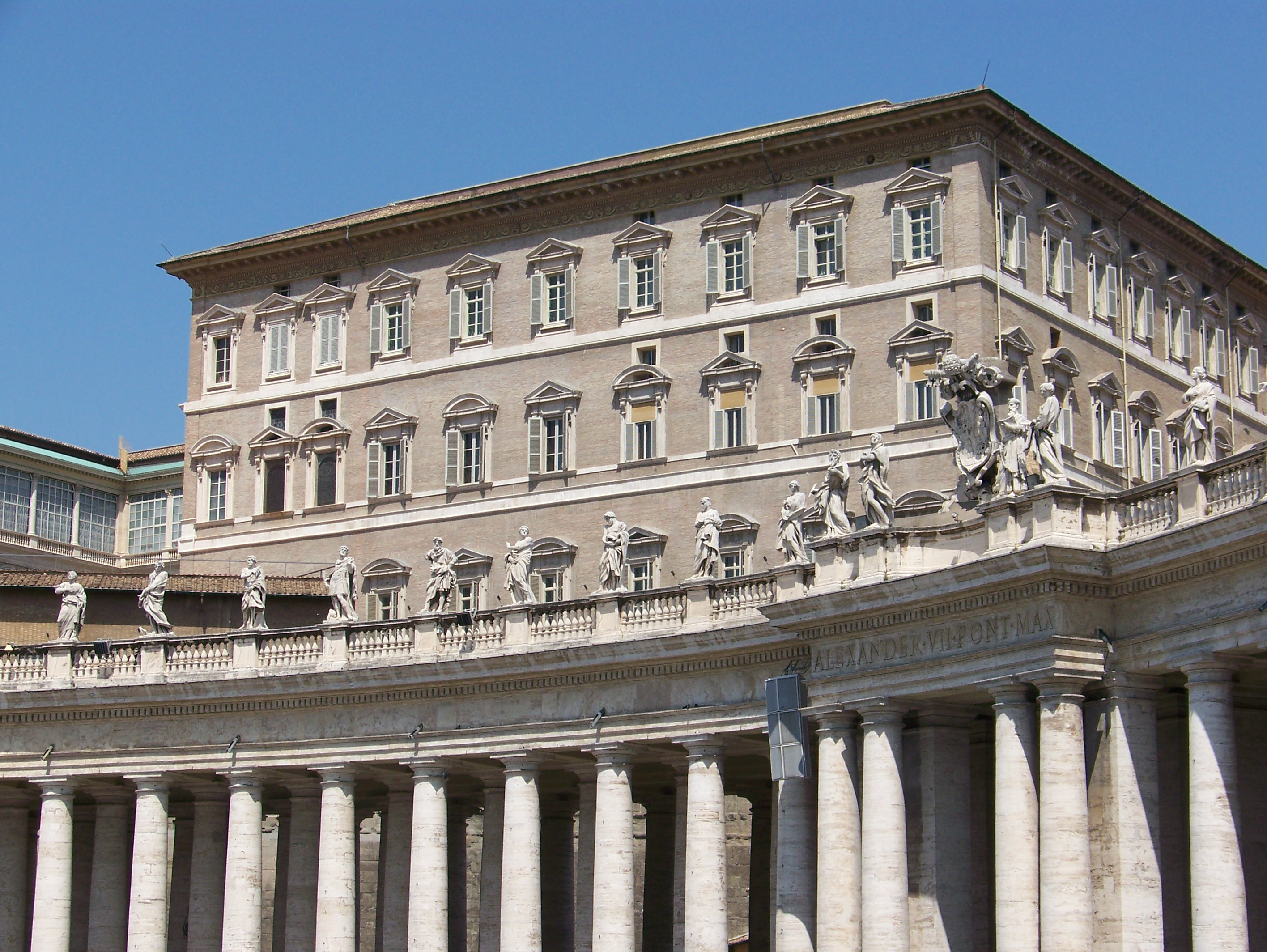
Le tre finestre degli Appartamenti papali affaccianti su piazza San Pietro

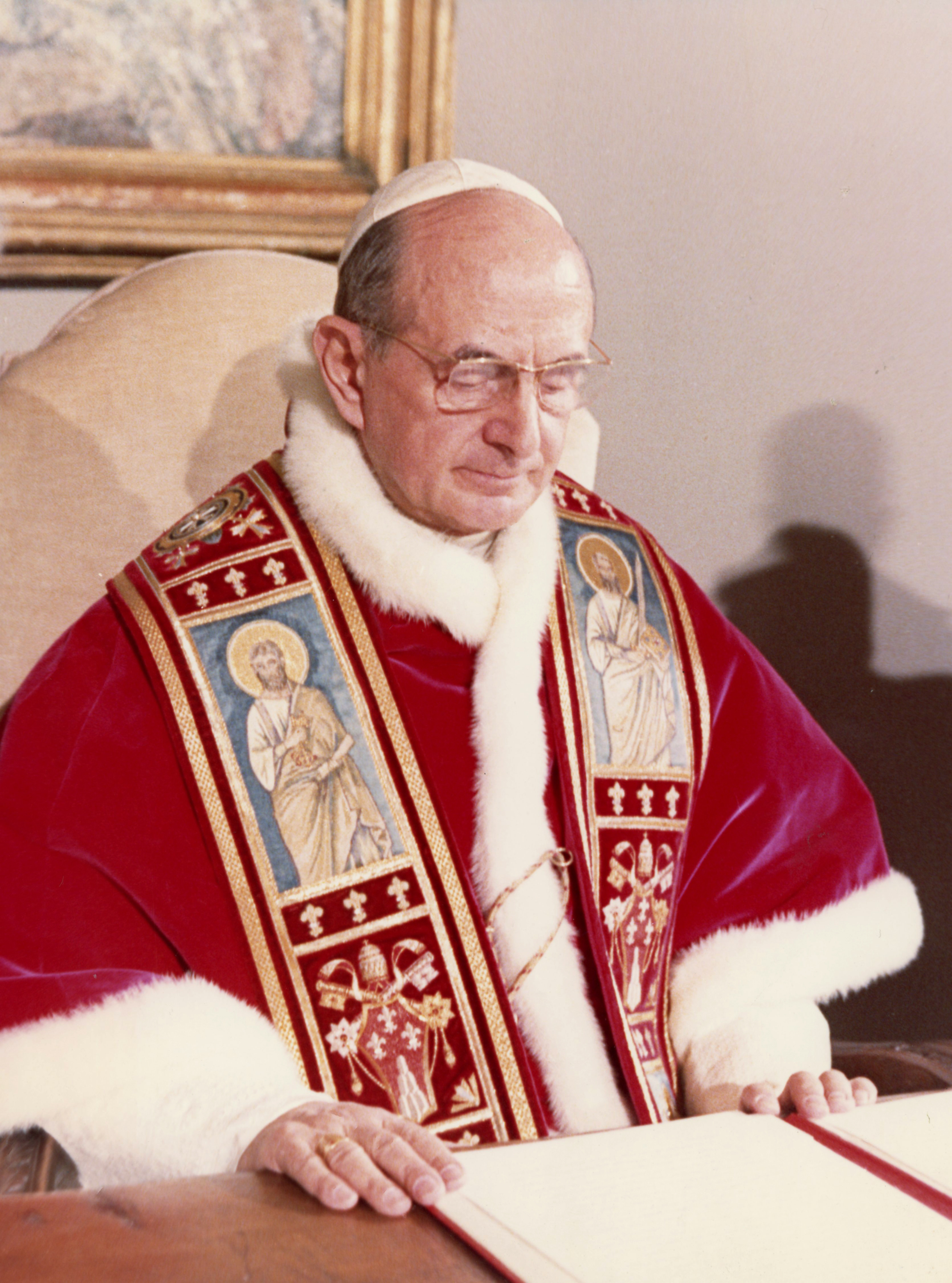
Papa Paolo VI (1963 - 1978)

Gli appartamenti papali sono abitualmente ristrutturati in base alle preferenze di ogni nuovo papa. Prima della ristrutturazione avvenuta nel 2005, dopo la morte di papa Giovanni Paolo II e con l'elezione di papa Benedetto XVI, gli appartamenti papali erano con "arredi antiquati e mancanza di illuminazione e grandi tamburi collocati nel contro-soffitto per catturare le perdite d'acqua". La ristrutturazione del 2005, portata avanti nei tre mesi in cui il nuovo papa si trovava nella residenza estiva di Castel Gandolfo, comprese la costruzione di una nuova biblioteca per ospitare i 20 000 libri di proprietà di papa Ratzinger (collocati esattamente nello stesso ordine in cui erano nella sua precedente residenza), miglioramenti al cablaggio elettrico (le vecchie prese elettriche da 125 volt, ritirate in Italia anni prima, vennero sostituite con prese da 220 volt) e idraulici (vennero installati nuovi tubi per sostituire quelli "incrostati di ruggine e calcare") . Il sistema di riscaldamento venne riparato e la cucina rinnovata, secondo quanto riferito con nuovi forni, fornelli e altri apparecchi donati da un'azienda tedesca . 
I pavimenti, che sono lastre e intarsi in marmo del XVI secolo, furono restaurati . Lo studio medico ("frettolosamente installato negli alloggi papali per il sofferente Giovanni Paolo II") fu rinnovato e ampliato per includere attrezzature per le cure odontoiatriche. Anche la camera papale fu completamente rifatta. La carta da parati e altri arredi furono rinnovati. Il progetto venne realizzato da oltre 200 persone tra architetti, ingegneri, tecnici e operai . Benedetto XVI trasferì anche diversi beni personali negli appartamenti papali, incluso un pianoforte verticale .

## Antichi appartamenti pontifici

### Appartamento Borgia

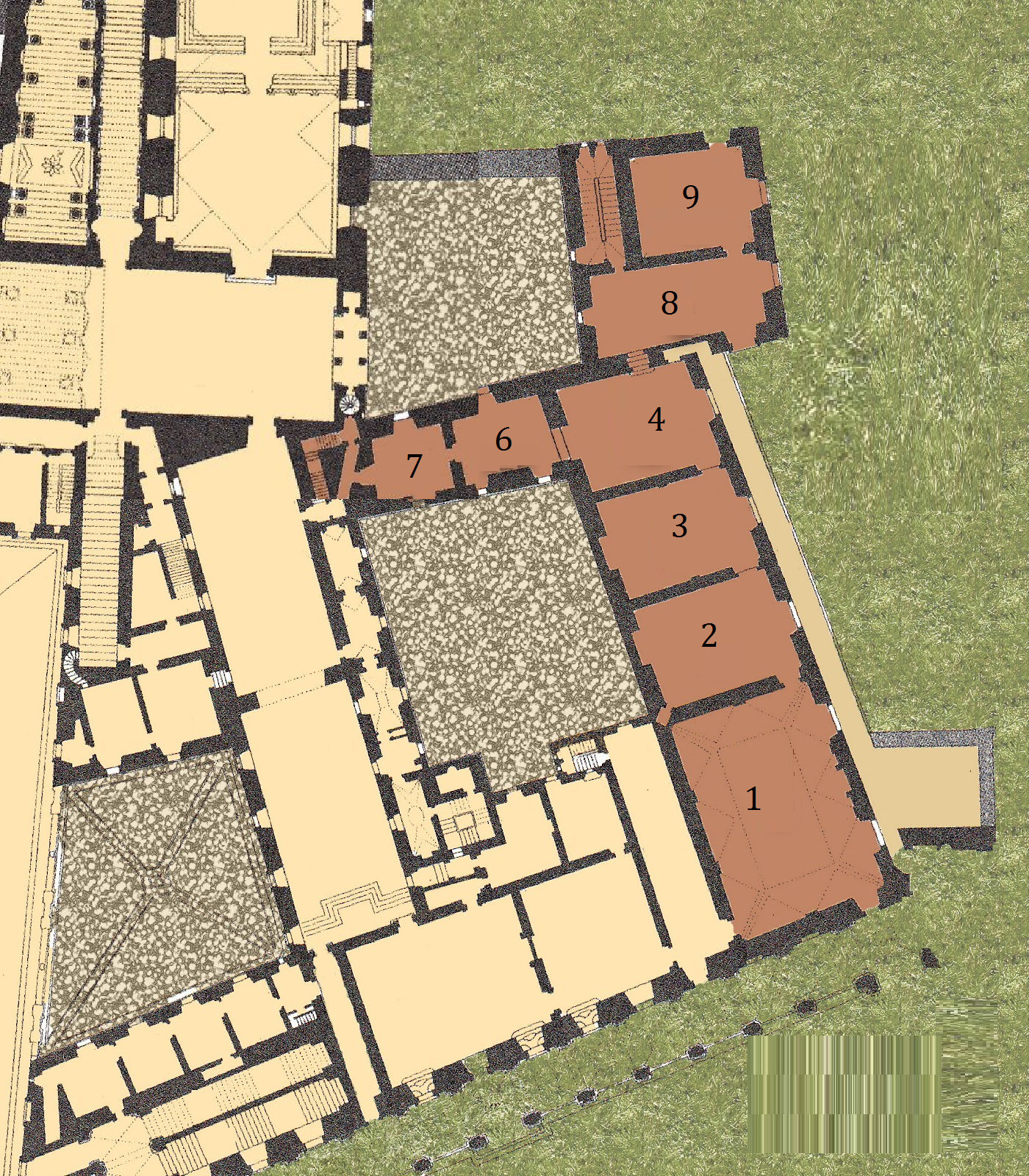
Pianta dell'Appartamento Borgia

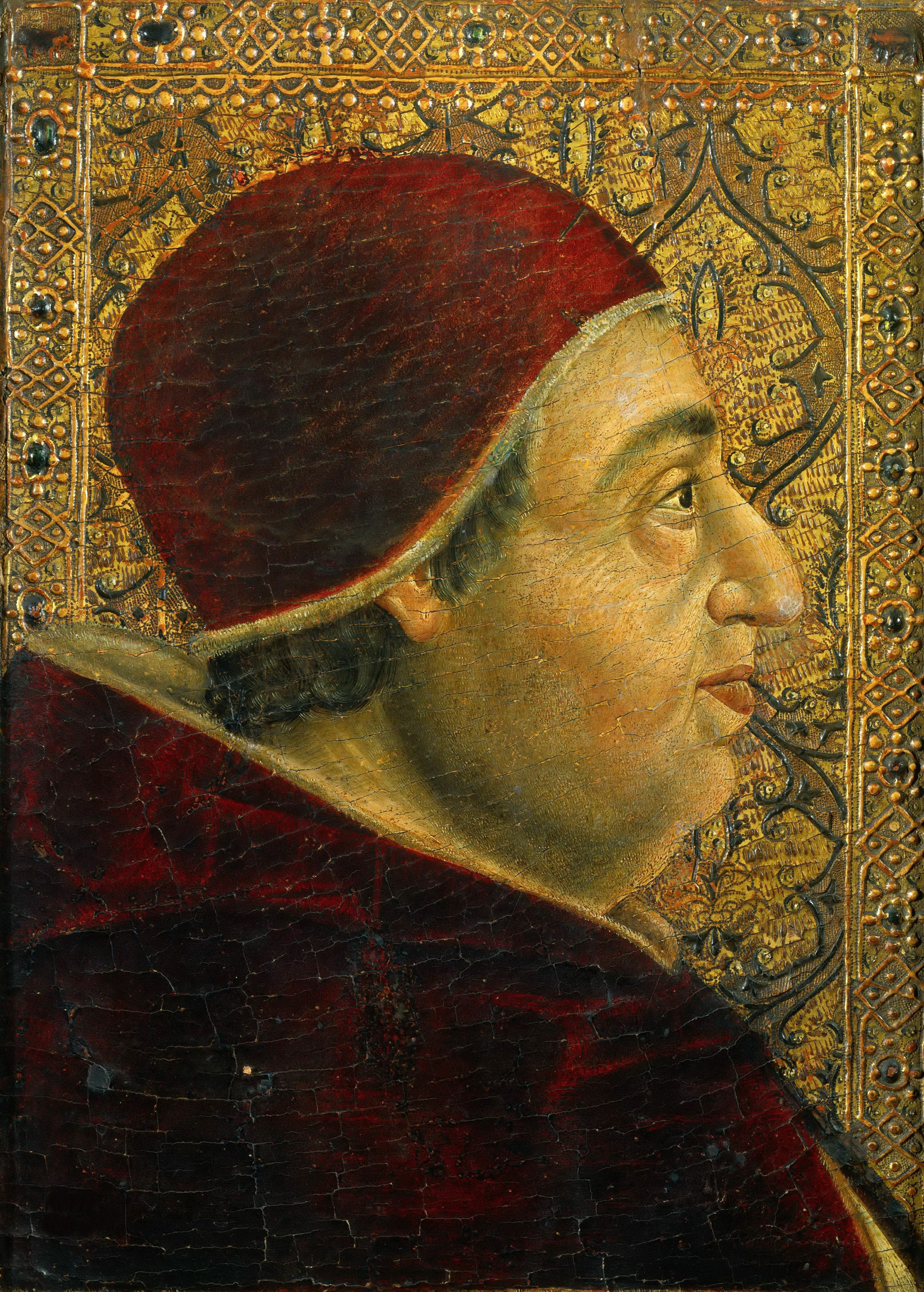
Papa Alessandro VI Borgia, del 1495 circa, di Pedro Berruguete, oggi parte della Pinacoteca Vaticana

Papa Alessandro VI, nato Rodrigo Borgia, fece rinnovare il corpo quattrocentesco del complesso apostolico, abbellendo sei grandi stanze aggiungendo anche una torre, poi ribassata e trasformata. I lavori di decorazione interna vennero affidati al Pinturicchio, che procedette con una notevole solerzia, grazie a un articolato gruppo di collaboratori, iniziando nell'autunno 1492 e terminando, forse già in sua assenza, nel 1494. Si trattò dell'impresa più impegnativa della carriera del pittore, un progetto artistico così vasto e ambiziosamente unitario che non aveva precedenti nell'Italia rinascimentale, fatta eccezione per il ciclo della Cappella Sistina . Il risultato fu uno scrigno di decorazioni preziose e raffinate, in cui baluginano continuamente i riflessi dell'oro su pareti e soffitti, legato al retaggio del gotico internazionale fuso con la sovrabbondanza del gusto ispano-moresco legato alle origini valenciane del committente . Il programma iconografico fondeva la dottrina cristiana con continui richiami al gusto archeologico allora in voga a Roma, e fu quasi sicuramente dettato dai letterati della corte papale, quali Annio da Viterbo, maestro di Palazzo di Alessandro VI, Paolo Cortesi, successore del Platina alla Biblioteca vaticana, e forse Francesco Colonna, autore del testo ermetico Hypnerotomachia Poliphili.

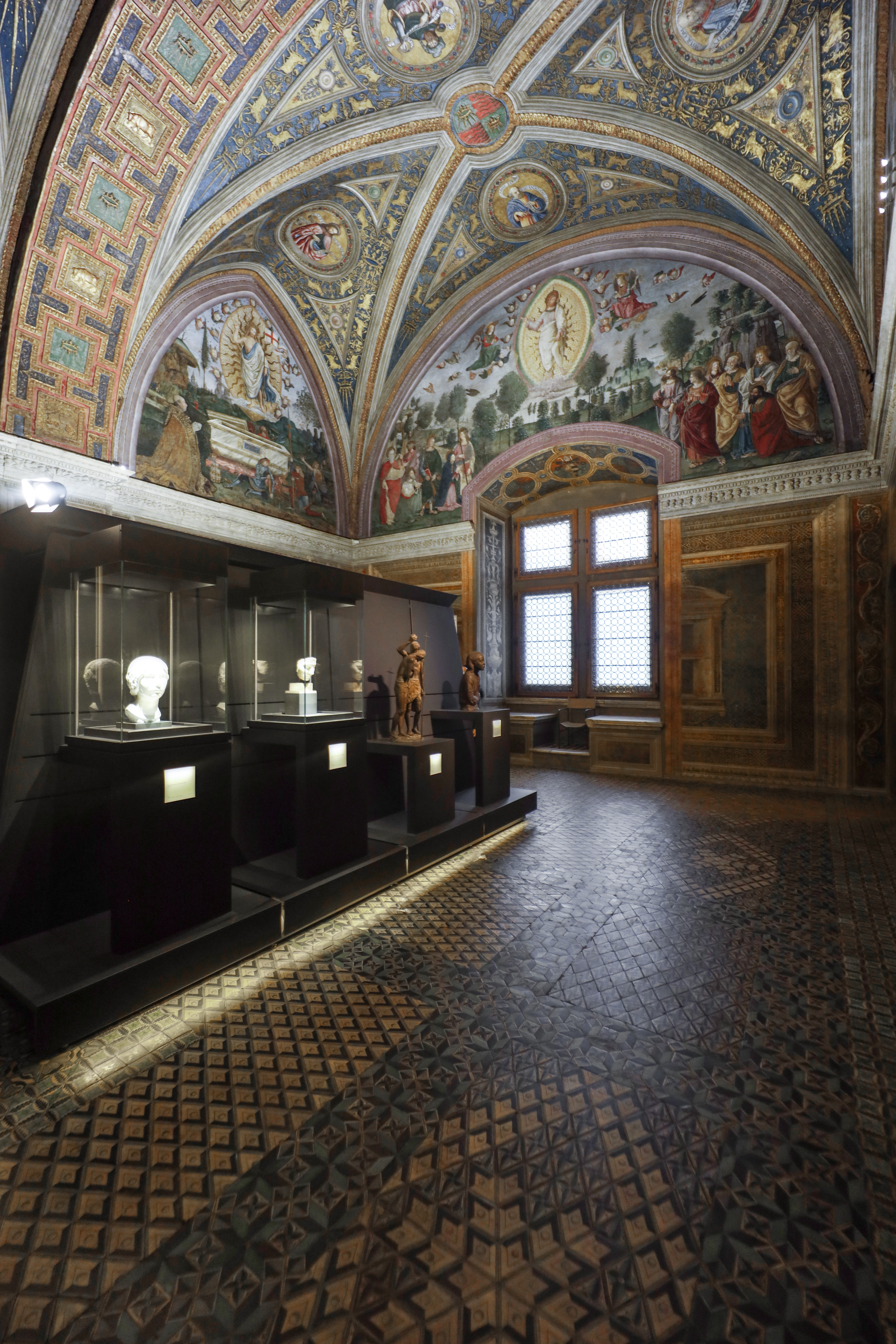
Sala dei Misteri dell'Appartamento

L'opera, pur citata da Vasari, non ebbe praticamente seguito nell'arte romana del primo Cinquecento, anche per la difficile accessibilità degli ambienti. Giulio II, successore di papa Alessandro, fece abbandonare l'Appartamento e fece affrescare le Stanze di Raffaello con il chiaro intento di superare l'impresa del proprio predecessore e rivale . Vasari stesso riferì che alla sua epoca (prima del 1568) gli stucchi dorati erano in alcuni punti guasti. Leone X fece ridipingere una delle sale, quella "dei Pontefici", a Giovanni da Udine e Perin del Vaga . Nel corso del XIX secolo l'appartamento divenne la biblioteca del cardinale Angelo Mai e il complesso decorativo, ampiamente danneggiato da infiltrazioni, venne restaurato per la prima volta tra il 1889 e il 1897 su iniziativa di Leone XIII, che affidò l'impresa al pittore preraffaellita Ludwig Seitz. Questi intervenne con estesi rifacimenti sui soffitti e sulle pareti, ricche di trompe l'oeil di "credenzini", cioè armadietti a muro con suppellettili illusoriamente aperti. In quell'occasione vennero anche restaurati i pregiati pavimenti quattrocenteschi di piastrelle in maiolica policroma, provenienti da Manises, in Spagna .

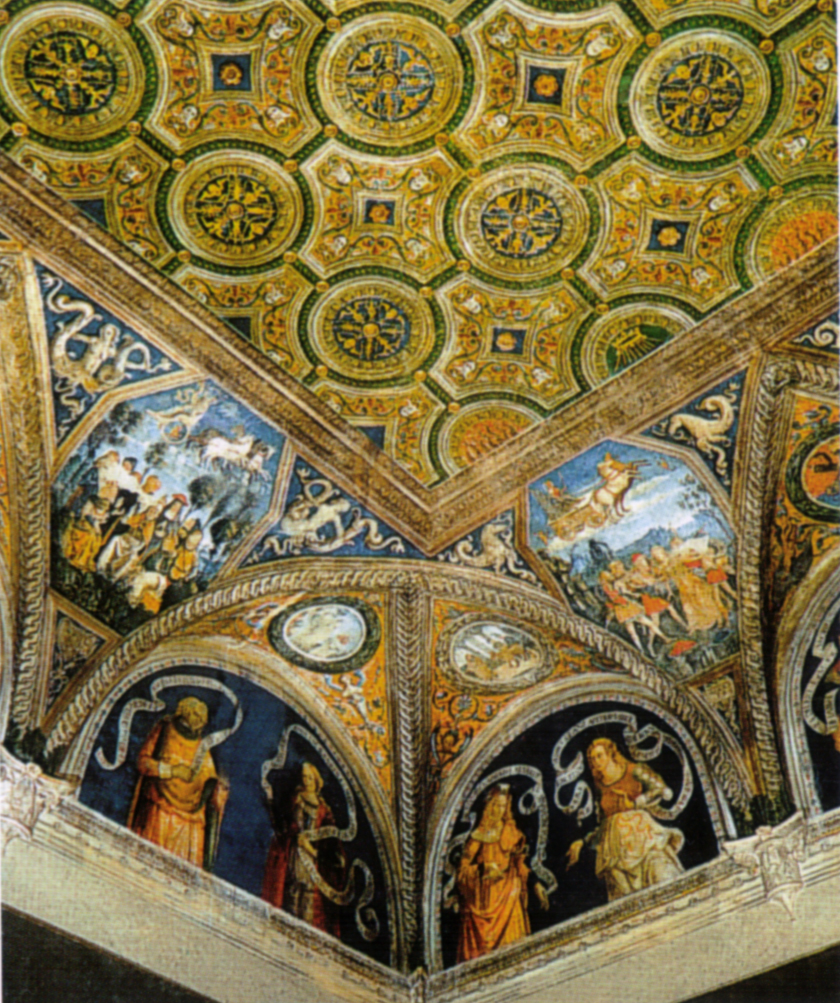
Soffitto della Sala delle Sibille

Nel 1897 l'Appartamento venne aperto per la prima volta al pubblico, stimolando un vivace interesse che portò a una ripresa degli studi su Pinturicchio, senza però che si giungesse a una soluzione dei problemi attributivi tuttora aperti . Fritz Saxl scrisse: "Eppure non esiste forse in questo periodo nessun'altra opera in cui il paganesimo e l'orgoglio individuale abbiano potuto manifestarsi con altrettanta nettezza che nell'appartamento Borgia". Nel Novecento sono state rimosse le integrazioni pittoriche in un nuovo restauro e con l'apertura della Collezione d'Arte Religiosa Moderna le stanze furono assegnate all'esposizione di alcune opere della collezione , entro un allestimento recentemente rinnovato, in grado di dialogare con l'assetto quattrocentesco. L'appartamento Borgia è composto dalle seguenti stanze:
- Sala delle Sibille
- Sala del Credo
- Sala delle Arti Liberali
- Sala dei Santi
- Sala dei Misteri della Fede
- Sala Pontificia (detta dei Sediari o dei Parafrenieri)

### Stanze di Raffaello

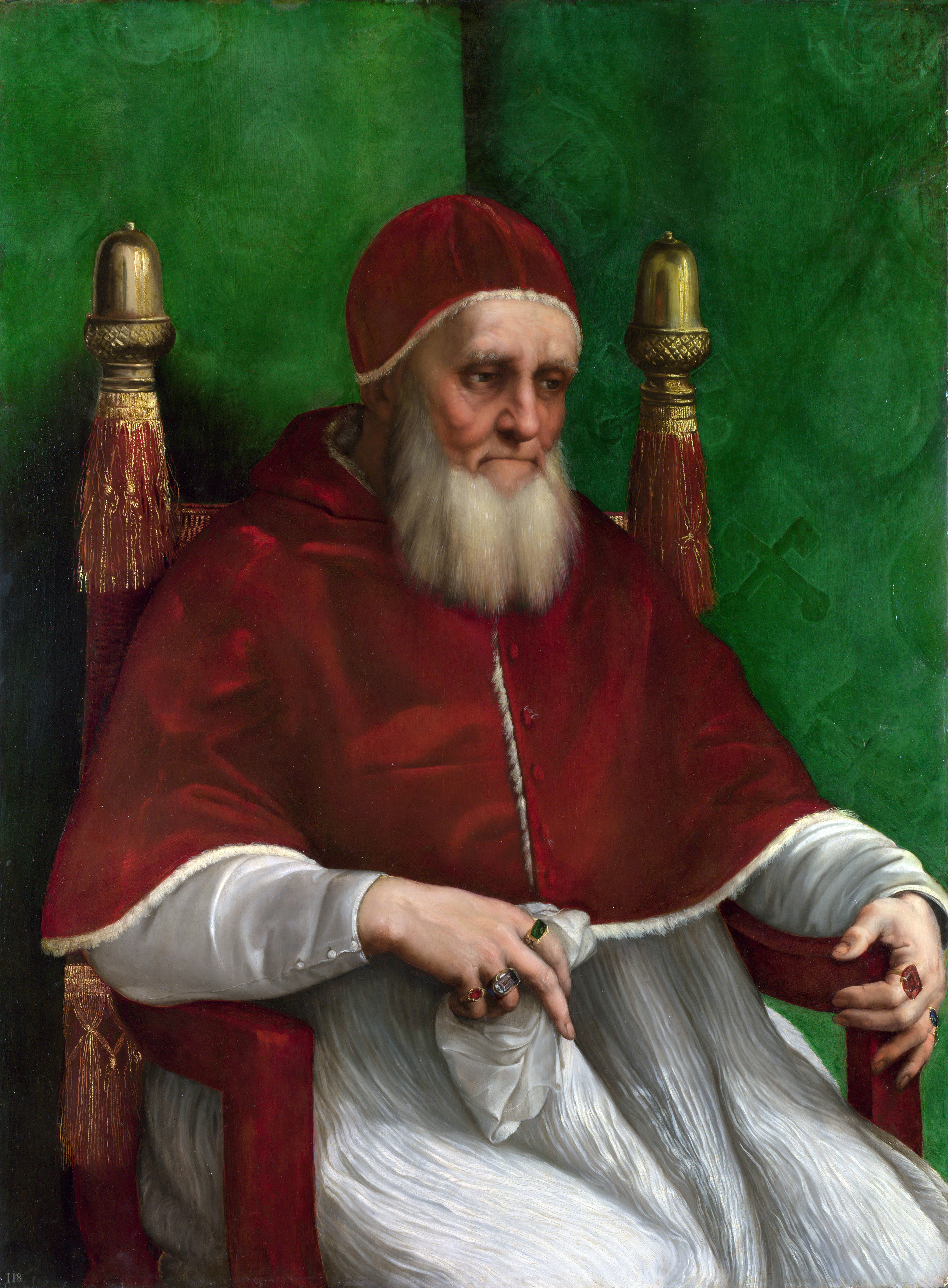
Papa Giulio II, del 1511 circa, di Raffaello Sanzio, oggi della collezione della National Gallery (Londra)

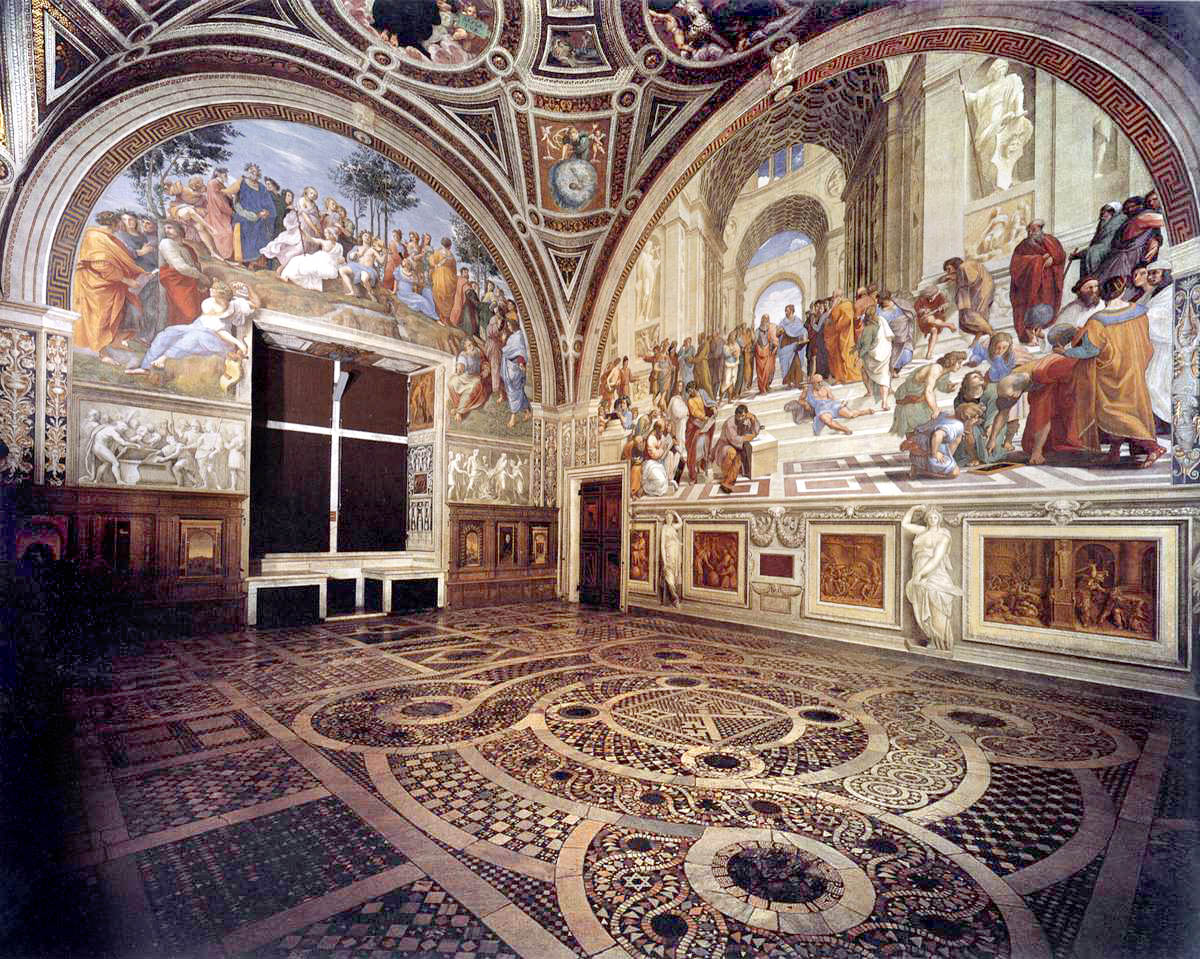
La Stanza della Segnatura

Giulio II, pochi anni dopo l'inizio del suo pontificato, si rifiutò di utilizzare l'Appartamento Borgia, stanze legate al predecessore Alessandro VI; testimonia ciò una nota del suo cerimoniere Paride Grassi: "non volebat videre omni hora figuram Alexandri praedecessoris sui" ("non voleva vedere in ogni istante l'immagine del suo predecessore Alessandro"). Per questo scelse alcuni ambienti al secondo piano del Palazzo Apostolico nell'ala settentrionale, frutto delle ricostruzioni parziali di Niccolò V . Secondo quanto testimonia Vasari questi ambienti presentavano già decorazioni quattrocentesche importanti, con alcune pareti affrescate da Piero della Francesca, Benedetto Bonfigli, Andrea del Castagno, Luca Signorelli e Bartolomeo della Gatta . In un primo tempo la ridecorazione degli ambienti venne affidata a un gruppo di artisti tra cui Pietro Perugino, il Sodoma, Baldassarre Peruzzi, il Bramantino e Lorenzo Lotto, oltre al tedesco Johannes Ruysch, specialista nelle grottesche . Perugino ad esempio lavorò alla volta della Stanza dell'Incendio nel 1508, ma il suo lavoro non piacque al papa che lo liquidò velocemente . Fu probabilmente Bramante, architetto pontificio incaricato di ricostruire la Basilica vaticana, a suggerire al pontefice il suo conterraneo Raffaello Sanzio, a quell'epoca di stanza tra Firenze, l'Umbria e le Marche, reduce da un clamoroso successo con la Pala Baglioni a Perugia. Non è chiaro quando il pittore giunse a Roma: sicuramente il 21 aprile 1508 era ancora a Firenze (lettera allo zio Simone della Ciarla), mentre il 13 gennaio 1509 era già accreditato alla tesoreria pontificia per un ordine di pagamento, verosimilmente legato alla Stanza della Segnatura . Probabilmente l'urbinate si aggiunse nel corso degli ultimi mesi del 1508 .

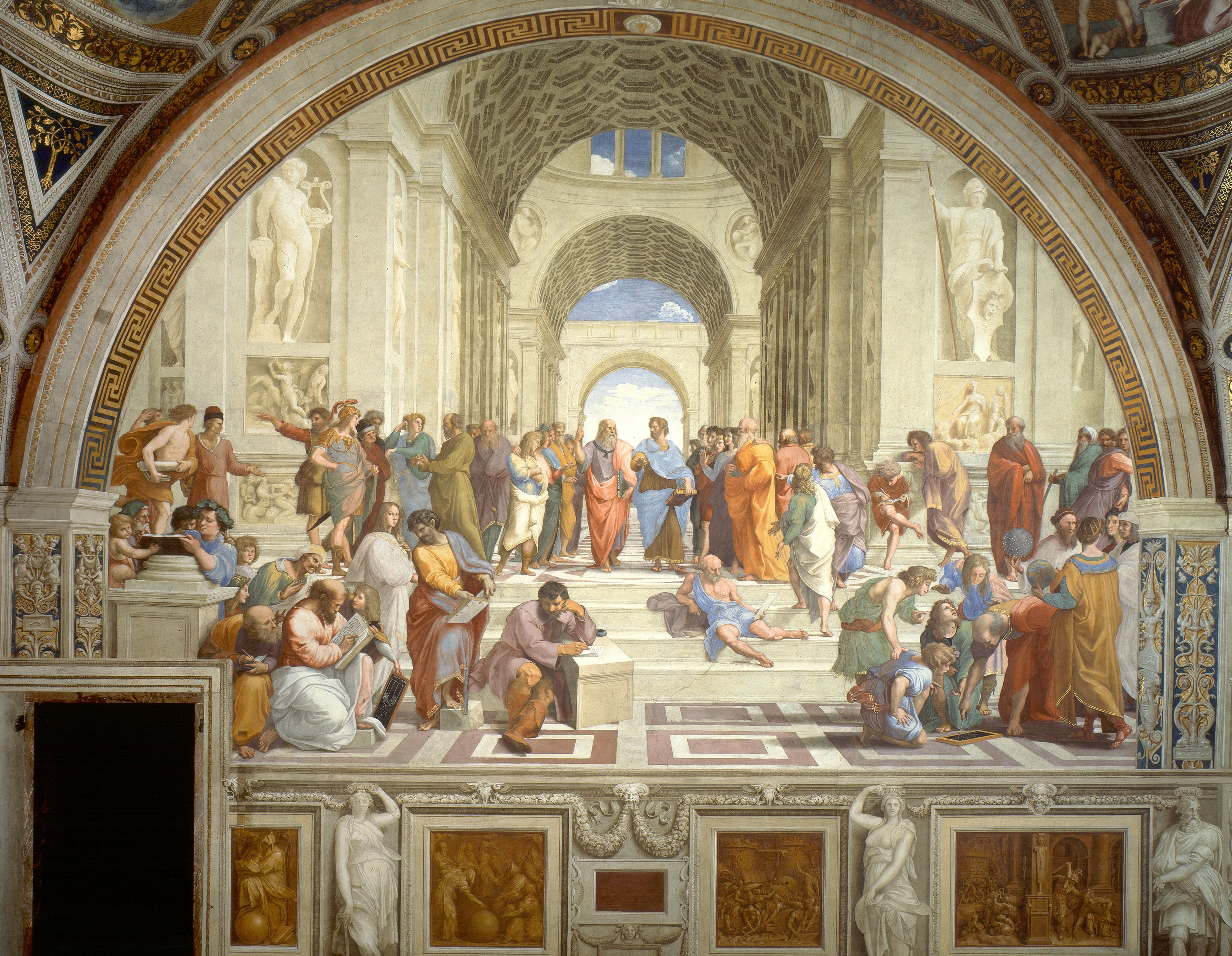
La "Scuola di Atene", nella parete di una delle Stanze di Raffaello

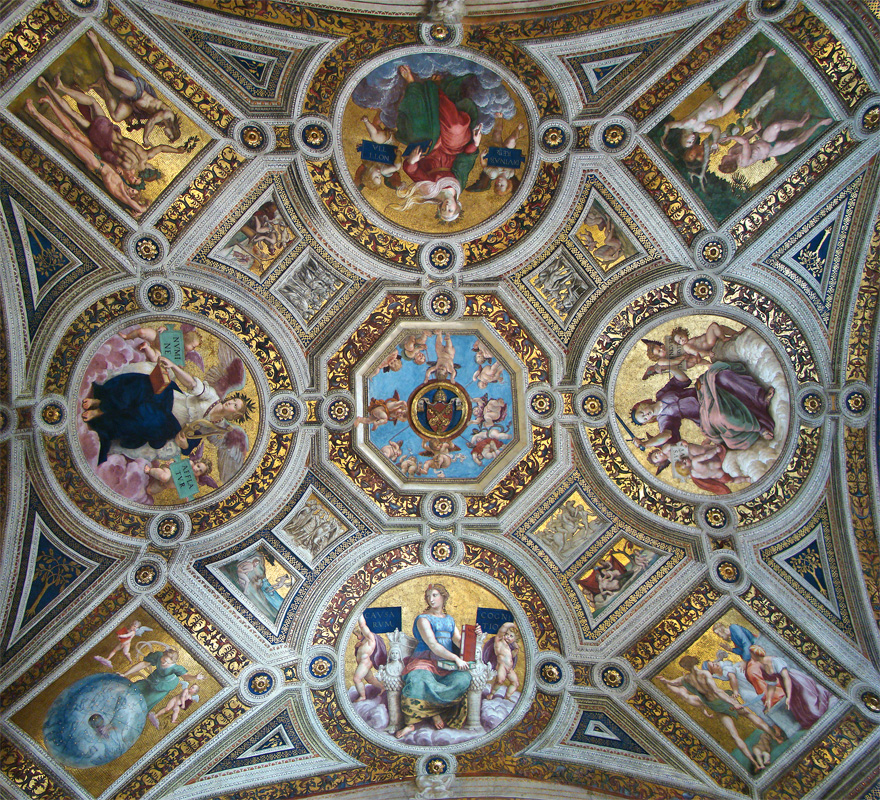
Volta della Segnatura

Il pontefice, soddisfatto dei primi saggi del pittore, gli affidò presto la decorazione dell'intera impresa, senza esitare a distruggere tutto il lavoro dei suoi predecessori, come testimoniò anche il Vasari, salvando solo l'ambiente della Niccolina. L'incarico venne inoltre confermato da Leone X, quindi il Sanzio, coadiuvato da un cospicuo numero di aiutanti, lavorò all'impresa, stanza dopo stanza, fino alla morte nel 1520, mentre i suoi seguaci completarono la decorazione su suo disegno fino al 1524. Le Stanze vennero usate dai vari papi con poche alterazioni fino a Gregorio XIII. Durante la Repubblica Romana instaurata dai giacobini e successivamente nel periodo napoleonico, i francesi elaborarono alcuni piani per staccare gli affreschi e renderli portabili. Infatti, venne espresso il desiderio di rimuovere gli affreschi di Raffaello dalle pareti delle Stanze Vaticane e inviarli in Francia, tra gli oggetti spediti al Musée Napoléon delle spoliazioni napoleoniche , ma questi non vennero mai realizzati a causa delle difficoltà tecniche e i tentativi falliti e disastrosi dei francesi presso la chiesa di San Luigi dei Francesi a Roma . L'appartamento è diviso in tali stanze:
- Stanza della Segnatura
- Stanza di Eliodoro
- Stanza dell'Incendio di Borgo
- Sala di Costantino

## Cortili pontifici

### Cortile del Belvedere

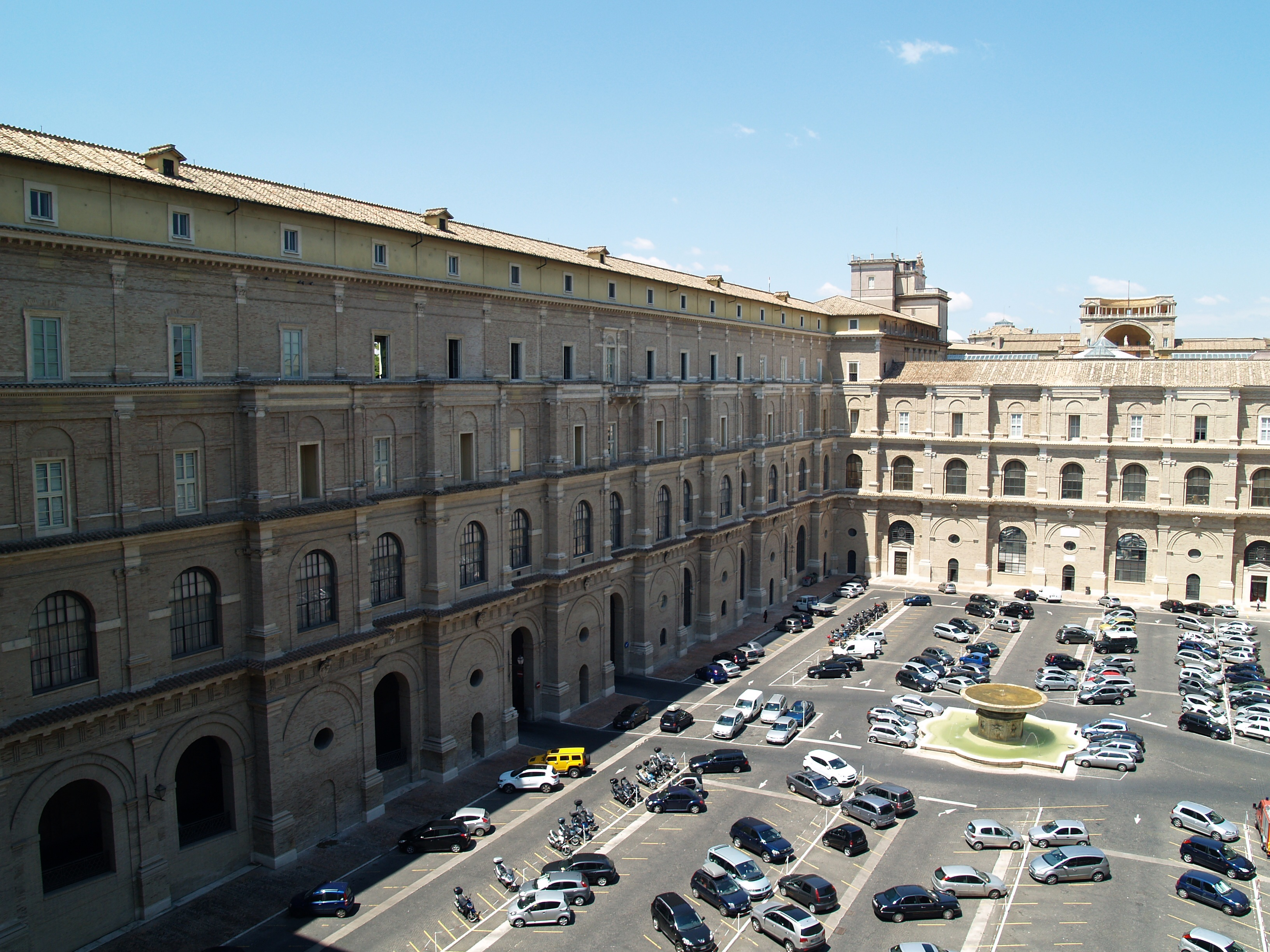
Il Cortile vaticano del Belvedere

All'inizio del XVI secolo, papa Giulio II della Rovere volle la costruzione del Cortile del Belvedere, affidando il lavoro al Bramante. Il cortile aveva lo scopo di collegare la residenza pontificia con un altro edificio, situato su un colle poco lontano. Si trattava della villa di Innocenzo III, detta anche Casino del Belvedere, da cui il Cortile prende il nome. Giulio non voleva più essere costretto a uscire dalla sua residenza e salire su per il colle per arrivare al Casino. Ebbe così l'idea di collegare i due edifici con un giardino, chiuso sui lati. Essendo il terreno in salita, Bramante progettò lo spazio diviso in tre livelli, collegati da scalinate. Nel progetto, Bramante applica i principi prospettici pittorici a un'opera architettonica e creò uno spazio stretto e lungo con punto di fuga in un'esedra sull'ultimo livello. Al posto dell'esedra verrà invece realizzato un nicchione, altrettanto scenografico. Si dice che il modello utilizzato da Bramante per la realizzazione del Cortile fu l'ippodromo romano. Sia per la caratteristica forma stretta e allungata, sia per mettersi in confronto con le grandi città del passato.

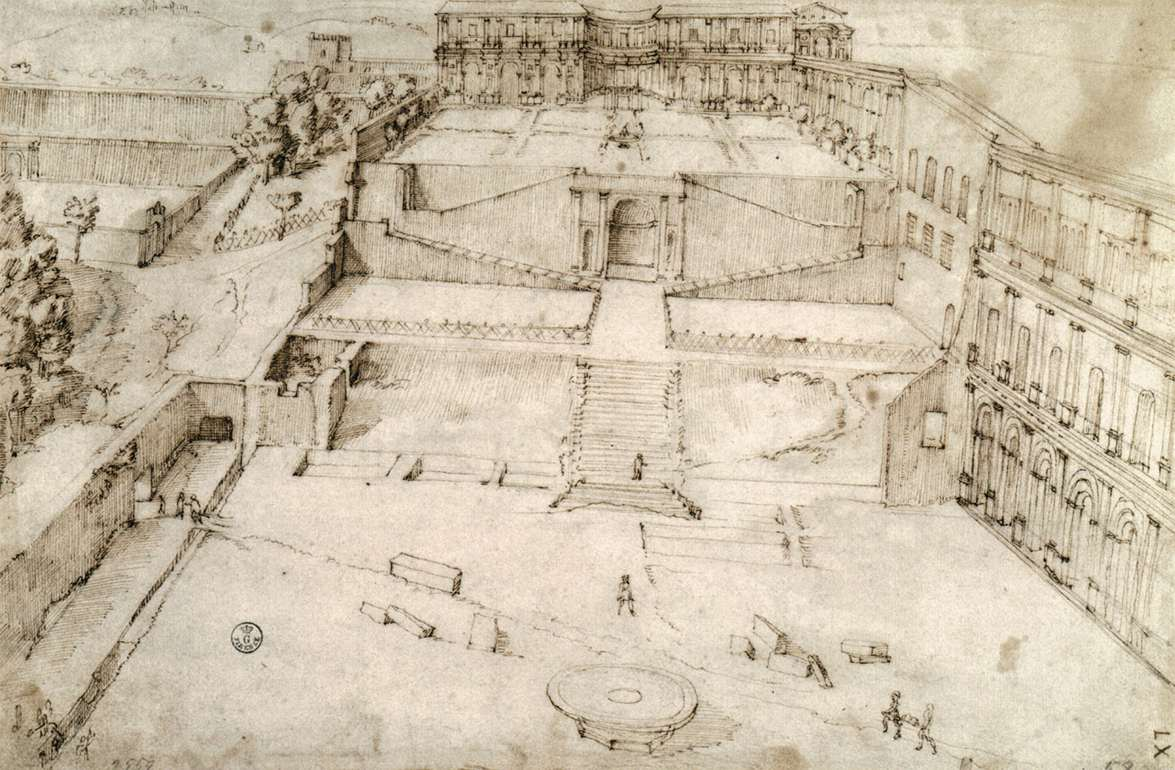
Il cortile in costruzione in un disegno di Giovanni Antonio Dosio

Sia Bramante sia Giulio II morirono prima di veder conclusa la realizzazione del Cortile del Belvedere. Ma, anche se il progetto non fu rispettato in pieno, la struttura bramantesca influenzerà l'evoluzione del giardino all'italiana e farà da modello per studi successivi. Prima grande modifica al progetto iniziale fu fatta per volere di papa Sisto V. Il giardino venne fatto "tagliare" da un braccio trasversale per ospitare la grande Biblioteca di Sisto V. Questo interruppe la continuità visiva del grande spazio verde ma aggiunse un qualcosa di forse ancora più prezioso. Altro braccio trasversale fu poi aggiunto anche a inizio Ottocento per ampliare il complesso museale dei Musei Vaticani. Si tratta del cosiddetto Braccio Nuovo, progettato da Raffaele Stern in stile neoclassico. Da questo momento si vennero quindi a creare tre cortili distinti. Cortile del Belvedere, Cortile della Biblioteca e Cortile della Pigna. Quest'ultimo così chiamato per un enorme pignone in bronzo di epoca romana al centro del giardino .

### Cortile di San Damaso

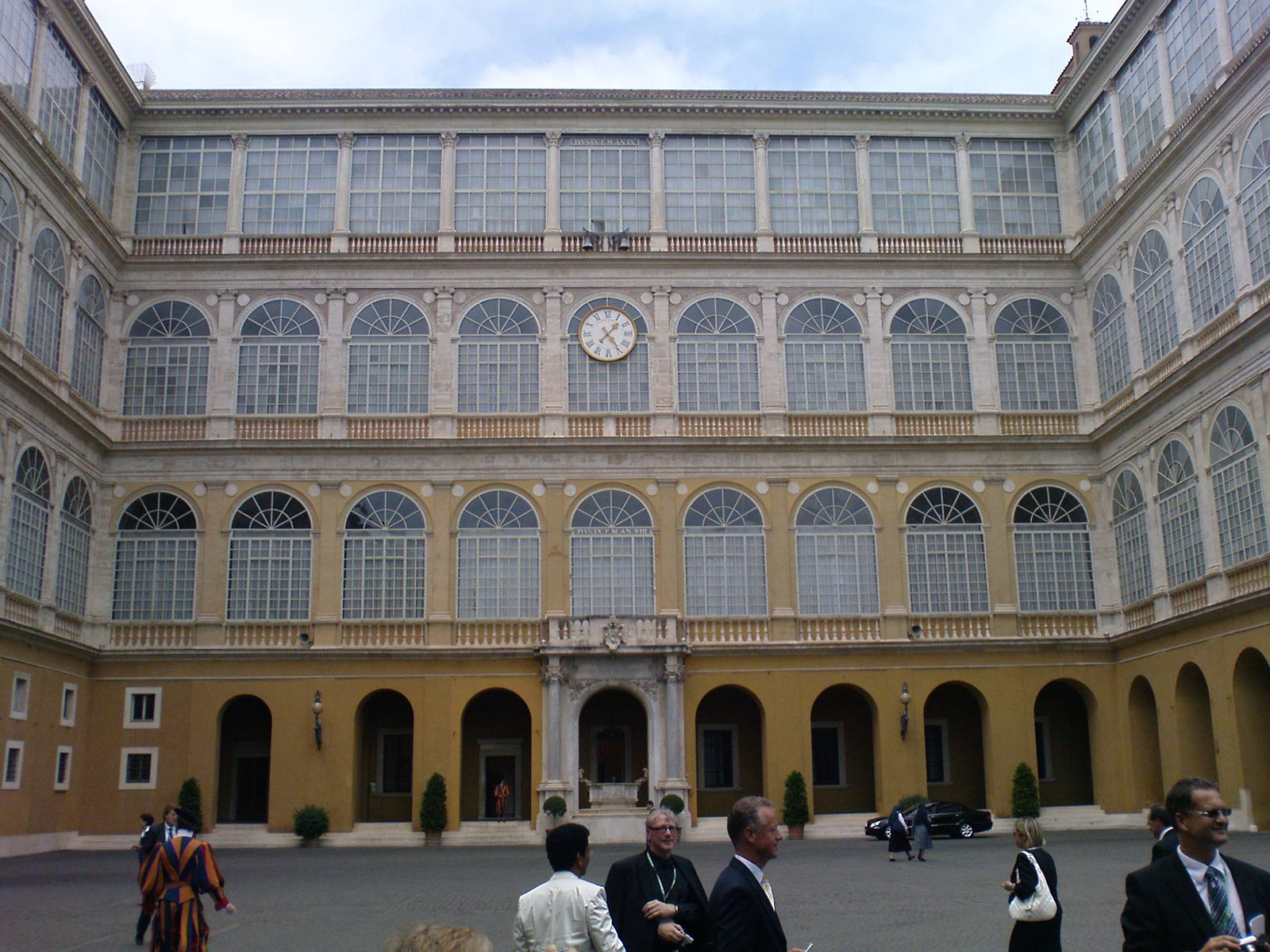
Il cortile di San Damaso

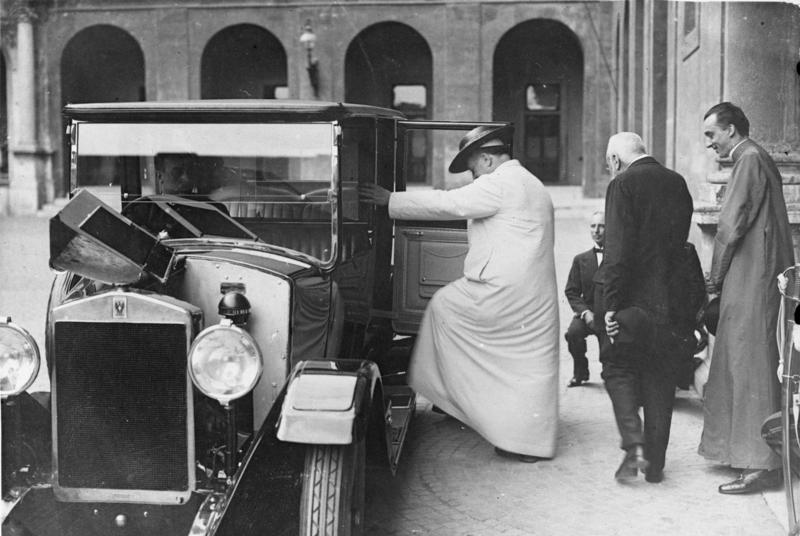
Papa Pio XI che sale su di una vettura vaticana nel Cortile omonimo

Il cortile di San Damaso, dal nome di papa Damaso I, funge da cour d'honneur del Palazzo Apostolico, ovvero dove gli ospiti più importanti arrivano nel cortile, sorvegliato per l'evento dalla Guardia Svizzera Vaticana. Così il cortile di San Damaso sistemato alla sommità di quello che era il mons saccorum livellato per ampliare lo spazio innanzi al palazzo voluto da Bonifacio IX , è racchiuso su tre lati da tre ordini di palchi: a occidente vi è la facciata del vecchio palazzo papale abitato dal 1377, a settentrione la facciata del palazzo di Gregorio XIII e a oriente la facciata del palazzo di Sisto V, dove vi sono, ancora oggi, gli Appartamenti papali .